# Schwerin

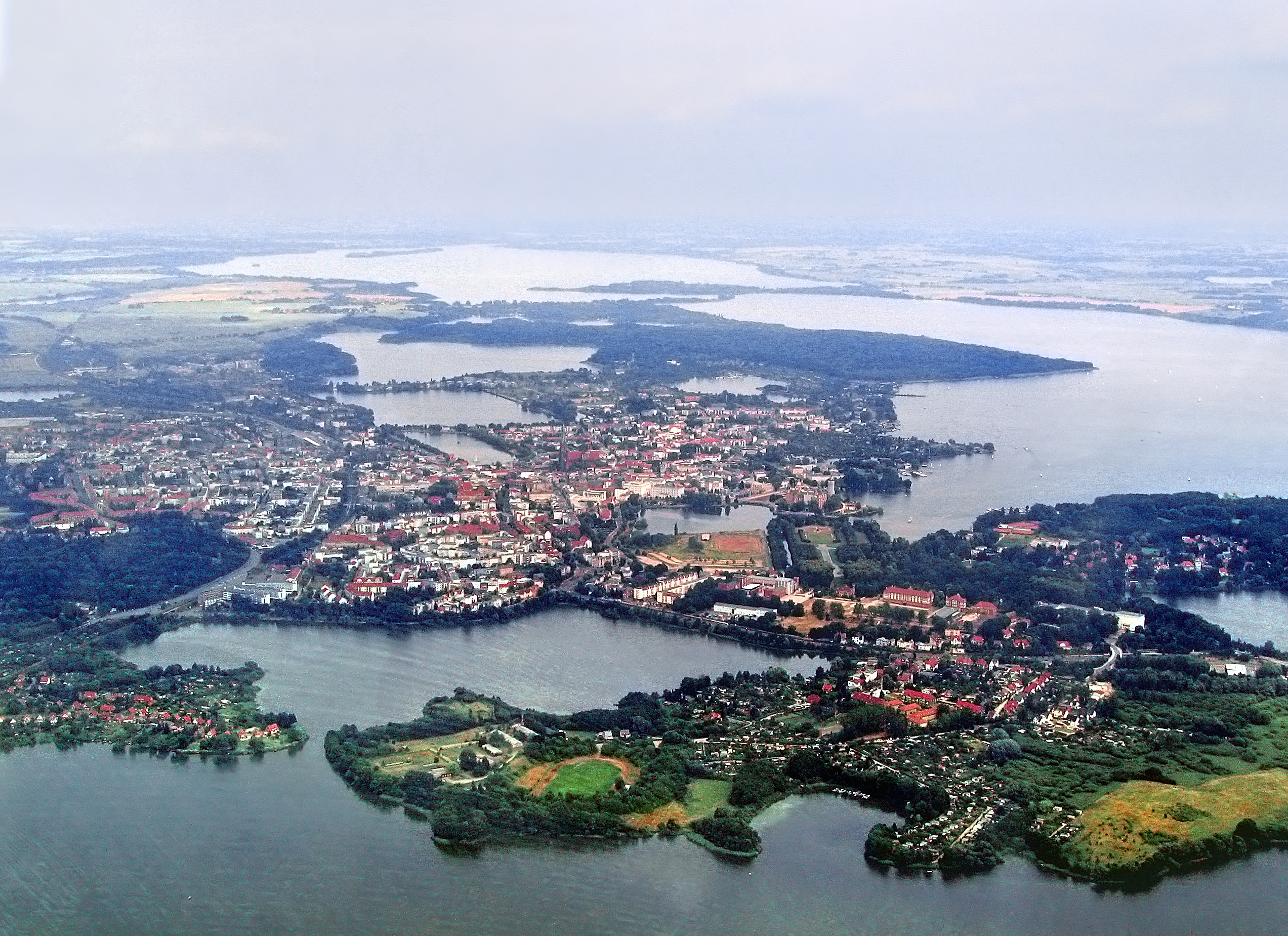
Luftbild von Schwerin

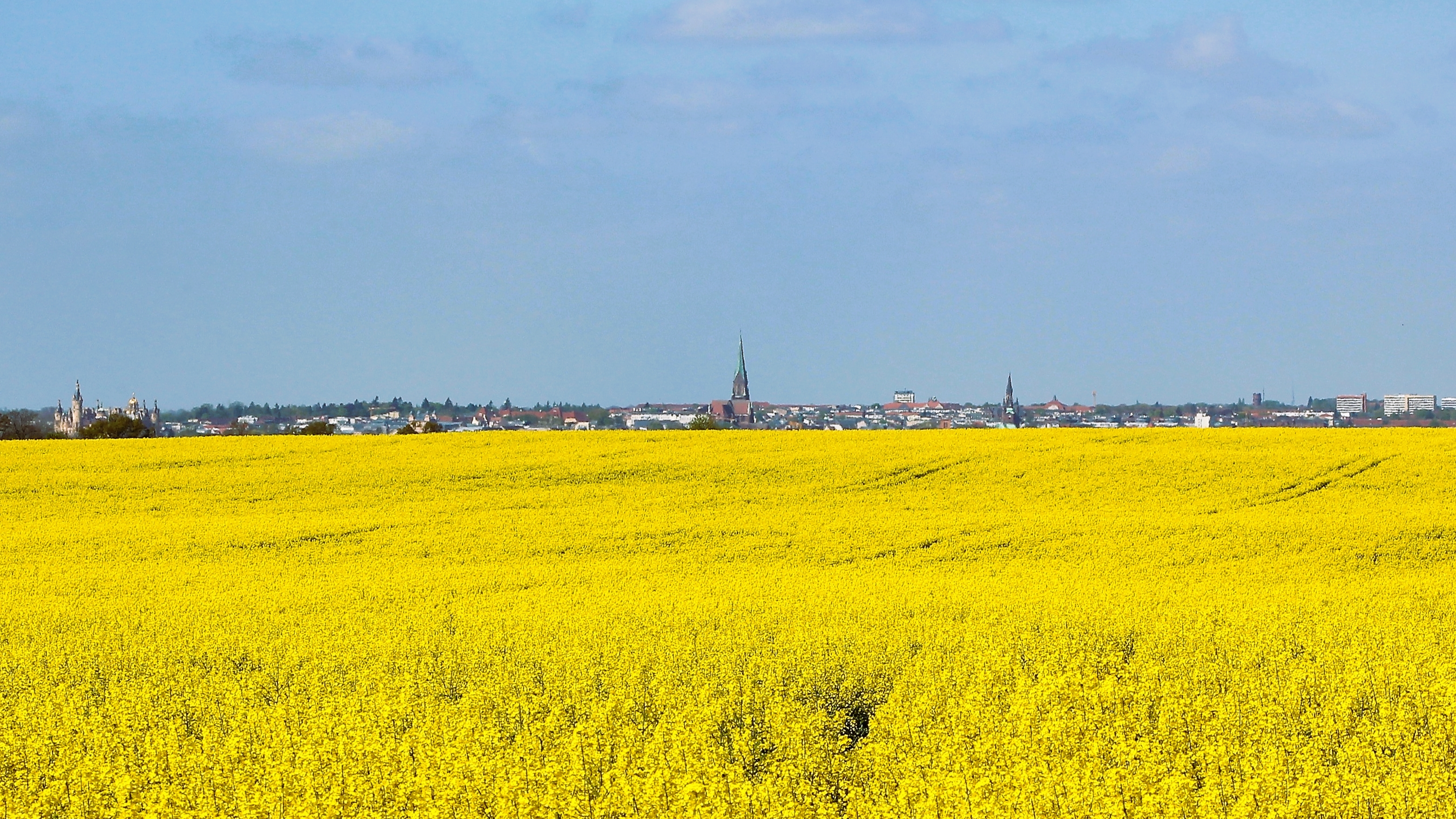
Skyline von Schwerin

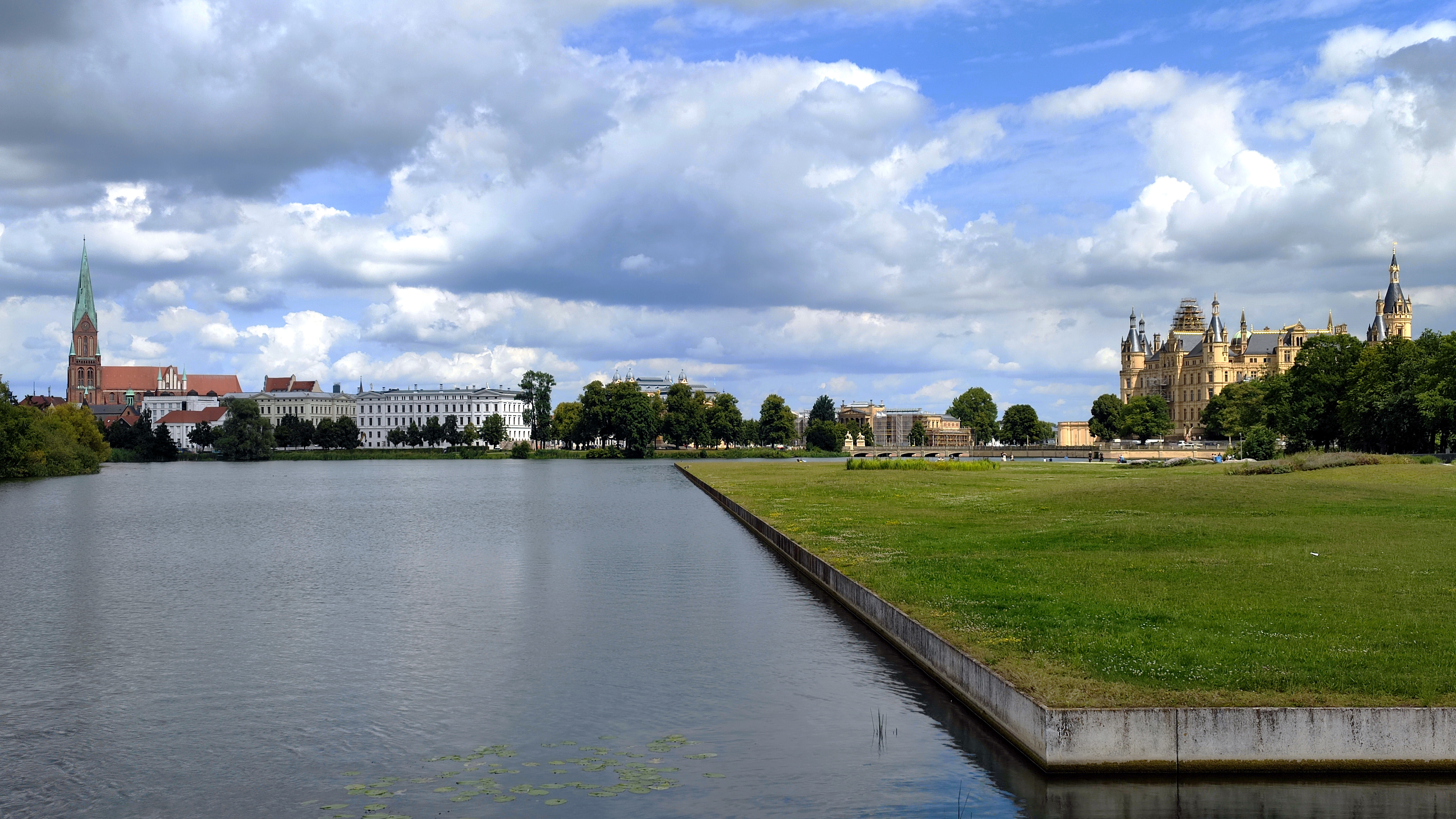
Stadtansicht mit Dom St. Marien und St. Johannis und dem Schweriner Schloss

Schwerin ([ʃvɛˈʁiːn] oder [ʃvəˈʁiːn], mecklenburgisch Swerin) ist die Hauptstadt des Landes Mecklenburg-Vorpommern. Die kreisfreie Mittelstadt ist die kleinste Landeshauptstadt der Bundesrepublik Deutschland und zugleich die einzige, die keine Großstadt ist. Schwerin ist nach Rostock die zweitgrößte Stadt und eines der vier Oberzentren des Bundeslandes und aktuell (Einwohnerzahlen vom 31. Dezember 2023) die größte Mittelstadt Deutschlands.
Schwerin wurde im Jahr 1018 erstmals als Wendenburg erwähnt und erhielt 1164 von Heinrich dem Löwen deutsche Stadtrechte. Damit ist sie die älteste Stadt im heutigen Mecklenburg-Vorpommern. Die Stadt dehnte sich im Laufe der Zeit am West- und Südufer des Schweriner Innensees aus, insgesamt befinden sich zwölf Seen innerhalb des Stadtgebietes. Ausgangspunkt der Stadtentwicklung war die Stelle mit dem heutigen Wahrzeichen der Stadt, dem Schweriner Schloss und dem Schlossgarten; es befindet sich auf einer Insel zwischen Schweriner See und Burgsee mit der Schlosskirche von 1560. Das Schloss war bis 1918 die Hauptresidenz der mecklenburgischen Herzöge und Großherzöge und das Machtzentrum des Herzogtums Mecklenburg-Schwerin, das 1919 zum demokratischen Freistaat wurde. Seit 1990 ist das Schloss Sitz des Landtags. Es war mit seinen umgebenden Gärten der Hauptveranstaltungsort der Bundesgartenschau 2009 und ist als historisch einmaliges Ensemble mit den weiteren Residenzbauten am 27. Juli 2024 in die Liste des UNESCO-Welterbe aufgenommen worden. Daneben zeichnet sich Schwerin durch seine – für eine deutsche Stadt dieser Größe ungewöhnlich gut erhaltene – Altstadt, die angrenzende Schelfstadt, das Kurviertel Zippendorf und weitere historische Viertel mit vielen Baudenkmalen aus.
Wirtschaftlich dominieren Technologieunternehmen, Behörden, die Deutsche Bahn, Maschinenbau und Materialverarbeitung, Konsumproduktion, Gesundheitswirtschaft und Kliniken, Dienstleistungsbetriebe, zunehmend auch der Tourismus und die Kultur- und Kreativwirtschaft. Zudem ist Schwerin Hochschulstandort mit rund 600 Studierenden, darunter die Hochschule der Bundesagentur für Arbeit und die Vitruvius Design-Hochschule. Sportlich ist Schwerin seit Fritz Sdunek als Boxerstadt und durch den zwölffachen deutschen Meister Schweriner SC als Volleyballstadt bekannt.

## Geografie

### Überblick

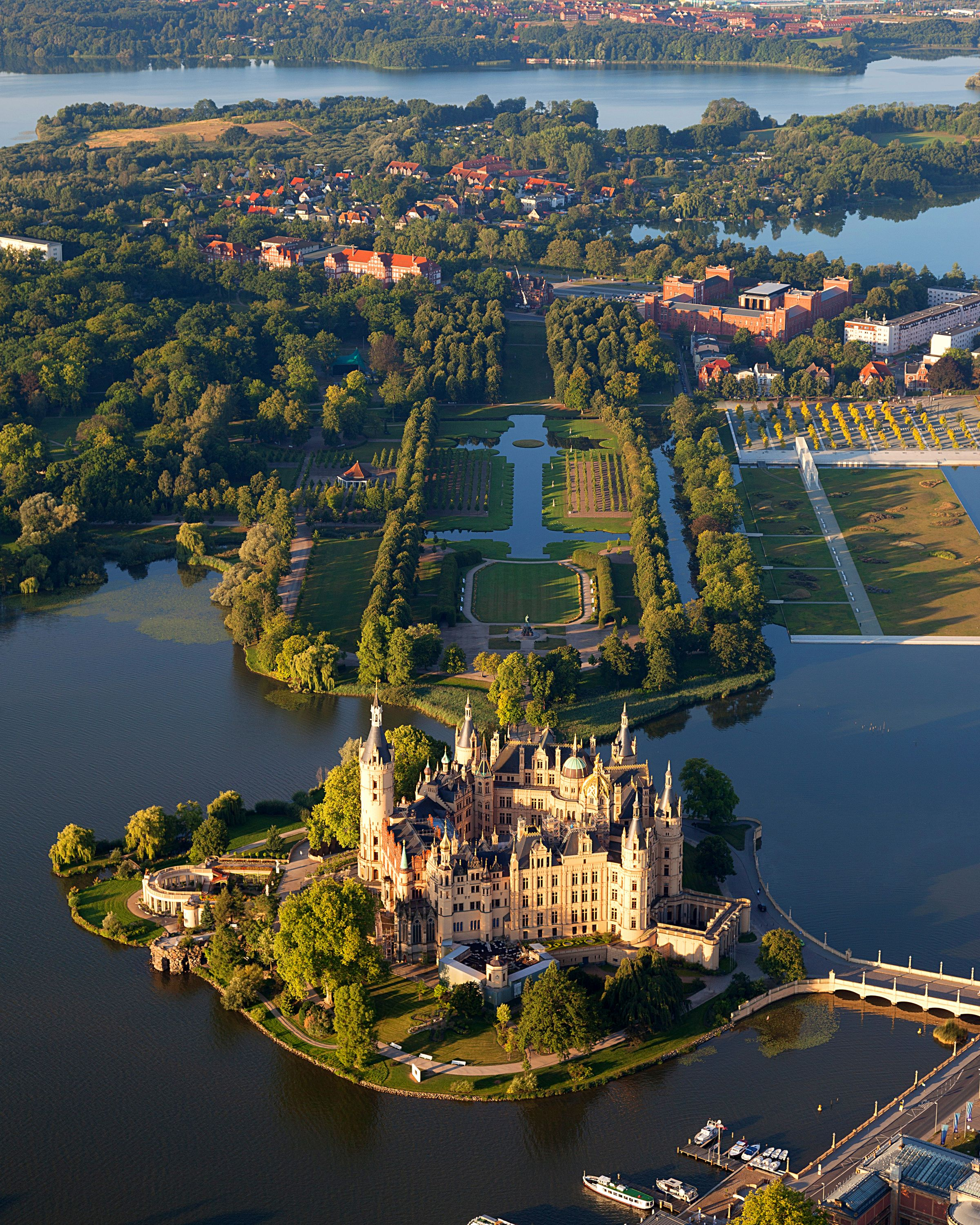
Das Schweriner Schloss, Wahrzeichen der Stadt und Mecklenburg-Vorpommerns sowie Sitz des Landtags, wurde auf einer eigenen Insel im Schweriner See errichtet.

Schwerin liegt im Westen des Landes Mecklenburg-Vorpommern am Südwestufer des Schweriner Sees in einer waldreichen Seenlandschaft. Weitere Seen im Stadtgebiet sind der Burgsee, der Faule See, der Grimkesee, der Heidensee, die Große Karausche, der Lankower See, der Medeweger See, der Neumühler See, der Ostorfer See, der Pfaffenteich und der Ziegelsee. Fließgewässer sind der Aubach, dessen Wasser über die Verbindung mehrerer Seen den Schweriner See speist, der Krebsbach, ein Zufluss in den Ostorfer See mit einem Rundweg und die Stör, der zur Wasserstraße ausgebaute natürliche Abfluss des viertgrößten deutschen Sees.
Die Einwohner bezeichnen Schwerin gerne als die „Stadt der sieben Seen und Wälder“. Diese Bezeichnung geht auf eine Zeit zurück, als Schwerin noch nicht seine heutige geografische Ausdehnung hatte und tatsächlich von nur sieben Seen umgeben war. Die weitläufigen Wälder mussten nach und nach der städtebaulichen Entwicklung weichen, zahlreiche Waldreste sind vor allem an den Ufern der Seen erhalten geblieben. Von den 130,46 km² Stadtfläche sind 28,9 Prozent mit Wasser und 18,5 Prozent mit Wald bedeckt. Die Höhe der Stadt über dem Meeresspiegel beträgt 38 Meter an den Ufern des Schweriner Sees und 86,1 Meter auf dem Weinberg im Stadtteil Neumühle.
Die nächsten größeren Städte sind Lübeck ca. 54 Kilometer nordwestlich, die Regiopole Rostock ca. 69 Kilometer nordöstlich und Hamburg rund 94 Kilometer westlich. Raumplanerisch gehört das Oberzentrum Schwerin zur Region Westmecklenburg (mit Wismar als bedeutendem Zentrum an der Ostseeküste); es wurde 2016 Bestandteil der Metropolregion Hamburg.

### Nachbargemeinden
Die Stadt Schwerin grenzt an folgende Gemeinden (im Uhrzeigersinn, beginnend im Nordosten am Ostufer des Schweriner Sees):
- im Landkreis Ludwigslust-Parchim: Leezen, Raben Steinfeld und Plate (Amt Crivitz), Lübesse (Amt Ludwigslust-Land), Holthusen, Pampow, Klein Rogahn und Wittenförden (alle Amt Stralendorf)
- im Landkreis Nordwestmecklenburg: Brüsewitz, Pingelshagen, Klein Trebbow, Seehof und Lübstorf (Amt Lützow-Lübstorf)

### Stadtgliederung

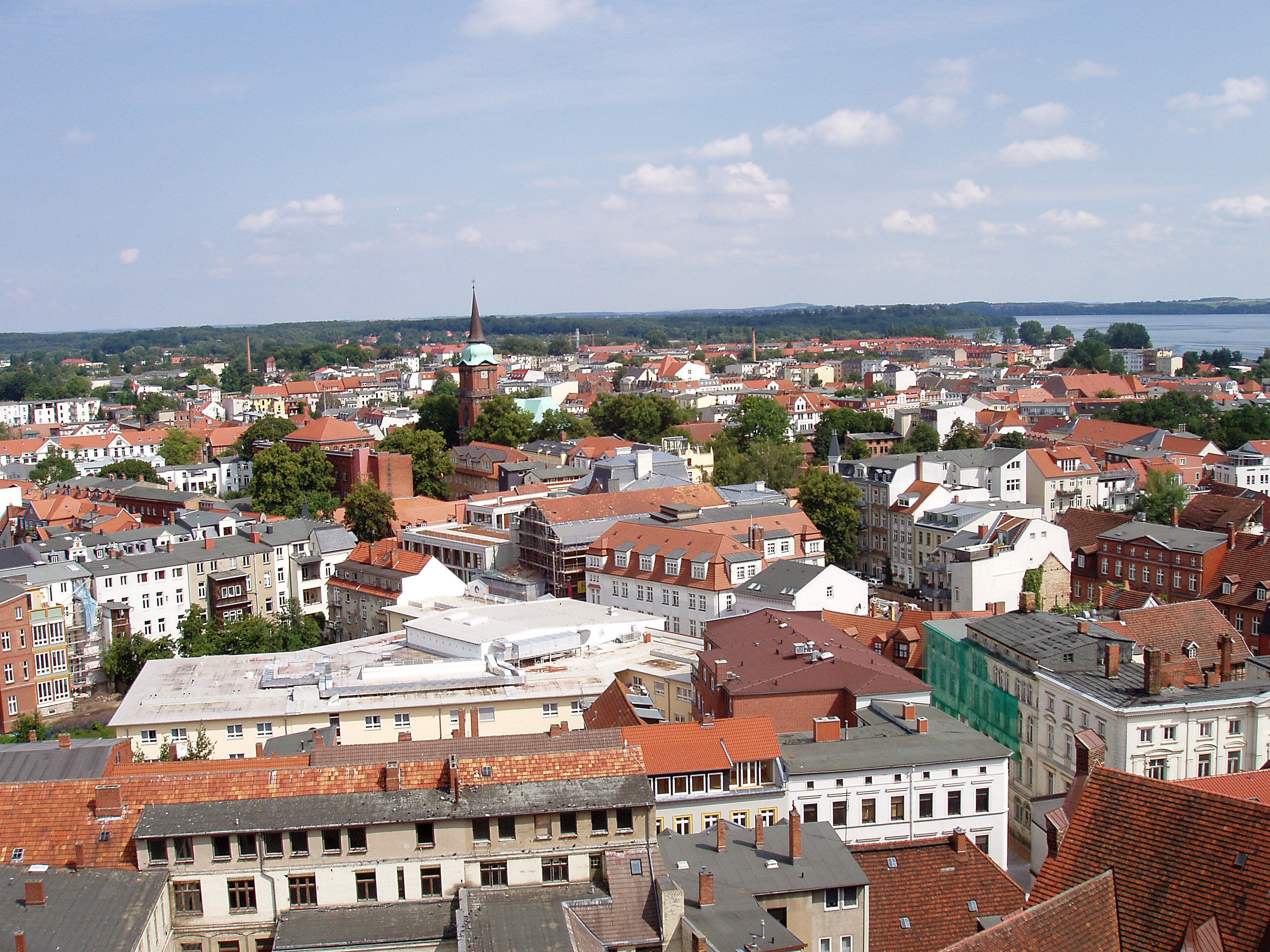
Schelfstadt, ein zentraler Stadtteil von Schwerin mit eigener Altstadt

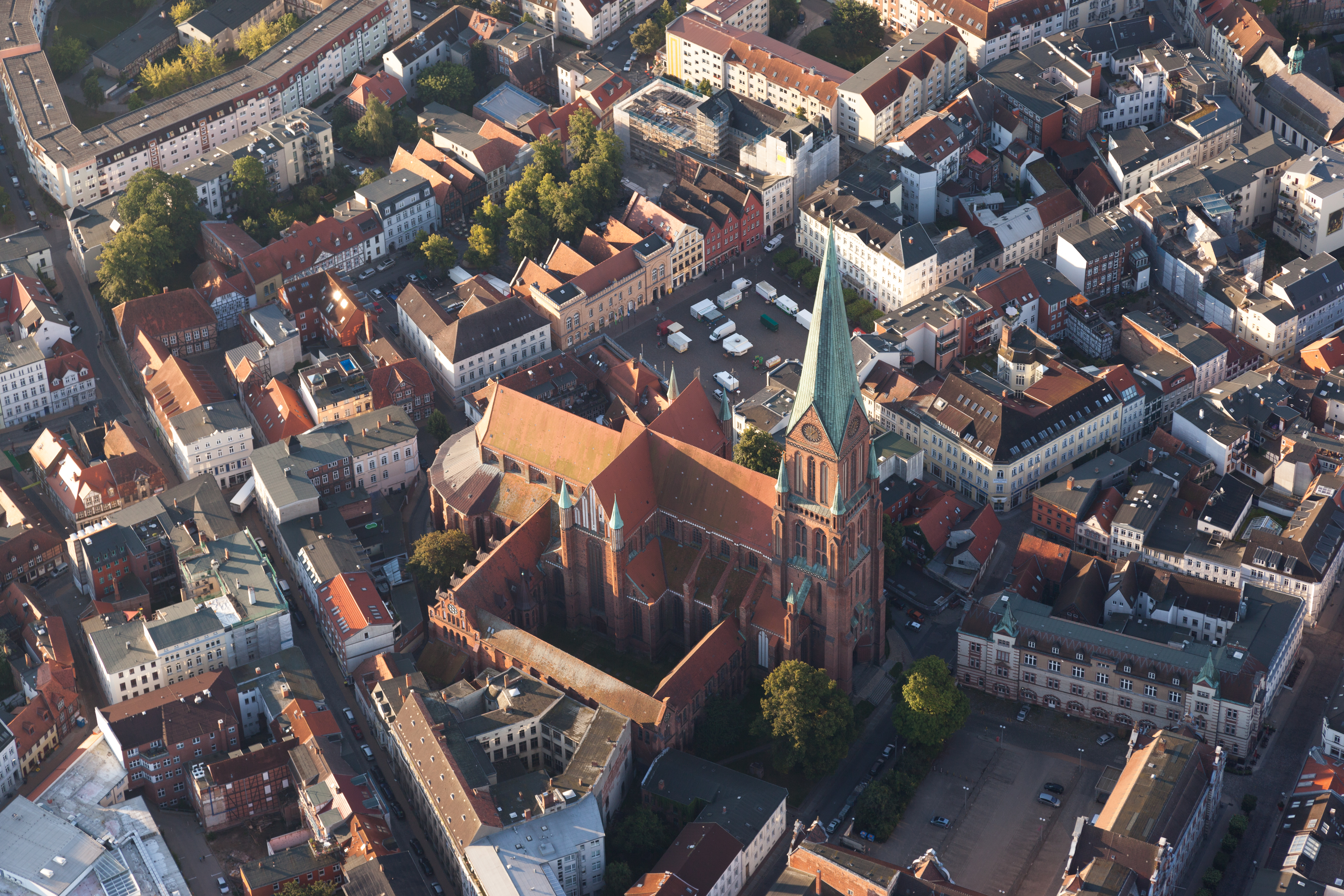
Historische Altstadt rund um den Dom

Das Stadtgebiet Schwerins ist gemäß § 11 Abs. 2 der Hauptsatzung in derzeit 17 Ortsteile mit je einem Ortsbeirat eingeteilt. Die Ortsteile bestehen aus einem oder mehreren Stadtteilen. Die Ortsbeiräte haben je nach Einwohnerzahl zwischen 5 und 15 Mitglieder. Sie werden nach jeder Kommunalwahl von der Stadtvertretung für die Dauer der Wahlperiode der Stadtvertretung bestimmt. Die Ortsbeiräte sind zu wichtigen, den Ortsteil betreffenden Angelegenheiten zu hören und haben ein Initiativrecht. Die endgültigen Entscheidungen trifft jedoch die Stadtvertretung der Gesamtstadt.
Die 17 gegenwärtigen Ortsteile mit ihren zugehörigen Stadtteilen:
- Ortsteil 1: Schelfstadt, Werdervorstadt, Schelfwerder
- Ortsteil 2: Altstadt, Feldstadt, Paulsstadt, Lewenberg
- Ortsteil 3: Großer Dreesch (ehem. Dreesch I)
- Ortsteil 4: Neu Zippendorf (ehem. Dreesch II)
- Ortsteil 5: Mueßer Holz (ehem. Dreesch III)
- Ortsteil 6: Gartenstadt, Ostorf (ehem. Haselholz, Ostorf)
- Ortsteil 7: Lankow
- Ortsteil 8: Weststadt
- Ortsteil 9: Krebsförden
- Ortsteil 10: Wüstmark, Göhrener Tannen
- Ortsteil 11: Görries
- Ortsteil 12: Friedrichsthal
- Ortsteil 13: Neumühle, Sacktannen
- Ortsteil 14: Warnitz
- Ortsteil 15: Wickendorf, Medewege
- Ortsteil 16: Zippendorf
- Ortsteil 17: Mueß

Südlich des Stadtteils Neumühle befindet sich eine etwa 12 Hektar große Enklave, die zur Gemeinde Klein Rogahn gehört.

### Geologie
Schwerin liegt nördlich einer Eisrandlage der Weichseleiszeit. Das Relief wurde durch verschiedene Phasen und Staffeln des Brandenburger Stadiums der Weichselvereisung geprägt. Es existieren kuppige Grund- und Endmoränenzüge im Westteil und ein Sanderbereich im Süden und Osten der Stadt. Die Anhöhen der Endmoräne im Westen erreichen bei Neumühle 86,1 m ü. HN.
Ein Teil der Seen, wie der Lankower und der Neumühler See, entstand nach Rückgang des Eises aus ehemaligen Schmelzwasserrinnen, die sich dauerhaft mit Wasser füllten.
Der Schweriner See liegt in einer vorpleistozänen Senke, die sich von Wismar bis zur Lewitz erstreckt. Als Zungenbecken ausgeformt wurde das Gewässer in der Frankfurter Phase der Weichseleiszeit. Das Gletschertor mit Schmelzwasserabfluss in Richtung Elbe-Urstromtal bestand dabei im Bereich Mueß. Spätere glaziale Phasen hinterließen Moränenmaterial im See, wie etwa in Höhe des Paulsdamms, der Innen- und Außensee abtrennt, sowie zu den heute anliegenden Seen, wie etwa dem Ziegelsee.

### Klima
In Schwerin herrscht ein gemäßigtes Klima. Das Temperatur-Jahresmittel von 1991 bis 2021 betrug 9,6 °C, nach zuvor 8,4 °C zwischen 1961 und 1990. Die Differenz der Mitteltemperatur des wärmsten und kältesten Monats lag bei 17,4 Grad. Durchschnittlich fielen je Jahr und Quadratmeter 723 Millimeter Niederschlag. Im Vergleich zum Nordwesten Deutschlands ist das Frühjahr kühler, bedingt durch raue Nordostwinde. Die Sommerhitze wird durch die Nähe zur Ostsee abgemildert, dieses Gewässer wirkt im Herbst wärmend.
|                       | Jan  | Feb  | Mär | Apr  | Mai  | Jun  | Jul  | Aug  | Sep  | Okt  | Nov | Dez |   |      |
| Mittl. Tagesmax. (°C) | 3,1  | 4,2  | 7,7 | 13,1 | 17,4 | 20,3 | 22,5 | 22,0 | 18,4 | 13,1 | 7,7 | 4,4 | ⌀ | 12,9 |
| Mittl. Tagesmin. (°C) | −0,9 | −1,0 | 0,7 | 4,4  | 8,6  | 11,9 | 14,4 | 14,2 | 11,3 | 7,5  | 3,6 | 0,7 | ⌀ | 6,3  |
|                       |      |      |     |      |      |      |      |      |      |      |     |     |   |      |
| Niederschlag (mm)     | 57   | 47   | 52  | 48   | 64   | 73   | 81   | 79   | 60   | 54   | 51  | 57  | Σ | 723  |
|                       |      |      |     |      |      |      |      |      |      |      |     |     |   |      |
| Sonnenstunden (h/d)   | 2,5  | 3,6  | 5,0 | 8,1  | 9,7  | 10,0 | 10,2 | 9,5  | 6,9  | 4,8  | 3,2 | 2,3 | ⌀ | 6,3  |
|                       |      |      |     |      |      |      |      |      |      |      |     |     |   |      |
| Regentage (d)         | 9    | 8    | 9   | 8    | 8    | 9    | 10   | 10   | 8    | 8    | 9   | 9   | Σ | 105  |
|                       |      |      |     |      |      |      |      |      |      |      |     |     |   |      |
| Luftfeuchtigkeit (%)  | 85   | 83   | 79  | 72   | 70   | 69   | 70   | 72   | 76   | 82   | 87  | 86  | ⌀ | 77,6 |

| −0,9 |

| −1,0 |

| 0,7 |

| 4,4 |

| 8,6 |

| 11,9 |

| 14,4 |

| 14,2 |

| 11,3 |

| 7,5 |

| 3,6 |

| 0,7 |

| −0,9 |

| −1,0 |

| 0,7 |

| 4,4 |

| 8,6 |

| 11,9 |

| 14,4 |

| 14,2 |

| 11,3 |

| 7,5 |

| 3,6 |

| 0,7 |

## Geschichte

### Namenserklärungen
Die Stadt wurde um 1012/18 als Zuarina das erste Mal bei Thietmar von Merseburg erwähnt. Helmold von Bosau nannte es 1160 Zuerin, Zwerin. Die Pöhlder Annalen nennen den Ort 1160 Zuarin (-ensis) und die Steterburger 1174 Zvarin. Seit dem 15. Jahrhundert wurde der Ort Swerin genannt (bis heute üblich im mecklenburgischen Dialekt), und seit dem 16. Jahrhundert Suerin oder offiziell Schwerin.
Eine indirekte Ersterwähnung könnte früher gelegen haben: ein Reisebericht des Chronisten Ibrahim ibn Yaqub, Gesandter des Kalifen von Córdoba (Spanien), erwähnte um 973 eine Slawenburg, die mit Schwerin identisch sein könnte.
Der Name soll mit polabisch zvěŕ für wildes Tier oder zvěŕin für Wildgehege, Tiergarten oder Pferdegestüt zusammenhängen. Spekulationen über eine Abstammung des Ortsnamens vom slawischen Gott Svarog (Swarzyn, Ort des Svarog) sind nicht belegbar.
Abweichend davon wurde der Name vom altgermanischen Wort swaran (verteidigen, stammverwandt mit schwören) hergeleitet, das erst später von einwandernden Slawen im Sinne von zvěŕ umgedeutet worden sein könnte.
Wie alle slawischstämmigen Ortsnamen im nordöstlichen Mitteleuropa, die auf -in enden (Berlin, Stettin, Eutin, Templin, Küstrin usw.), wird auch Schwerin auf der letzten Silbe betont.
Auch der lateinische Name Suerina bzw. Suerinum fand und findet für Schwerin Verwendung.
Die Hauptsatzung der Stadt Schwerin bestimmt die Bezeichnung „Landeshauptstadt“ als Namenszusatz vor dem Städtenamen.

### Besiedlung, Stadtgründung und Grafschaft
Das heutige Stadtgebiet war schon früh besiedelt. Bei Ausgrabungen auf dem Schweriner Marienplatz fanden sich Werkzeuge, die auf etwa 1000 bis 600 v. Chr. datiert wurden. Eine anschließende germanische Besiedlung ist durch den Fund eines Brunnens aus dem 1. Jahrhundert n. Chr. belegt.
Nach 700 n. Chr. siedelten sich Slawen im Gebiet des heutigen Schwerin an. Der jüdischstämmige spanisch-maurische Handlungsreisende Ibrāhīm ibn Yaʿqūb berichtete 965 von einer Burg in einem Süßwassersee, die von Historikern an der Stelle des heutigen Schwerins vermutet wird. Grabungsfunde auf der Schlossinsel bestätigen zumindest die Existenz eines slawischen Burgwalles in dieser Zeit. Er konnte dendrochronologisch auf 941/942 datiert werden. 1018 rettete sich der christliche Abodritenfürst Mistislaw vor einem Angriff der Lutizen in die Burg Schwerin, die er anschließend aber aufgeben musste.
1160 brannte der Abodritenfürst Niklot die Burg auf der Schlossinsel nieder, um sie nicht in die Hände eines anrückenden sächsischen Heeres unter der Führung Heinrichs des Löwen fallen zu lassen. Der Sachsenherzog ließ die Burg nach dem Sieg über Niklot als sächsischen Außenposten im Abodritenland wieder aufbauen. 1160 wird deshalb traditionell als „deutsches“ Gründungsjahr Schwerins angesehen, obwohl die Verleihung der Stadtrechte wahrscheinlich erst 1164 erfolgte. Nach dem Tod Niklots machte Heinrich der Löwe Gunzelin I. zum Statthalter über das Land der Abodriten, und damit auch über Schwerin. Später teilte Heinrich das Land, gab einen Teil Pribislaw, dem Sohn Niklots, zurück und gründete aus dem anderen Teil die Grafschaft Schwerin mit Gunzelin als erstem Grafen von Schwerin. 1167 wurde Schwerin Sitz der Grafschaft Schwerin. Im selben Jahr verlegte der Zisterziensermönch Berno seinen Bischofssitz nach Schwerin. Nach der Weihe des von Heinrich gestifteten ersten Doms um 1171 entwickelte sich Schwerin zum Ausgangspunkt der Christianisierung des späteren Mecklenburgs. Die Stadt hatte zu der Zeit zirka 500 Einwohner, von denen ein Fünftel Geistliche waren.
Ein städtischer Rat, bestehend aus sechs Ratsherren und dem Bürgermeister, wurde erstmals 1228 erwähnt. Hemmend für die Entwicklung der Stadt waren die Machtstreitigkeiten zwischen dem Grafen und dem Bischof. Bis 1284 konnten Nachfolger des Bischofs zwar die gesamte Schelfe (heute: Schelfstadt) in Besitz nehmen, diese wurde jedoch nicht in die städtischen Befestigungsanlagen einbezogen, so dass das Domkapitel seinen Besitz nicht vergrößern konnte. 1270 wurde mit dem Bau eines zweiten Domes begonnen. Das Geld dafür stammte aus den Einnahmen von Pilgern, die einen in Jaspis eingeschlossenen heiligen Blutstropfen aufsuchten, den Graf Heinrich von Schwerin 1222 von einer Pilgerfahrt mitgebracht und den Domherren gestiftet hatte. Von einem Drittel der Einnahmen aus dieser Reliquie wurde auf Betreiben der Witwe des Grafen, Gräfin Audacia, der Neubau eines Franziskaner-Konventes finanziert, der schon 1236 urkundlich erwähnt wurde; er ist damit die älteste Niederlassung eines Bettelordens in Mecklenburg (Aufhebung 1552).

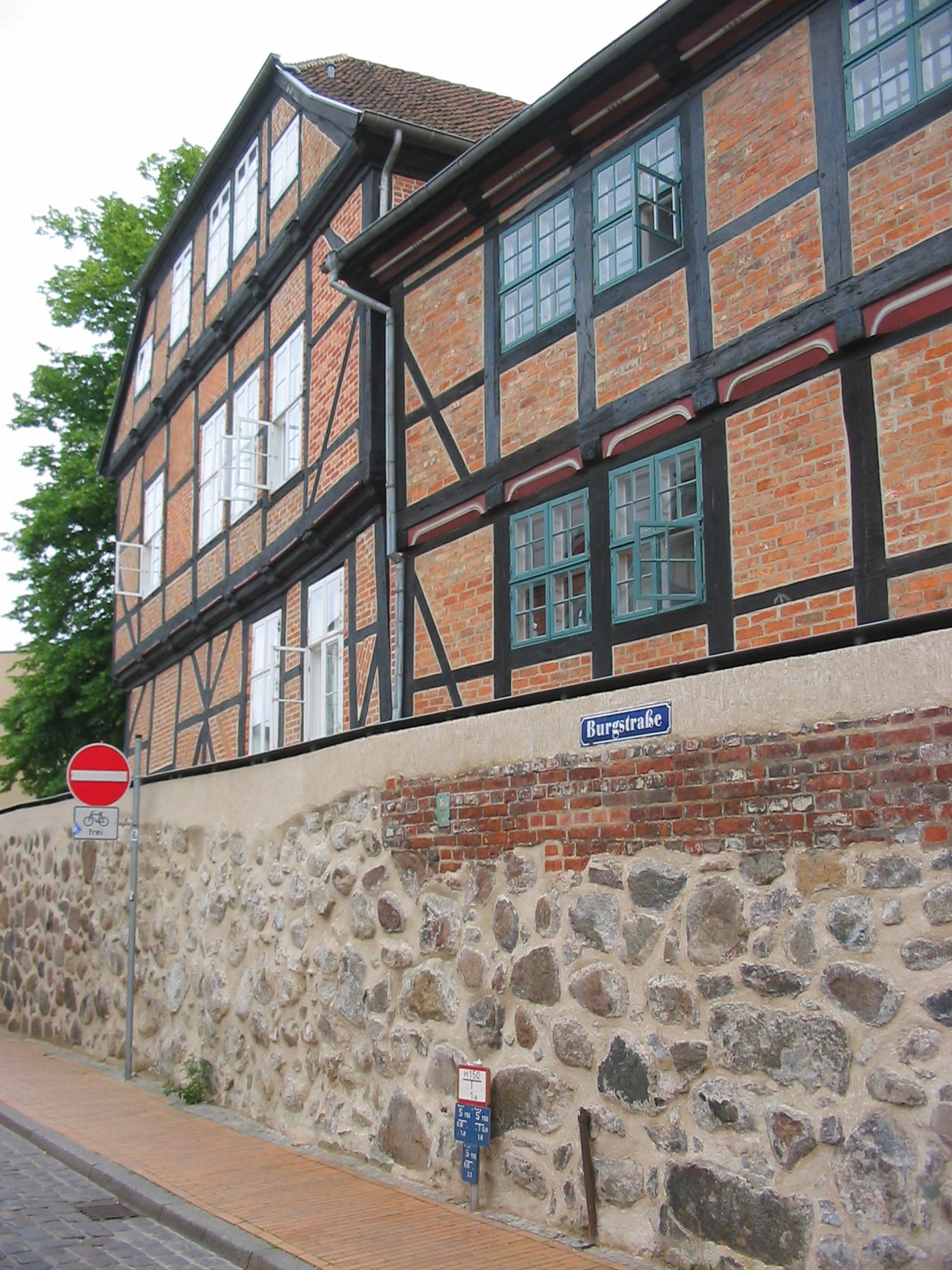
Reste der Stadtmauer

Die Ersetzung der hölzernen Stadtbefestigung durch eine massive Stadtmauer wurde 1340 vollendet. 1351 wurde das Rathaus erstmals erwähnt, das dreimal abgebrannt und immer wieder an derselben Stelle neu errichtet wurde. Erhalten ist der mittelalterliche Torbogen des Rathausdurchgangs. Die Stadtmauer bestand ihre erste Bewährungsprobe, als Herzog Albrecht der II., ein Nachfahre Niklots, die Stadt 1358 monatelang belagerte.

### Mühlen in Schwerin
Die erste Bischofsmühle wurde 1178 erwähnt. Sie gehörten zu den ältesten Mühlen Mecklenburgs. Es gab aber danach verschiedene weitere Mühlen am Aubach, die auch diesen Namen trugen.
1284 wurde der Spieltordamm errichtet, der den Aubach im Mühlenteich, dem heutigen Pfaffenteich, aufstaute und Voraussetzung für den Betrieb einer mit Wasser angetriebenen gräflichen Binnenmühle Schwerin war.
Für Schwerin wurden seit dem 12. Jahrhundert zahlreiche Mühlen urkundlich erwähnt. Die Mühle in der Mühlenstraße von 1711 wurde wegen der ungünstigen Windverhältnisse 1749 an den Schweriner Stadtrand Wismarer Chaussee verlegt und 1893 abgerissen. Bis 1866 galt auch in Schwerin der sogenannte Mühlenzwang (auch Mahlzwang genannt). Das heißt, die Getreideerzeuger durften ihr Getreide nicht mahlen lassen, wo sie wollten, sondern mussten es in ihrem jeweiligen Mahlbezirk zu Mehl verarbeiten lassen. Als dann ab 1867 mit der Übernahme der Gewerbeordnung des Norddeutschen Bundes von 1868/69 das alte Zwangsmahlrecht entfallen war und die Müller ihre Mahlzwang Monopolstellung in ihrem Bezirk verloren hatten, wuchs in der zweiten Hälfte des 19. Jahrhunderts die Anzahl der Mühlen in der Stadt sprunghaft an, und weil die Einführung der Gewerbefreiheit diesen Prozess dann auch noch begünstigte begann in Schwerin die große Zeit des Windmühlenbaus. Zwischen 1890 und 1895 existierten in Schwerin eine Wassermühle, fünf Wind- und drei Dampfmühlen. Danach begann der Rückgang; einige Mühlen mussten infolge Baufälligkeit abgebrochen werden, andere brannten ab. Gegen Ende des Ersten Weltkrieges existierten nur noch die Bischofsmühle und die Schleifmühle Schwerin als Wassermühlen.

### Im Herzogtum Mecklenburg bis zum 18. Jahrhundert
Nach dem Aussterben der Familie Gunzelin ging die Grafschaft Schwerin 1358 an das Herzogtum Mecklenburg über. Albrecht II. erwarb die Stadt für 20.000 Mark Silber (die er allerdings nicht vollständig bezahlte) und machte sie zu seiner Residenz und damit zum kulturellen und politischen Zentrum Mecklenburgs. Schwerin wurde auch Landstadt in Mecklenburg und war bis 1918 als Teil der Städte des Mecklenburgischen Kreises auf Landtagen vertreten.

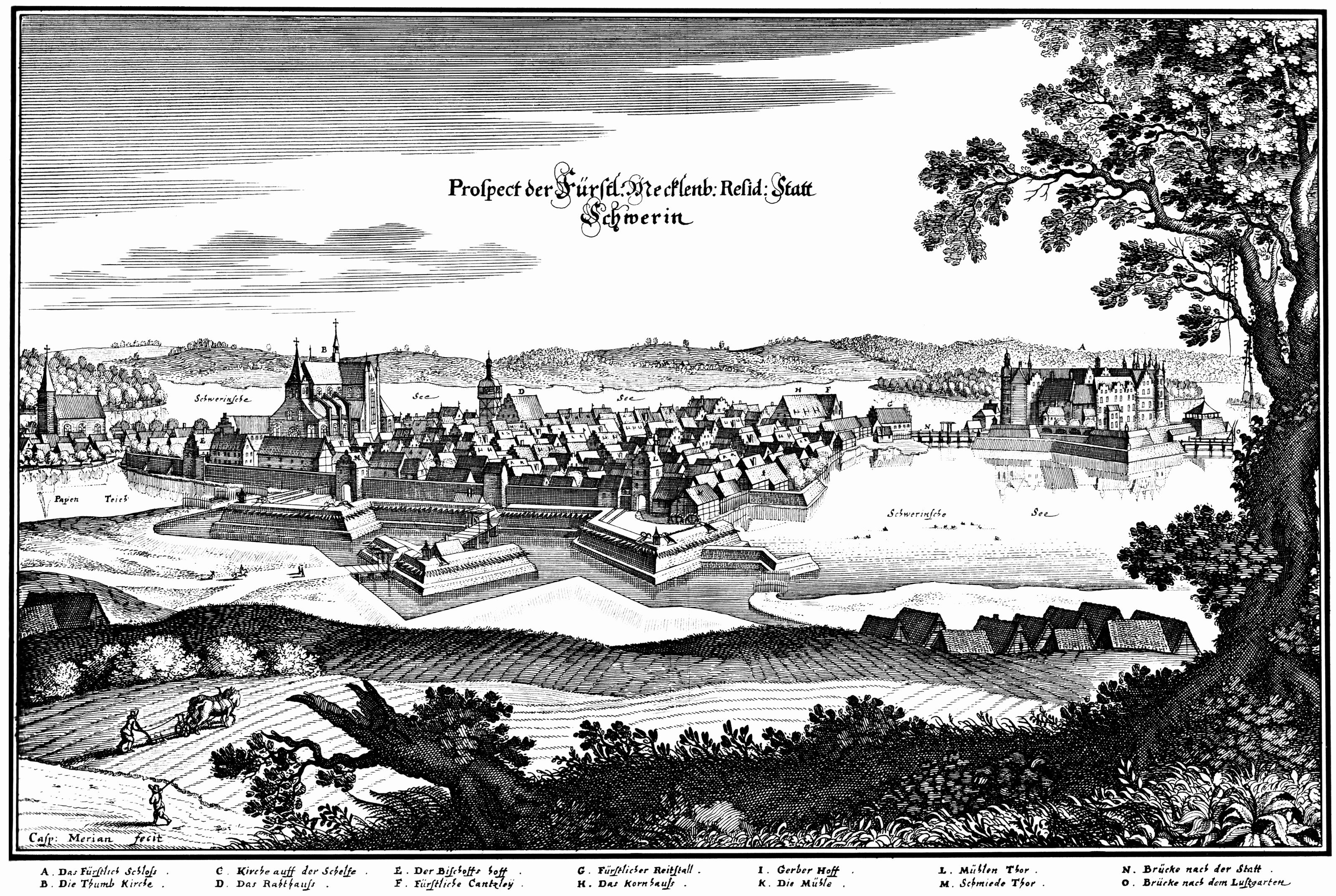
Schwerin vor 1651

In wirtschaftlicher Hinsicht entwickelten sich die verkehrstechnisch günstiger gelegenen Städte Rostock und Wismar besser. Unter Herzog Heinrich IV. waren Grenzstreitigkeiten, Raub und Mord an der Tagesordnung, die Kassen waren leer. Zudem grassierte die Pest.
Erst Magnus II. konnte ab 1478 das Blatt durch die Neuordnung der Verwaltung, insbesondere der Finanzverwaltung wenden. Er hatte Pläne, Elbe, Elde, Schweriner See und Wismar durch Kanäle zu verbinden. Unter ihm wurde das älteste noch erhaltene Gebäude der Stadt errichtet, das Große Neue Haus. Eine Fürstenschule wurde 1553 gegenüber dem Schloss eröffnet, auf die das Fridericianum Schwerin zurückgeführt wird. 1561 entstand unter Tilemann Stella eine Regierungsbibliothek. Die Brände von 1531 und 1558 vernichteten große Teile der Stadt.
Durch eine baupolizeiliche Anordnung mussten Häuser aus Stein errichtet werden, um die Brandgefahren zu mindern. Doch ein weiterer Brand legte 1651 erneut weite Teile Schwerins in Schutt und Asche. Der Wiederaufbau des Rathauses wurde 1654 abgeschlossen. Im Dreißigjährigen Krieg hatte die Stadt verhältnismäßig weniger Verluste zu beklagen als das Herzogtum.

### Hexenverfolgung
Zwischen 1560 und 1700 wurden im protestantischen Mecklenburg, einer Kernzone der Hexenverfolgung, rund 4000 Menschen wegen Hexerei angeklagt, von denen etwa die Hälfte hingerichtet wurde. Auch in Schwerin fanden in dieser Zeit immer wieder Hexenprozesse statt, wobei sich die Intensität der Verfolgung nach dem Dreißigjährigen Krieg noch einmal deutlich steigerte. Die Verhöre fanden im Rathaus am Markt, im Schloss und im Haus des Scharfrichters in der Burgstraße statt. Von 1564 bis 1770 gibt es Berichte über 103 Hexenprozesse, dabei wurden wahrscheinlich 45 Angeklagte hingerichtet. Eine Frau verstarb unter der Folter. Möglicherweise ergingen sieben Landesverweise, zwei Angeklagten gelang die Flucht.
Allein zwischen 1665 und 1669 wurden 19 angebliche Hexen in der Stadt verhaftet. Fast alle wurden nach kurzen, aber äußerst brutalen Verhören und derart erzwungenen Geständnissen hingerichtet und verbrannt. Da die gequälten Frauen dem Gericht auch die Namen weiterer Hexen nannten, entwickelten sich regelrechte Kettenprozesse. 1604 wurden mehrere Frauen aus Schwerin als Hexen angeklagt und beschuldigt, 1592 den Tod des jungen Herzogs Johann VII. durch Hexerei herbeigeführt zu haben, darunter Catharina Wankelmod (Katharina Wankelmut), die später auf dem Scheiterhaufen verbrannt wurde, und Margarethe Schultze, die nach einem fünf Jahre währenden Prozess 1609 freigesprochen wurde. Auch Kinder zählten zu den Opfern in Schwerin. 1642 wurde der achtjährige Hans Donken (Hans Douke) wegen Zauberei ausgepeitscht. Asmut Veith wurde mit vierzehn Jahren gar enthauptet.
An diese dunkle Seite der Stadtgeschichte erinnert seit 1986 eine Relieftafel der Keramikerin Anni Jung an der am Großen Moor aufgestellten Keramischen Säule. Die Stadtvertretung hat am 18. April 2016 die Rehabilitierung der Opfer der Hexenverfolgung in Schwerin und die Installation einer Gedenktafel in Rathausnähe beschlossen.

### 18. Jahrhundert

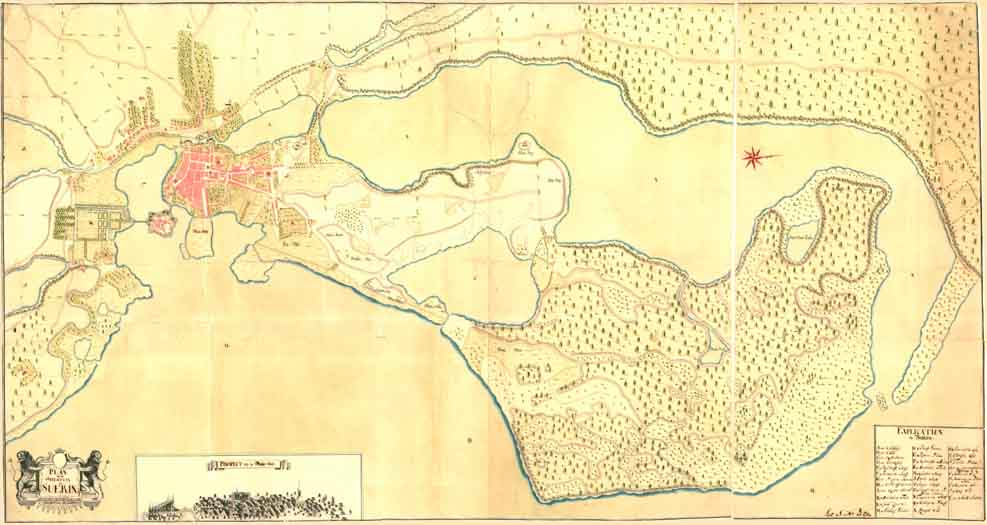
Schwerin um 1750

Nach herzoglicher Anordnung von 1705 erfolgte der Ausbau der heutigen Schelfstadt. 1717 legten die wenigen Juden, die seit 1679 wieder ansässig werden durften, dort einen Friedhof an. 1740 wurde das Rathaus der Schweriner Neustadt zunächst als Wohnhaus erbaut und 1776 zum Verwaltungssitz umfunktioniert. Der Versuch, Gewerbe- und Handelsbetriebe anzusiedeln und die Stadt zu beleben, scheiterte an der durch die Vorherrschaft des Adels und der Ritterschaft rückständigen Ökonomie.
1752 beleuchteten bereits 200 Laternen die Schweriner Straßen. Die Bebauung der Vorstadt schritt fort. Herzog Friedrich verlegte von 1756 bis 1765 die Residenz von Schwerin nach Ludwigslust, die dort bis 1837 verblieb. 1759 besetzten preußische Truppen das Land und belagerten auch Schwerin. 1764 gab es in der Schweriner Alt- und Vorstadt 3288 Einwohner. 1773 wurde die Synagoge eingeweiht, in deren Nachbarschaft Wohnhäuser für den Landesrabbiner und den Kantor entstanden.
Zwischen 1783 und 1785 entstand auf dem Markt nach Entwürfen Johann Joachim Buschs das Neue Gebäude als Markthalle. Es löste offene Marktstände mit schlechten hygienischen Verhältnissen auf der Freifläche zwischen vier alten, unregelmäßigen Anwesen ab. Herzog Friedrich waren bei seinen Besuchen in Schwerin der Gestank des Marktes und das Gekreische der Marktfrauen zuwider.

### 19. Jahrhundert bis Weimarer Republik

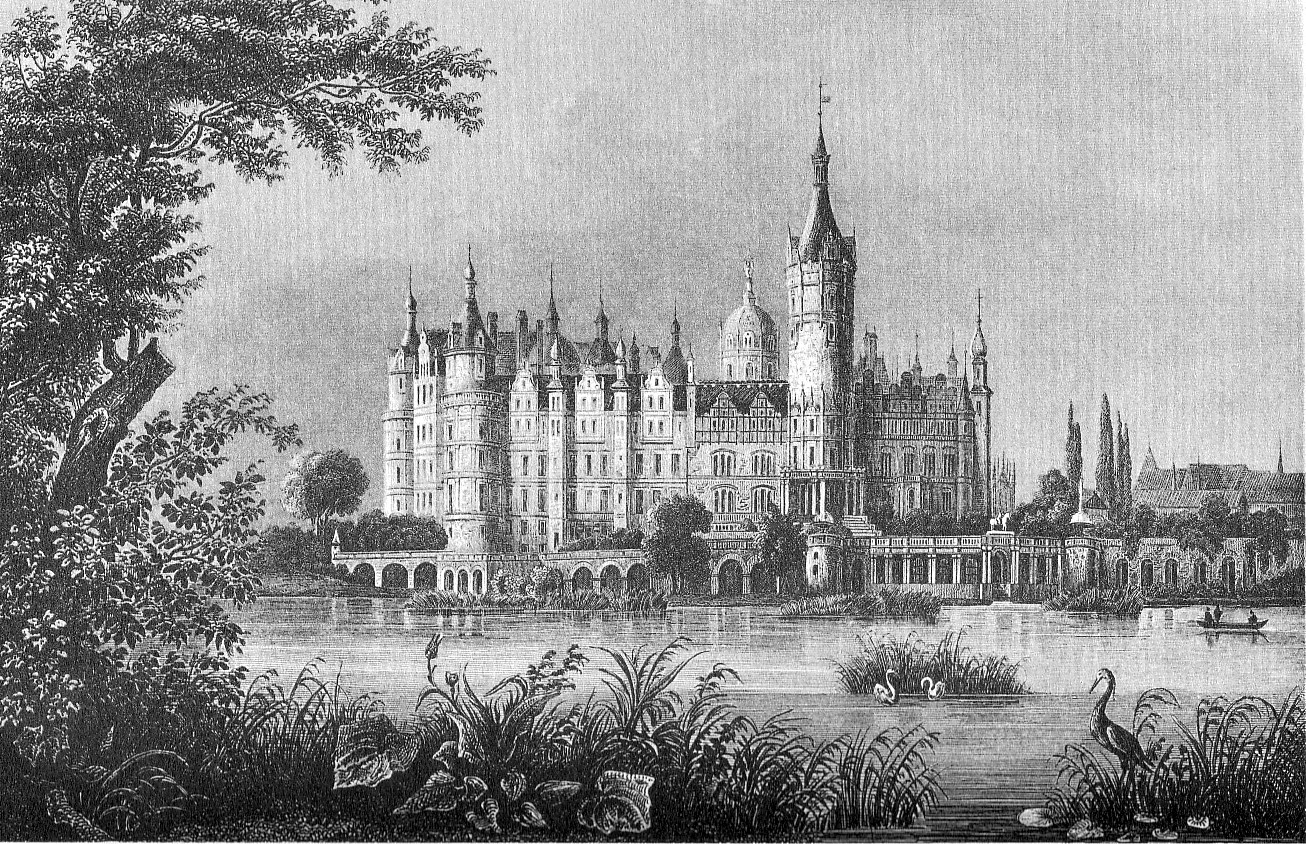
Das Schloss um 1850

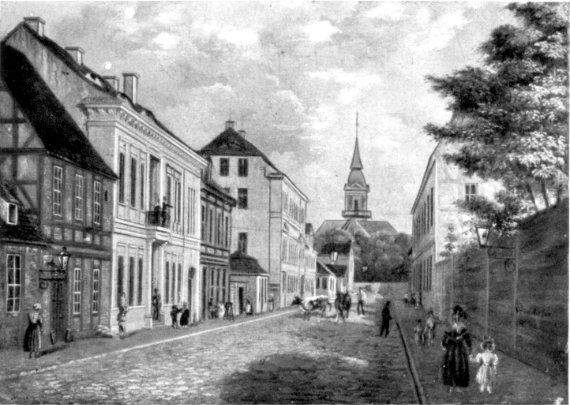
Amtstraße 1839

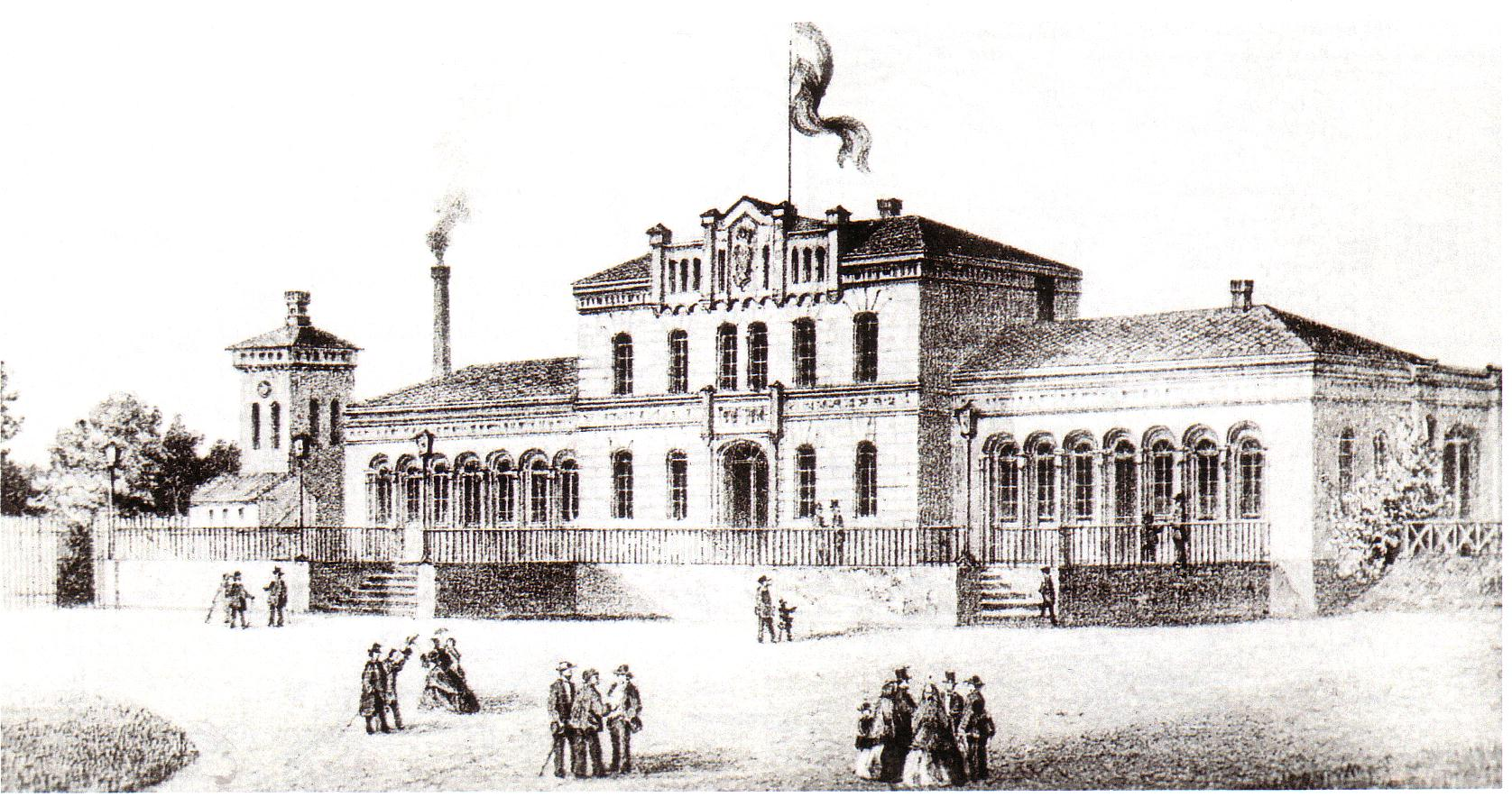
Erstes Bahnhofsgebäude 1847

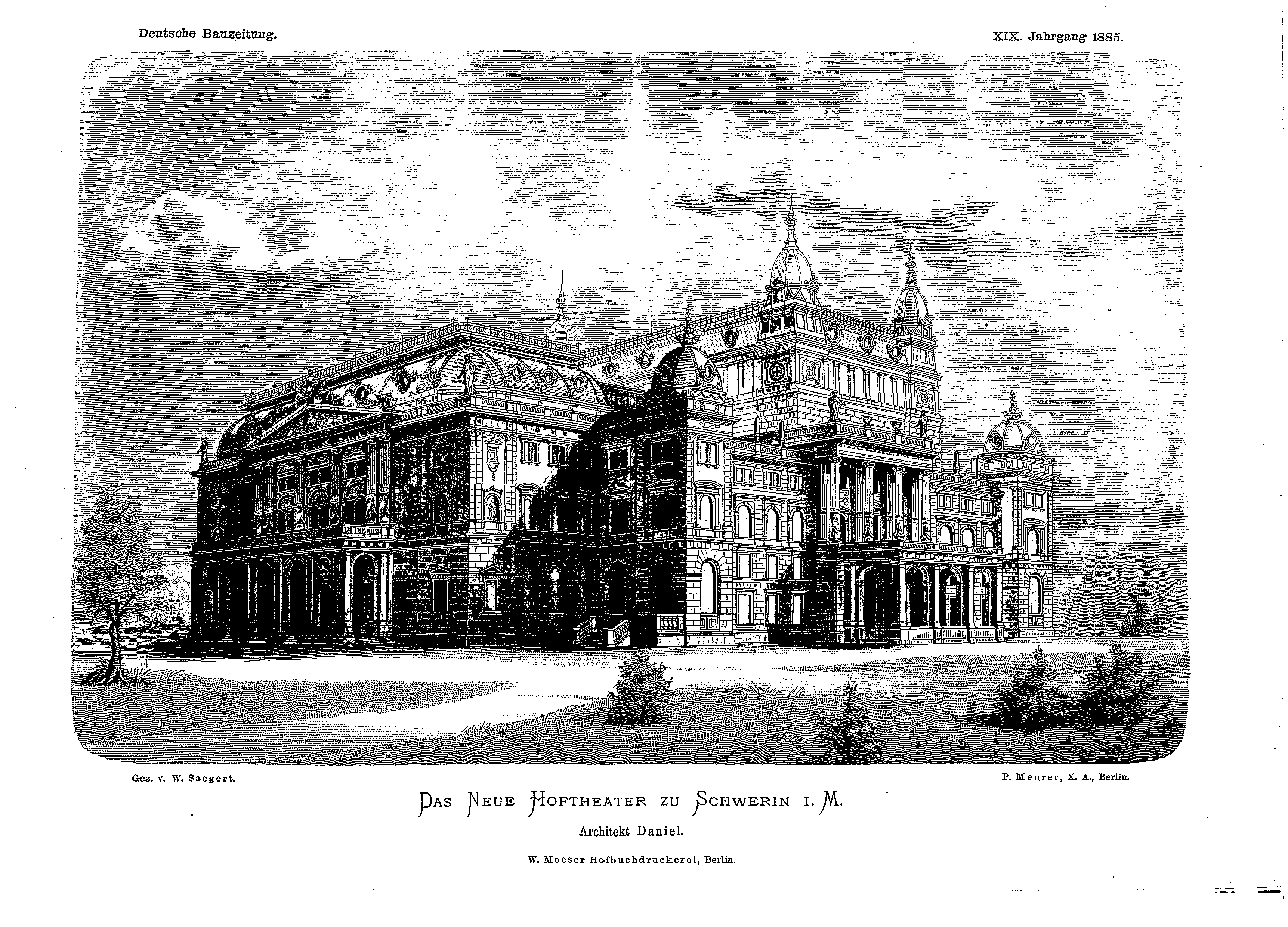
Das neue Hoftheater 1885

Elektrizitätswerk 1904

Ab September 1813 wurde der Dreesch von der Russisch-Deutschen Legion als Übungsplatz für den Befreiungskampf gegen Napoleon genutzt.
Das Stadtbild wurde im 19. Jahrhundert durch umfangreiche Baumaßnahmen verändert. Schwerin verlor seinen mittelalterlichen Charakter und dehnte sich weiter aus. Nicht mehr benötigte Stadtbefestigungen verschwanden, Stein- und Fachwerkbauten verdrängten nach und nach Holzhütten. Eine Bebauung des Großen Moores erwies sich im sumpfigen Untergrund als schwieriges Unterfangen. Am Marienplatz und in der Rostocker Straße (heute: Goethestraße) entstanden neue Bauten, von 1824 bis 1834 wurden durch Friedrich Franz I. ein neuer Regierungssitz in der Schloßstraße (Schwerin) und weitere Bauten errichtet. Bis 1836 wurde das städtische Rathaus durch den Hofbaurat Georg Adolf Demmler in ein repräsentatives Gebäude verwandelt, das Schauspielhaus am Alten Garten und der Marstall auf der Marstallhalbinsel wurden erbaut. Im Norden Schwerins entstand am Sachsenberg Norddeutschlands erste wissenschaftlich geleitete Irren-Heil- und Pflege-Anstalt.
Nachdem unter Großherzog Paul Friedrich 1837 die herzogliche Residenz aus Ludwigslust nach Schwerin zurückverlegt worden war, wurde wegen des schlechten baulichen Zustandes ein grundlegender Neubau des Schweriner Schlosses beschlossen. Demmlers Entwürfe, bei denen er sich an französischen Renaissanceschlössern orientierte, fanden Zustimmung beim Landesherren, der allerdings 1842 starb, worauf der neue Großherzog Friedrich Franz II. den Neubau stoppte. Das alte Schloss wurde von 1845 bis 1857 grundlegend renoviert und teilweise neu erbaut, ab 1851 allerdings unter der Leitung des Berliner Architekten Friedrich August Stüler und unter Beteiligung von Hermann Willebrand, nachdem Demmler in Konflikt mit den Hofbeamten geraten war.
Das Arsenal am Pfaffenteich von 1844 entstand nach einem Entwurf von Demmler unter Bauleitung von Hermann Willebrand und Gottlieb Ruge am Südwestufer des Schweriner Pfaffenteichs. Es wurde als Zeughaus und nach dem Ersten Weltkrieg als Polizeikaserne genutzt.

1842 entstand der Paulsdamm durch den Schweriner See. Die jüdische Gemeinde wuchs auf 300 Mitglieder an, die 1825 die Synagoge von Grund auf renovierten und mehrmals erweiterten.
1847 wurde die Stadt durch eine Eisenbahnverbindung nach Hagenow an die weit südlich an der Stadt vorbeiführende Bahnstrecke Berlin–Hamburg angebunden. 1852 fuhr das erste Dampfschiff von Zippendorf zur Insel Kaninchenwerder.
Im April 1882 brannte das ursprünglich von Demmler erbaute Theater während einer Vorstellung ab. Das neue Haus wurde von Hofbaumeister Georg Daniel entworfen und bis 1886 fertiggestellt. 1889/90 wurde an Stelle mehrerer Vorgängerbauten das Bahnhofsgebäude im Stil der Gründerzeit erbaut, das bis auf Umbauten der 1920er Jahre weitgehend unverändert erhalten geblieben ist. 1904 wurde das Elektrizitätswerk am Nordufer des Pfaffenteiches gebaut. Eine elektrische Straßenbahn verkehrte ab 1908.

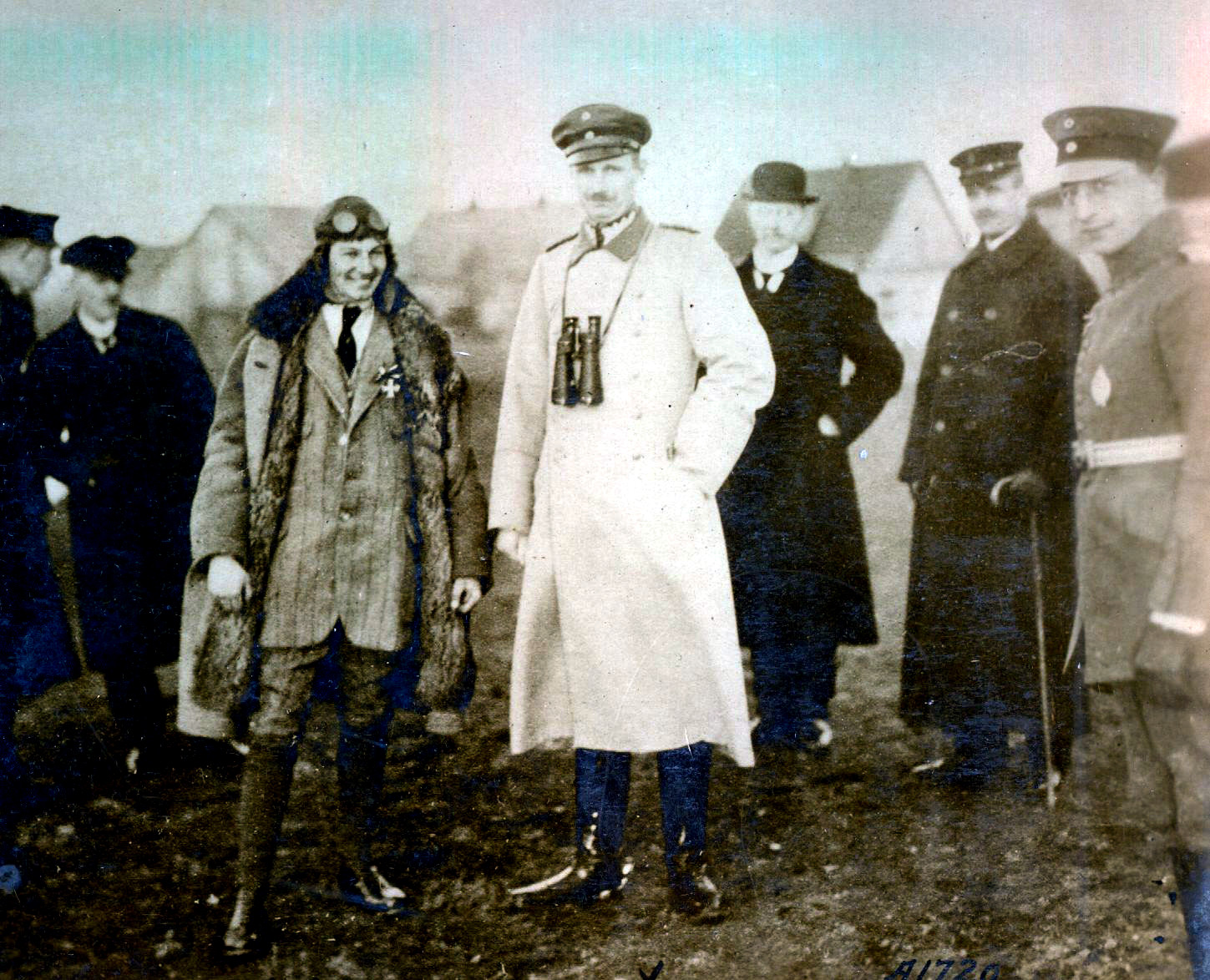
Großherzog Friedrich Franz IV. verleiht Fokker auf dem Flugplatz in Görries das Mecklenburgische Verdienstkreuz (1916)

Der erste Deutsche Rundflug 1911, bei dem die Residenzstadt Etappenort war, gab den Anstoß zum Bau des Flugplatz Schwerin-Görries. Im November 1912 wurde die „Mecklenburgische Flugplatz-Gesellschaft Görries-Schwerin mbH“ gegründet. Bis Ostern 1913 ließ die Flugplatzgesellschaft das ausgewählte Turnierfeld in Görries ebnen und einzäunen und von dem Berliner Architekten Richard Thiede eine Zuschauertribüne, ein Restaurant und eine Flugzeughalle errichten.
Der Flugzeugbauer Anton Herman Gerard Fokker verlegte 1913 seine Firma Fokker Aeroplanbau von Berlin-Johannisthal nach Schwerin und errichtete seine Werkshallen u. a. in der Bornhövedstraße. Dort wurde auch die Fokker Dr.I gebaut. Durch Bestimmungen des Versailler Vertrages verließ der Flugzeugproduzent Fokker 1919 seinen Firmenstandort Schwerin, daraufhin musste die Flugzeugherstellung 1919 eingestellt werden. Der Flugplatz existierte von 1913 bis zum Kriegsende 1945, in dieser Zeit gab es Flugausbildungen in sieben aufeinander folgenden Flugzeugführerschulen.
Ebenfalls 1913 zerstörte ein Brand den Goldenen Saal des Schweriner Schlosses.
Als Folgen des Ersten Weltkrieges gab es soziale und politische Spannungen. Hunger und Not bewegten Jugendliche und Frauen, in Schlachtereien und Bäckerläden einzubrechen, um an Nahrungsmittel zu kommen. 1918 streikten viele Arbeiter. 1918 dankte Großherzog Friedrich Franz IV. ab und die Sozialdemokratie konnte sich stärker in der Hauptstadt des neuen Freistaates Mecklenburg-Schwerin etablieren.
Von 1919 bis 1933 diente das Staatstheater als erstes Parlament und Landtag des Freistaates Mecklenburg-Schwerin.
1920 kamen 15 Arbeiter in der Nähe des Arsenals bei blutigen Auseinandersetzungen mit Kapp-Putschisten um. In den 1920er Jahren wurde Schwerin zunehmend ein kultureller Mittelpunkt durch Vereine und Organisationen, teilweise stark vom militaristischen und nationalistischen Gedankengut durchdrungen. Zentren der Veranstaltungen waren die Stadthallen Schwerin, die Tonhalle (heute Stadtkrug und Capitol) Wismarschen Straße, der Alte Garten, der Schlossgarten und das Flugplatzgelände in Görries.

### Zeit des Nationalsozialismus 1933–1945
1932 erreichte die NSDAP bei den Landtagswahlen in Mecklenburg-Schwerin eine knappe absolute Mehrheit und stellte fortan die Landesregierung. 1933 wurden SPD- und KPD-Funktionäre verfolgt und verhaftet, der Oberbürgermeister sowie die Leiter öffentlicher Einrichtungen entlassen. Friedrich Hildebrandt wurde zum Reichsstatthalter von Mecklenburg ernannt. 1933 gab es Bücherverbrennungen in der Stadt. 1934 wurde Schwerin Hauptstadt des Gaus Mecklenburg, der aus dem Zusammenschluss der Freistaaten Mecklenburg-Schwerin und Mecklenburg-Strelitz hervorgegangen war. 1934 fanden eine Weihefeier der Jugend im Arsenal, ein Aufmarsch von 6000 Jugendlichen auf dem Markt und zum ersten Staatsjugendtag eine Demonstration von 1600 Mitgliedern des Jungvolks statt. 1935 entstand eine Gauführerschule in der heutigen Schloßgartenallee, im Norden des Stadtgebiets war 1934 eine neue Festhalle fertig geworden, die mehrere tausend Personen fassen konnte (nach 1945 von verschiedenen Firmen und bis heute von einer Maschinenbaufirma genutzt). 1935 wurde Schwerin Sitz des neu entstandenen Landkreises Schwerin. Zur Heldenverehrung des in Schwerin geborenen und 1936 in der Schweiz erschossenen Nationalsozialisten Wilhelm Gustloff errichtete man einen gewaltigen Ehrenhain. Die Machthaber führten weitere Neu- und Umbaumaßnahmen in der Stadt durch mit dem Ziel, das Stadtbild an die damaligen Ideale einer Gauhauptstadt anzupassen und Schwerin zu einem logistischen und verkehrstechnischen Zentrum werden zu lassen. So sollte die Stadt von Monumentalbauten bestimmt werden, eine Volksfeierstätte am Lambrechtsgrund für etwa 20.000 Menschen entstehen, Kasernen, Wohnungen, Infrastruktur und der Wehrmachtsflugplatz Schwerin-Görries ausgebaut werden. Planungen sahen eine 30 Meter breite Schneise auf dem Gebiet der heutigen Wismarschen Straße bis ins Stadtzentrum für Aufmärsche und Paraden vor. Viele der Pläne wurden jedoch aufgrund fehlender finanzieller Mittel bei Kriegsanfang verworfen. Über dem Durchschnitt der Vorjahre lag jedoch der Neubau von Wohnungen. In Lankow und Neumühle wurde mit dem Bau von für diese Zeit typischen Eigenheimen begonnen.
Die jüdische Gemeinde Schwerins (s. u.) hatte im April 1938 noch 49 Mitglieder. In der Reichspogromnacht vom 9. zum 10. November 1938 wurden jüdische Geschäfte und die seit 1773 bestehende Synagoge am Schlachtermarkt durch Nationalsozialisten zerstört. Die Reaktionen der Schweriner auf die nationalsozialistische Ideologie und Diktatur reichten von Begeisterung bis zur stillschweigenden Zurückhaltung. Wie überall gab es kaum offenen Widerstand. Im Juli und November 1942 sowie zuletzt noch im November 1944 wurden Juden aus Schwerin deportiert.

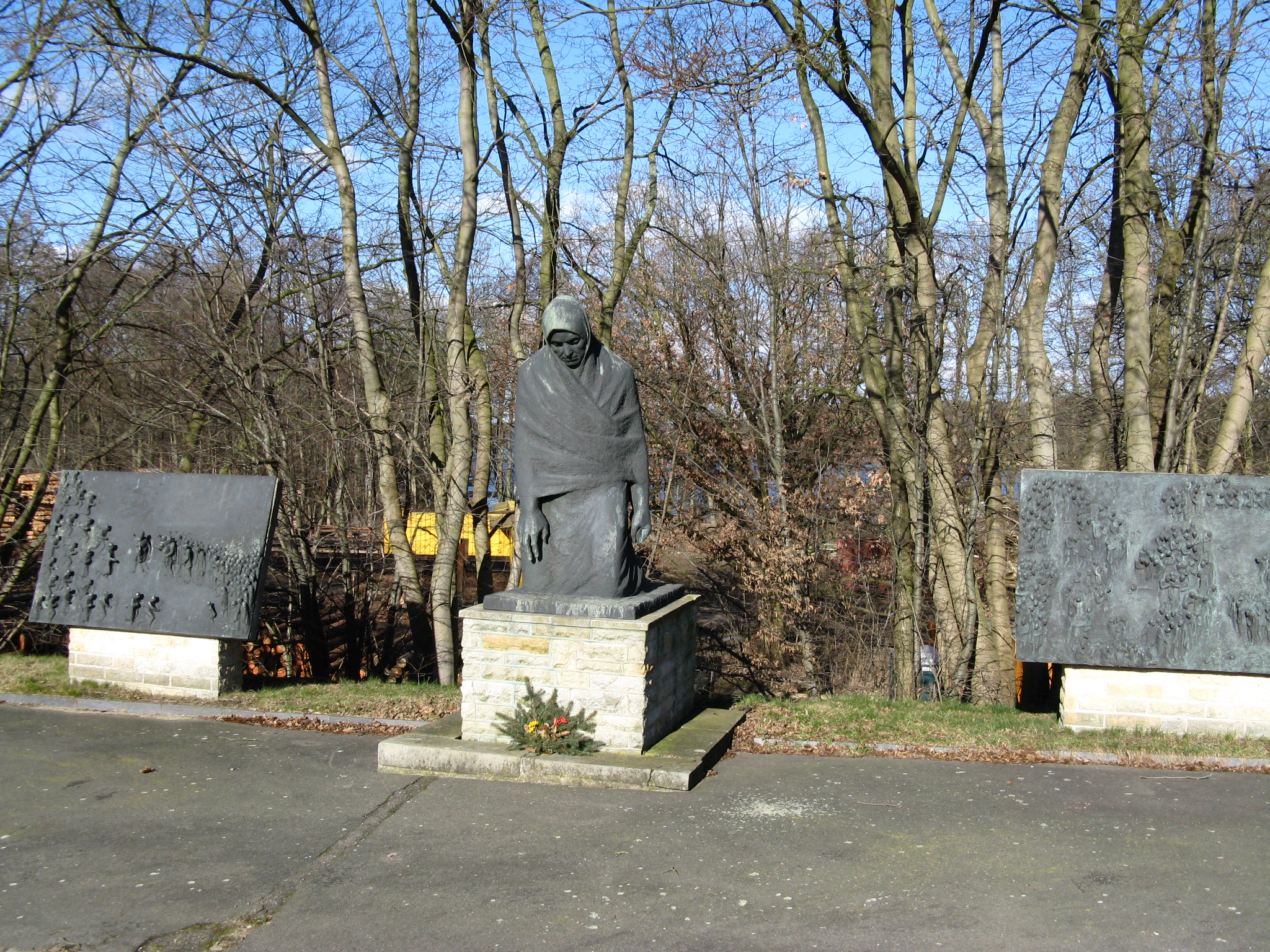
Mahn- und Gedenkstätte für die Opfer des Todesmarsches südöstlich von Schwerin in Raben Steinfeld

In der ehemaligen Heil- und Pflegeanstalt (heutige Carl-Friedrich-Flemming-Klinik) in Schwerin wurden über 1000 Kinder und erwachsene Patienten Opfer der NS-Krankenmorde.
Zu Beginn des Zweiten Weltkrieges, im Oktober 1939, entstand das Stammlager II E, von dem Kriegsgefangene aus mehreren Ländern in der Rüstungsindustrie und der Land- und Forstwirtschaft eingesetzt wurden. Die Gefangenen waren in mehreren Barackenlagern, das größte war in Stern Buchholz, untergebracht. Vor allem sowjetische Kriegsgefangene litten an Mangelernährung und wurden für gefährliche Arbeiten auf dem Flugplatz Görries und auf dem Wehrmachtsgelände in Stern Buchholz eingesetzt. Die unmenschlichen Arbeitsbedingungen hatten zahlreiche Todesopfer zur Folge.
Während des Krieges erlebte Schwerin vier Bombenangriffe; der erste britischer Flugzeuge in der Nacht vom 20. zum 21. Juli 1940 zerstörte mehrere Häuser in und um die Severinstraße, wobei sechs Menschen ums Leben kamen. Ziel eines amerikanischen Bomberverbandes war am 4. und 25. August der Flugplatz in Görries, wobei es im benachbarten Dorfkern zu Schäden an 81 Häusern kam. Der letzte und schwerste Angriff mehrerer Staffeln von 39 amerikanischen Bombern zwischen 14.15 und 14.30 Uhr am 7. April 1945, die 89 t Bomben auf Schwerin warfen, traf besonders Gründerzeit-Mietshäuser in der Feldstadt. Dabei kamen allein bei diesem Angriff 224 Einwohner, nach anderer Quelle mehr als 250 Menschen ums Leben; 41 Häuser und der Schlachthof wurden vollständig und 29 teilweise zerstört und über 80 Häuser schwer beschädigt. Auch eine Schule und der Friedhof wurden getroffen. Unter anderem wurden der Betriebshof des Nahverkehrs in der Wallstraße und dort abgestellte Wagen getroffen, was zur vorläufigen Einstellung der Personenbeförderung führte. Der Angriff vom 7. April 1945 galt dem Güterbahnhof im Norden der Stadt, der als Ersatzziel für den Flugplatz Parchim, der unter dichten Wolkendecke lag, angegriffen wurde. Im Gegensatz zu anderen größeren Städten Norddeutschlands ging Schwerin vergleichsweise glimpflich aus dem Krieg hervor, auch weil dort kaum kriegswichtige Industrie angesiedelt war. Insgesamt wurde Schwerin zu 3 % zerstört.
Ein Todesmarsch von Häftlingen des Konzentrationslagers Sachsenhausen endete in der Nähe von Schwerin (Raben Steinfeld), etwa 18.000 Gefangene überlebten. Amerikanische Truppen besetzten am 2. Mai 1945 die Stadt kampflos. Jedoch kam es unmittelbar vor dem Eintreffen der US-Einheiten am gleichen Tag noch zu Endphaseverbrechen durch Angehörige der Waffen-SS im Stadtgebiet. Zu den Opfern gehörte die Lehrerin Marianne Grunthal, die auf dem Bahnhofsvorplatz von SS-Männern gehängt wurde. Im Stadtteil Zippendorf erschossen die SS-Einheiten bereits befreite KZ-Häftlinge des Todesmarsches. Die Besatzungsmacht über Schwerin wurde am 1. Juni für einen Monat den Engländern übergeben. Der Störkanal im Südosten (Stadtteil Mueß) und das Ostufer des Schweriner Sees fungierte für einige Wochen als Demarkationslinie zwischen den Alliierten. Gemäß den Abkommen der Alliierten Großbritannien, Sowjetunion und USA vom 12. September bzw. 14. November 1944 über die Aufteilung Deutschlands wurde die Stadt anschließend an die Rote Armee übergeben.

### Sowjetische Besatzungszone und DDR-Zeit
Schwerin und Westmecklenburg waren zunächst von Amerikanern und Briten besetzt. Am 1. Juli 1945 übernahmen die Sowjets die Kontrolle. Die Stadt wurde Regierungssitz des Landes Mecklenburg-Vorpommern, das 1947 auf sowjetischen Befehl in Land Mecklenburg umbenannt wurde. Von 1945 bis 1949 stand Schwerin unter militärischer Verwaltung der Sowjetmacht. Am 21. September 1945 wurde hier der Schweriner Grenzvertrag geschlossen. Die Einwohnerzahl stieg wegen der Aufnahme von Flüchtlingen von 1939 bis 1946 von etwa 64.000 auf 88.200, was zu Wohnraummangel führte. Die Situation verschärfte sich, als das russische Militär am 12. Juli 1945 das Schlossgartenviertel zwischen Cecilienallee und Faulem See räumen ließ, weiterer Wohnraum wurde durch Landesbehörden belegt. Behelfsunterkünfte in Baracken, Kellerwohnungen und Wohnlauben gehörten zum Stadtbild. Durch Flucht von Einwohnern nach Westdeutschland entspannte sich die Situation nach 1948 etwas, die Schaffung neuen Wohnraumes gehörte jedoch weiterhin zu den vordringlichen Aufgaben. 1949 wurde mit der Errichtung dreier Wohnblöcke auf dem Schwälkenberg der Wohnungsneubau begonnen.
Am Demmlerplatz befand sich die Dienststelle der sowjetischen Geheimpolizei NKWD. Dort wurden zahlreiche, oft unschuldige Personen aus ganz Mecklenburg inhaftiert und willkürlich von sowjetischen Militärtribunalen zu harten Strafen verurteilt. 1954 übernahm die Bezirksdienststelle der Stasi den Komplex und nutzte ihn weiter als Haftort.
Gegen die SED-Herrschaft und -Diktatur in der DDR zeigte sich früh Opposition. Vier Schüler der Goethe-Oberschule wurden als Mitglieder der Jungen Gemeinde 1953 von der Schule gewiesen, wogegen sich breiter Protest regte. Beim Aufstand vom 17. Juni 1953 gab es Protestversammlungen der Arbeiter in der Bau-Union, den Abus-Werken und der Zigarettenfabrik, Streiks wurden aber nicht durchgesetzt.
Mit der Verwaltungsreform von 1952 wurden die Länder aufgelöst und durch Bezirke ersetzt. Schwerin mit damals 96.625 Einwohnern wurde Bezirkshauptstadt des Bezirks Schwerin und Sitz der Kreisverwaltung des Kreises Schwerin-Land. Die Stadt selbst gehörte diesem Kreis nicht an, sondern bildete einen eigenen Stadtkreis. Der ehemalige Militärflugplatz Görries wurde in der Zeit von 1954 bis 1970 Industriegelände. Im Forsthof errichtete der VEB Brauerei Schwerin ein Betriebsferienlager.

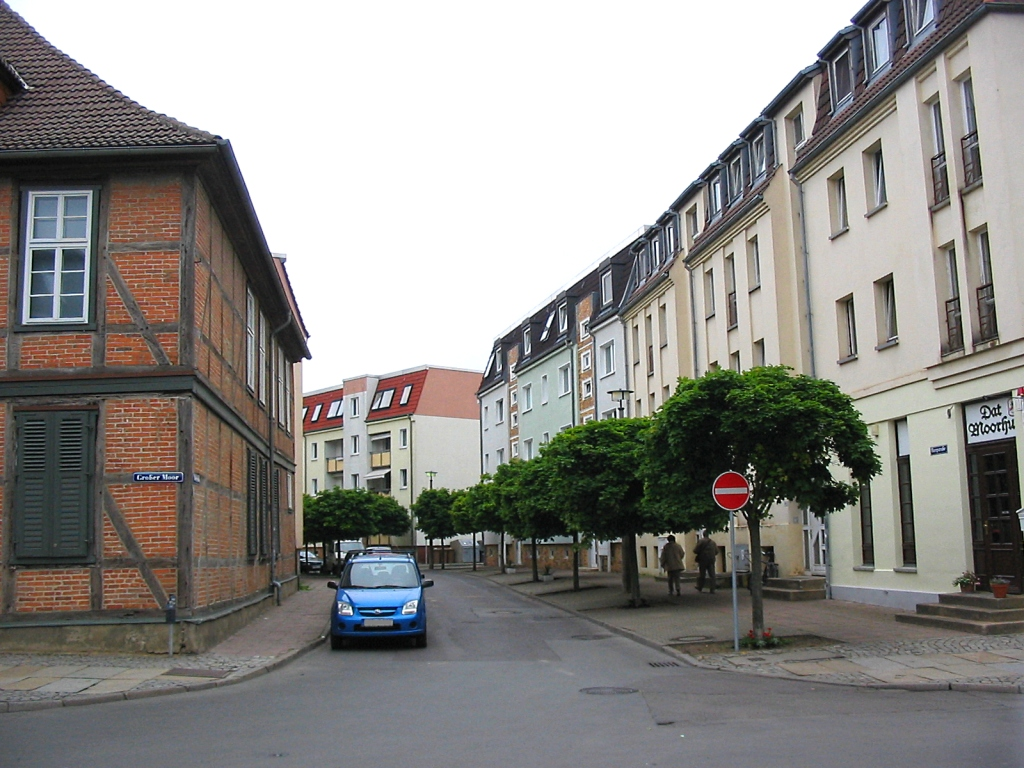
Drei verschiedene Bauepochen auf dem Großen Moor

Die Schweriner Wohnungsbaugenossenschaft wurde 1957 gegründet. So wurde von 1955 bis 1974 die Weststadt als Plattenbausiedlung erweitert, von 1962 bis 1972 Plattenbauten in Lankow hochgezogen. Die Ansiedlung von Industrie in Schwerin-Süd ab 1972 führte zu einem Bedarf an Arbeitskräften und damit zu einer Steigerung der Einwohnerzahl. 1971 war Baubeginn auf dem Großen Dreesch im Süden der Stadt, dem später bevölkerungsreichsten Stadtteil Schwerins.
Die Bausubstanz der Altstadt verfiel hingegen zusehends. Seit 1978 entstanden neue Wohngebäude auf dem Großen Moor in der Innenstadt, nachdem alte, vernachlässigte Bausubstanz dort abgerissen und am Burgsee aufgeschüttet worden war. Die Gestaltung der innerstädtischen Plattenbauten wurde durch Beibehaltung historischer Straßenführungen, teilweise Klinkerverblendung der Fassaden sowie die Anschrägung der Dächer aufgelockert.
Ende der 1960er Jahre war geplant, die gesamte Schweriner Innenstadt bis auf wenige besonders historisch bedeutsame Bauten abzureißen und durch Plattenbauten zu ersetzen. Diese Pläne scheiterten aber am Geldmangel.
Mit Ausnahme vereinzelter Rekonstruktionen wurden Konzepte und Planungen zur Umgestaltung der historischen Stadtteile aufgrund hoher Erschließungskosten nicht umgesetzt. Das in den 1980ern gesetzte Ziel, bis 1990 jede Wohnung in einen warmen, trockenen und baulich sicheren Zustand zu versetzen, war angesichts dessen, dass 17.000 der 44.000 Wohneinheiten akuten Instandsetzungsbedarf aufwiesen, unerreichbar. Eine Bürgerinitiative, Architekten, Denkmalpfleger und Fotografen sowie die Tatsache, dass Ende der 1980er Jahre selbst das Geld für einen großflächigen Abriss fehlte, retteten die architektonisch wertvolle Schelfstadt. Erst in den 1980er Jahren wurden auch einige Fachwerkbauten saniert.

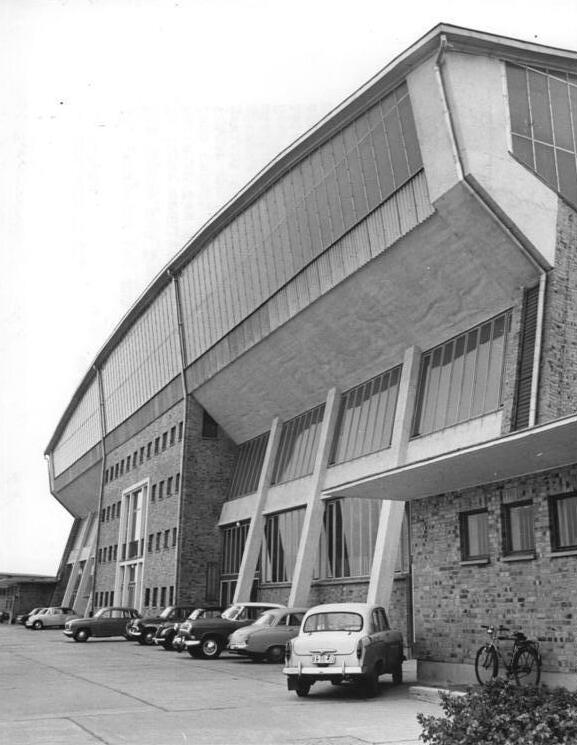
Sport- und Kongresshalle im September 1964

An öffentlich zugänglichen Einrichtungen entstanden 1953–1956 das Stadion am Lambrechtsgrund und 1956 der Heimtierpark in Zippendorf (ab 1974 Zoologischer Garten), 1959–1962 die Sport- und Kongresshalle, bis 1964 der Fernsehturm mit Turmcafé und 1970 das Bezirksmuseum sowie das Freilichtmuseum Schwerin-Mueß.
Im November 1979 wurde in Schwerin als eine der ersten Regungen der oppositionellen Umweltbewegung u. a. von Jörn Mothes die Baumpflanzbewegung in der DDR initiiert.
1986 stürzte ein Passagierflugzeug (Aeroflot-Flug 892) auf dem Weg von Minsk kurz vor der Landung in Berlin-Schönefeld ab. Dabei starben 72 Personen, darunter 20 Schulkinder einer 10. Klasse der Ernst-Schneller-Schule in Schwerin.

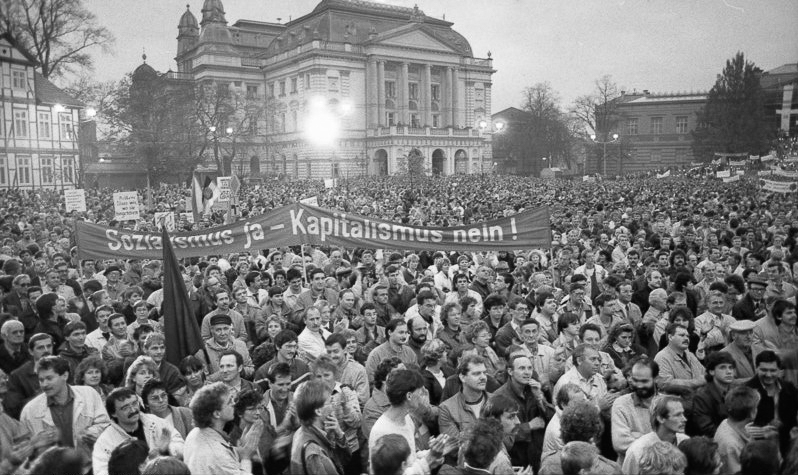
Kundgebung am Alten Garten im Oktober 1989

Am 23. Oktober 1989 fand die erste Montagsdemonstration in Schwerin statt, zu der sich 50.000 Menschen am Dom und auf dem Alten Garten zusammenfanden. Im Vorfeld hatte die Bezirksleitung der SED eine Gegendemonstration auf dem Alten Garten organisiert, sie endete in einem Fiasko. Viele Genossen schlossen sich der Demonstration des Neuen Forums an. Sechs Kämpfer der Kampfgruppeneinheit 410 der Eisenbahn lehnten einen Einsatz gegen die Demonstration des Neuen Forums um 14:30 Uhr ab. Die Stimmung der Schweriner Bevölkerung war aufbegehrend gegen die SED-Diktatur eingestellt. Ein Marsch mit tausenden Kerzen in den Händen und dem vereinten Ruf „Keine Gewalt!“ setzte um 17:00 Uhr 40.000 bis 50.000 friedliche Bürger in Bewegung. Sie marschierten vom Alten Garten durch die Werderstraße, über den Schelfmarkt dann um den Pfaffenteich herum wieder zurück zum Alten Garten. Vor dem Arsenal wurden hunderte brennende Kerzen abgestellt. Noch heute zeugt eine gläserne Gedenktafel am Arsenal und seit 2022 ein Denkzeichen am Alten Garten von dem ersten großen Protestmarsch der Schweriner. Am 23. Februar 1990 veranstaltete das Neue Forum in Schwerin die erste DDR-weite Großveranstaltung der Bürgerbewegungen der DDR in der Sport- und Kongresshalle.

### Seit der Wiedervereinigung

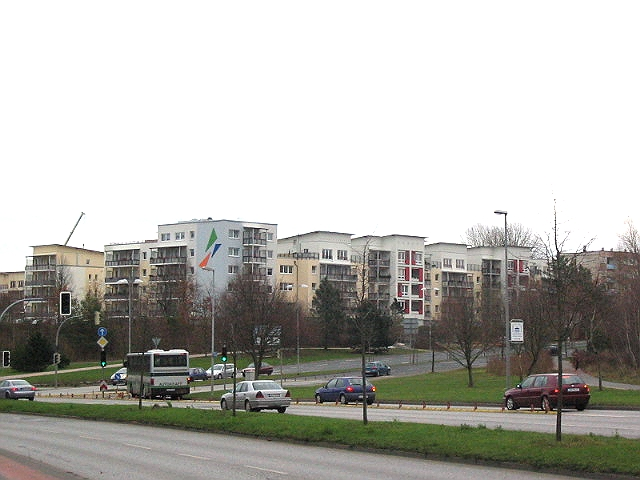
Im Zuge des Stadtumbau Ost neu gestaltete Plattenbauwohnungen auf dem Großen Dreesch

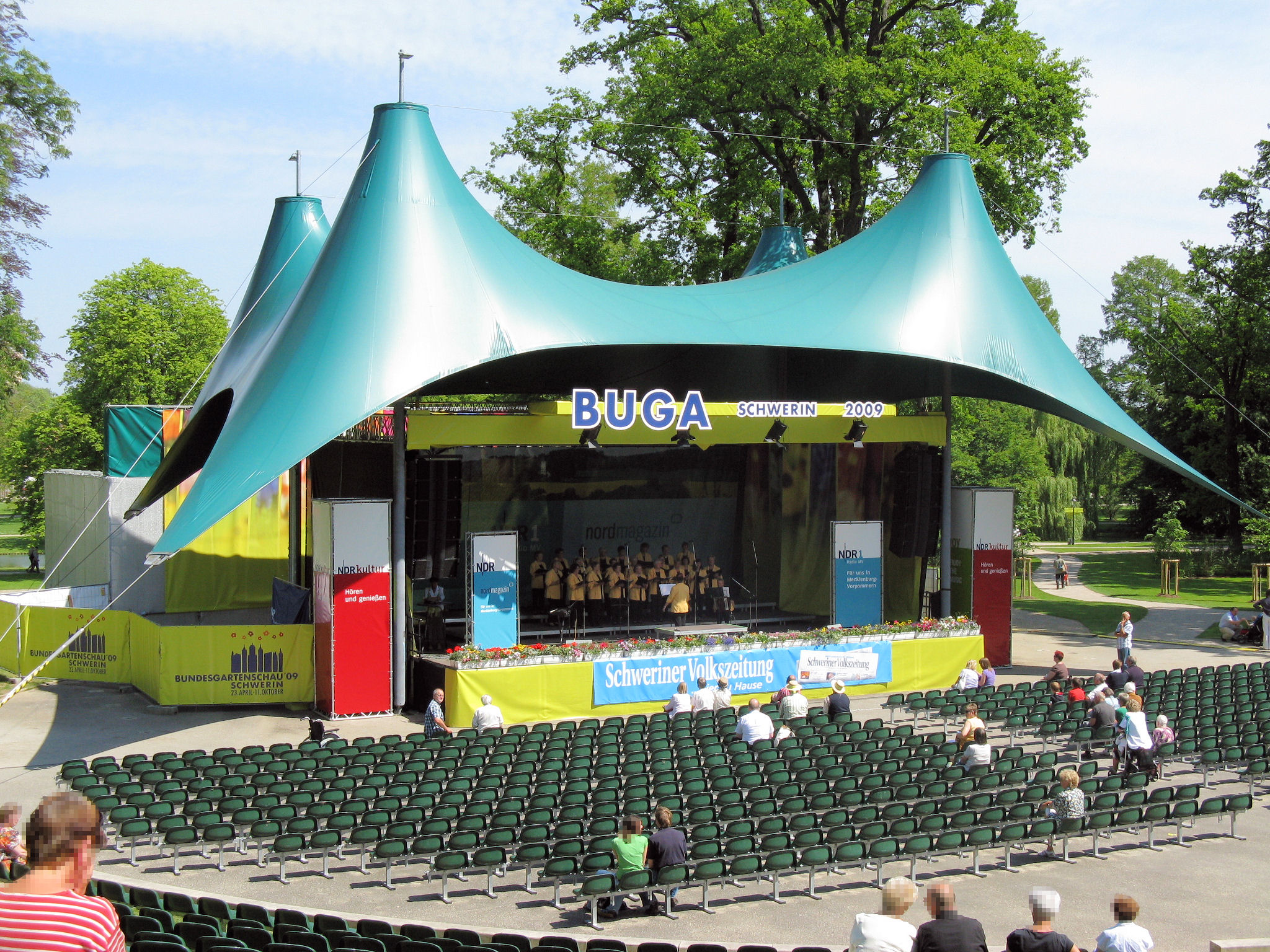
Freilichtbühne Schwerin während der BUGA 2009

Nach der Wiedervereinigung wurde Schwerin am 27. Oktober 1990 Landeshauptstadt von Mecklenburg-Vorpommern. Der Entscheidung ging ein Wettbewerb mit der Hansestadt Rostock voraus, bei dem Schwerin das Rennen machte. Kriterien dabei waren die geschichtliche Rolle Schwerins als Sitz der Herzöge und des Landtages von 1948 bis 1952 und vorhandene Gebäude, die sich für Ämter, Ministerien und die Regierung nutzen ließen. Außerdem sah man in Rostock auch ohne den Status einer Landeshauptstadt das Potenzial, Wissenschafts- und Wirtschaftszentrum zu werden. Auch Privatpersonen setzten sich für Schwerin als Hauptstadt ein, die Blumenfrau Bertha Klingberg sammelte 17.000 Unterschriften dafür.
1993 verließen die letzten russischen Besatzungstruppen die Stadt. Bei einer Kreisreform von 1994 blieb Schwerin kreisfrei, der Kreis Schwerin-Land wurde aufgelöst. Auch bei der Kreisgebietsreform von 2011 behielt Schwerin den Status als kreisfreie Stadt, nachdem Planungen, die zur Einbindung Schwerins in einen Kreis Westmecklenburg geführt hätten, infolge eines Urteils des Landesverfassungsgerichts gescheitert waren.
Ab 1991 wurden das Schloss sowie die historischen Bereiche der Altstadt, Schelfstadt und Feldstadt im Rahmen der Städtebauförderung saniert. Ab Ende der 1990er Jahre wurde die Werdervorstadt und seit 2004 die Paulsstadt auch als Sanierungsgebiete ausgewiesen. Die Verbesserungen des Wohnumfeldes in den Plattenbaugebieten Großer Dreesch, Neu Zippendorf und Mueßer Holz begannen 1993. Im Stadtteil Friedrichsthal entstand 1994 das neue Wohngebiet, das den Wegzug von Einwohnern ins Umland abbremsen sollte. Schwerin erhielt im bundesweiten Wettbewerb Erhaltung des historischen Stadtraumes in den neuen Bundesländern 1992–1994 die Goldplakette.
Neben dem Handel entwickelte sich vor allem die Kultur. Seit 1991 wird das Filmkunstfest Mecklenburg-Vorpommern ausgerichtet; 2003 wurde die neue Freilichtbühne eingeweiht.
In einer Auflage von etwa 30 Millionen Stück erschien 2007 die 2-€-Gedenkmünze mit dem Motiv Schweriner Schloss anlässlich der Bundesratspräsidentschaft Mecklenburg-Vorpommerns. 2009 richtete Schwerin die Bundesgartenschau aus, die 1,86 Mio. Besucher verzeichnete. Die umfangreichen vorbereitenden Arbeiten, beispielsweise im Schlossgarten und am Burgsee, begannen 2006.

### Garnison Schwerin

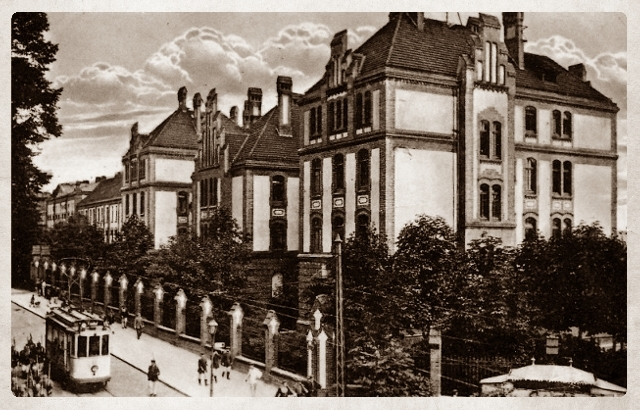
1905: Kaserne Werderstraße

Schwerin war Garnisonsstadt für verschiedene Truppenteile des Mecklenburger Militärs: Großherzoglich Mecklenburgisches Grenadier-Regiment Nr. 89, Großherzoglich Mecklenburgisches Feldartillerie-Regiment Nr. 60 und Großherzoglich Mecklenburgisches Jäger-Bataillon Nr. 14 (mit der Umstrukturierung des Heeres im Norddeutschen Bund 1867 und dem Deutschen Kaiserreich wurden die Truppen Teile der preußischen Armee), später der Reichswehr, der Wehrmacht, der NVA sowie der sowjetischen/russischen Truppen und schließlich der Bundeswehr.
Aus der Zeit der Monarchie stammen die Neue und Alte Artilleriekaserne am Ostorfer Berg, Johannes-Stelling-Straße, heute Finanzamt Schwerin und die Werder-Kaserne (heute Landeskommando Mecklenburg-Vorpommern der Bundeswehr). In der Zeit des Nationalsozialismus wurden bei der Aufrüstung der Wehrmacht Kasernenneubauten errichtet an der Johannes-Stelling-Straße (Fritsch-Kaserne – südlich der alten Artilleriekaserne), an der Ziegelsee-/Möwenburgstraße (nördlich der Werder-Kaserne), in Görries ein Fliegerhorst der Luftwaffe, sowie im Süden der Stadt drei Areale an der Ludwigsluster Chaussee (heute Neue Gartenstadt – knapp südlich des Großen Dreesch – zwischen Großem Dreesch und Stern Buchholz). Außerdem in Stern Buchholz ein Areal, bis 2007 Blücher-Kaserne mit dem Panzerbataillon 403 der Bundeswehr.
Von den Streitkräften der DDR wurden die Werder-Kaserne (Kurt-Bürger-Kaserne, Kommando der 8. motorisierten Schützendivision), die Alte Artilleriekaserne sowie das Areal in Stern Buchholz genutzt. Sämtliche restlichen Areale waren von den sowjetischen/russischen Truppen belegt (94. Garde-mot. Schützendivision), die bis April 1993 abzogen.

### Eingemeindungen
Schwerin bestand ursprünglich nur aus der Altstadt. Ab 1282 kamen einige umliegende Dörfer hinzu (etwa Zippendorf, Göhren oder Ostorf), die jedoch später wieder eigenständige Gemeinden wurden. Ab 1705 entstand durch Dekret des Herzogs von Mecklenburg infolge des Ausbaus der sogenannten Schelfe eine Siedlung, die sich zu einer eigenen Stadt (Neustadt) mit der St.-Nikolai-Kirche, der Schelfkirche, und dem Schelfmarkt entwickelte. 1832 wurde sie mit der Altstadt Schwerin vereinigt. Im 19. Jahrhundert dehnte sich die Stadt weiter aus. Es entstanden ab etwa 1840 die Paulsstadt in Richtung Westen und in der 2. Hälfte des 19. Jahrhunderts die Feldstadt in Richtung Süden. Danach setzte mit steigender Bevölkerungszahl auch ein Wachstum des städtischen Territoriums ein, neben Eingemeindungen auch eine Übertragung ehemals großherzoglicher Flächen in die Verwaltungshoheit der Stadt.

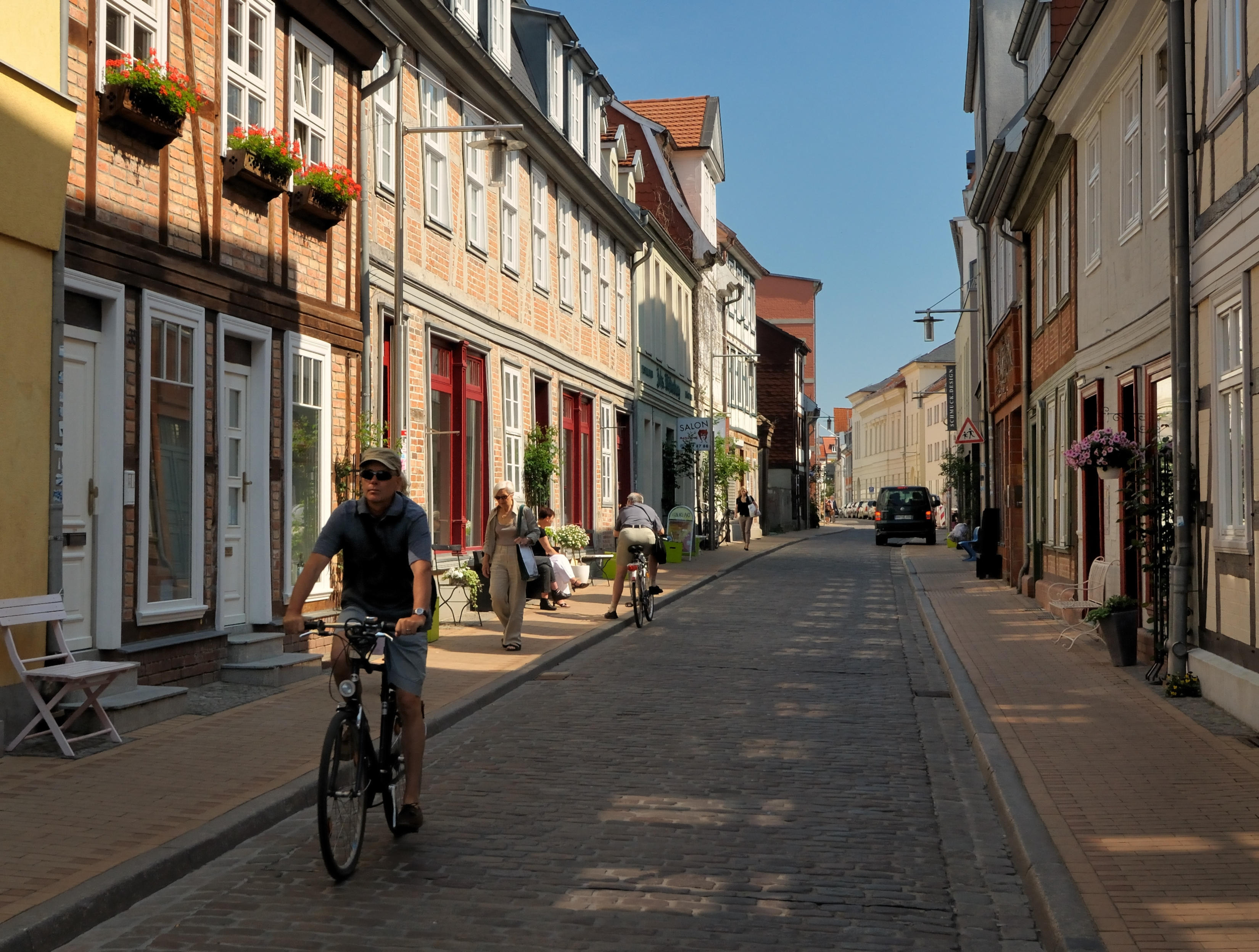
Schelfstadt seit 1832 Stadtteil mit vielen Fachwerkhäusern, eigenständiger Altstadtcharakter (Abbildung: Münzstraße)

Im Einzelnen wurden folgende Orte eingegliedert:
| Jahr            | Eingemeindete Orte |
| --------------- | --- |
| 1832            | Vereinigung der Altstadt mit der Schelfstadt |
| 1888            | Erwerb der Neuen Mühle (heute: Neumühle) vom Dorf Wittenförden |
| 1908            | Oberer Hofküchengarten |
| 1912            | Villenkolonie Ostorf mit Ostorfer Hals, Tannenhof und Kalkwerder |
| 1917            | Görries |
| 19. März 1920   | Kämmereigut Zippendorf |
| 26. März 1920   | Kämmereigut Göhren |
| 20. Januar 1921 | Teil des Gemeindebezirks Ostorf |
| 1. Januar 1928  | Landgemeinden Ostorf und Lankow |
| 1. Oktober 1928 | Ortschaft und Feldmark Schelfwerder (vorher Gemeinde Wickendorf) |
| 1. Oktober 1936 | Gemeinden Wickendorf-Seehof-Carlshöhe-Paulsdamm, Groß Medewege, Klein Medewege, Warnitz (ohne Pingelshagen), Friedrichsthal, Krebsförden (mit Haselholz), Mueß (mit Fähre, Ziegelwerder und Kaninchenwerder) |
| 1. Januar 1970  | Gemeinde Wüstmark |
| 1994            | Teilflächen von Consrade sowie Teilflächen von Seehof |

### Einwohnerentwicklung
Die Einwohnerzahl der Stadt überschritt 1972 die Grenze von 100.000, wodurch Schwerin zur Großstadt wurde. 1988 erreichte die Bevölkerungszahl mit über 130.000 ihren historischen Höchststand. Seit der Wende in der DDR hat die Stadt wegen der hohen Arbeitslosigkeit, des Geburtenrückgangs und der Abwanderung in das Umland bis 2005 etwa 34.000 Einwohner verloren. Vom Einwohnerverlust waren die Plattenbaugebiete in besonderem Maße betroffen. Durch den starken Wohnungs- und Eigenheimbau im Schweriner Umland wuchs dort die Einwohnerzahl um etwa 20.000. Im Gegensatz zu vergleichbar großen Städten Ostdeutschlands (beispielsweise Cottbus, Gera, Jena und Zwickau) konnte der Einwohnerverlust Schwerins nicht durch Eingemeindungen gemildert werden. 2012 war die Einwohnerzahl auf knapp 92.000 gesunken. Seit 2013 stieg sie wieder leicht an, überschritt 2015 die Marke von 96.000 Einwohnern, um danach wieder etwas abzufallen. Am 31. Dezember 2022 lebten in Schwerin nach Fortschreibung des Statistischen Amtes Mecklenburg-Vorpommern 98.596 Menschen mit Hauptwohnsitz.
Um der Stadtflucht zu begegnen, fördert die Kommune neue Baugebiete innerhalb der Stadtgrenzen. Es gab Zuzüge in attraktivere Wohnlagen und neue Baugebiete, während die Bevölkerungszahlen in den Plattenbaugebieten des Großen Dreeschs, Neu Zippendorfs und des Mueßer Holzes überdurchschnittlich stark sinken. Der Einwohnerschwund konnte verlangsamt werden.

### Religionen

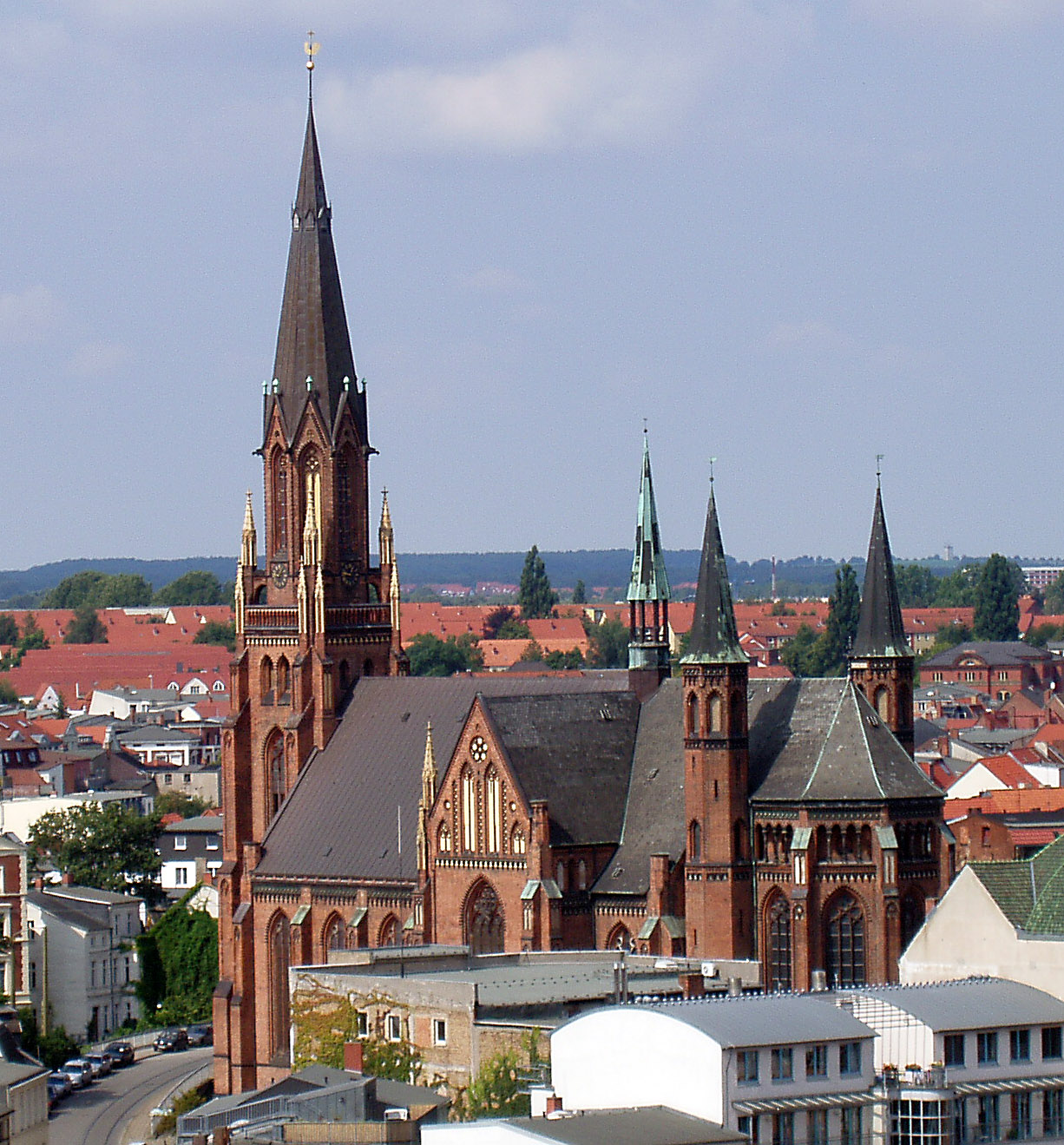
Neogotische Paulskirche

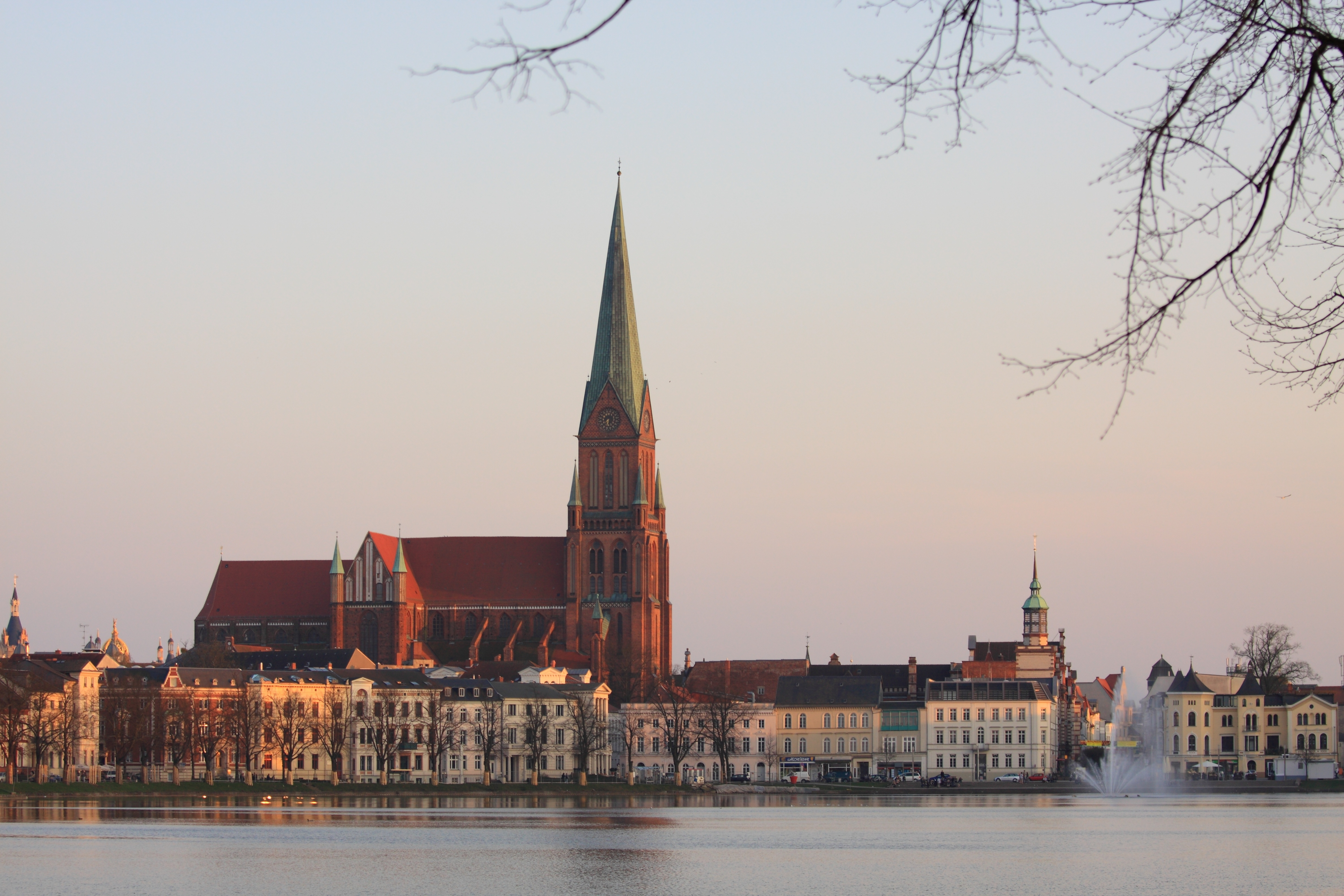
Schweriner Dom im Stil der Backsteingotik

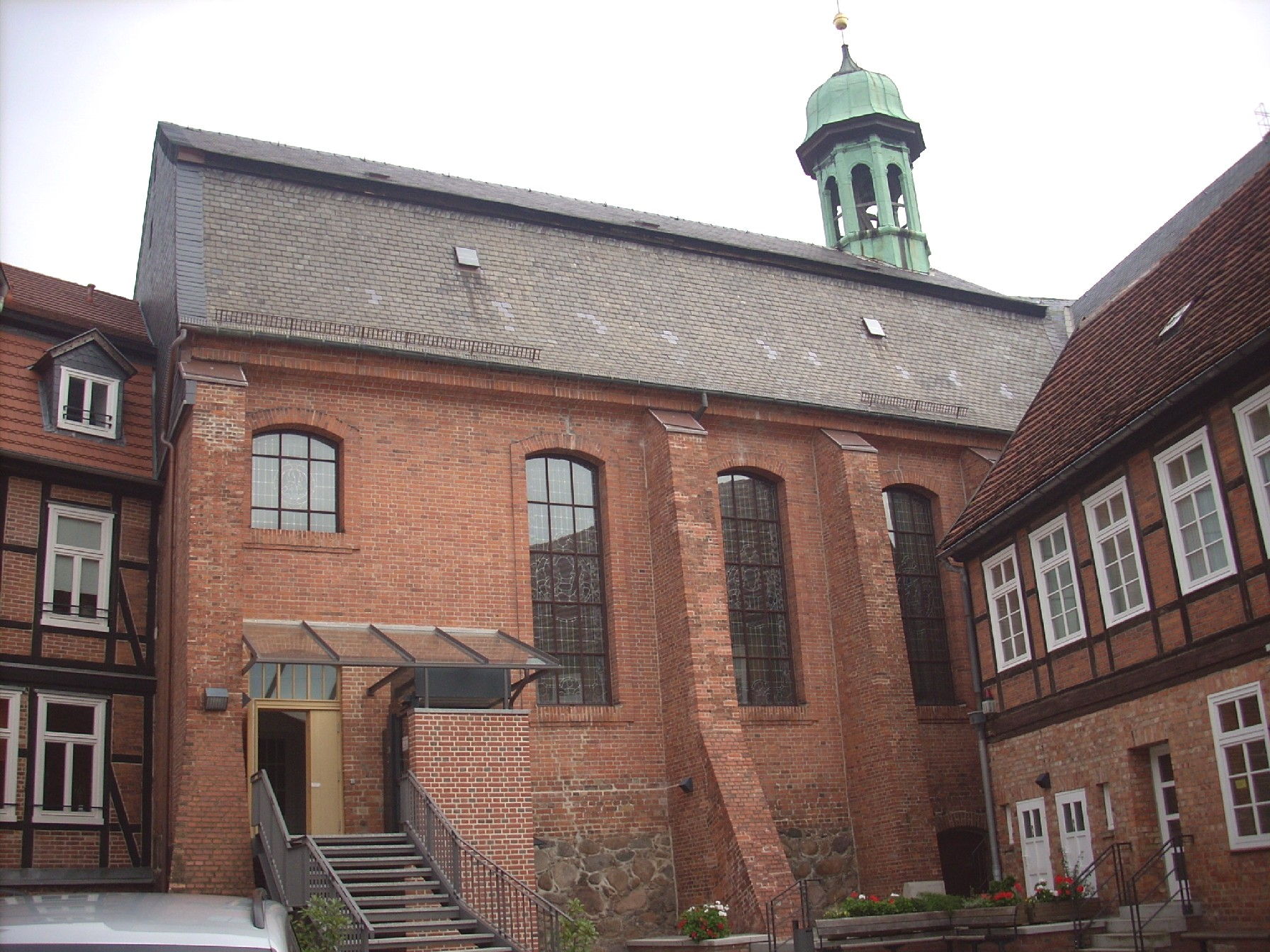
Die Propsteikirche St. Anna ist die Mutterkirche aller katholischen Kirchen in Mecklenburg und Sitz eines Weihbischofs des Erzbistums Hamburg.

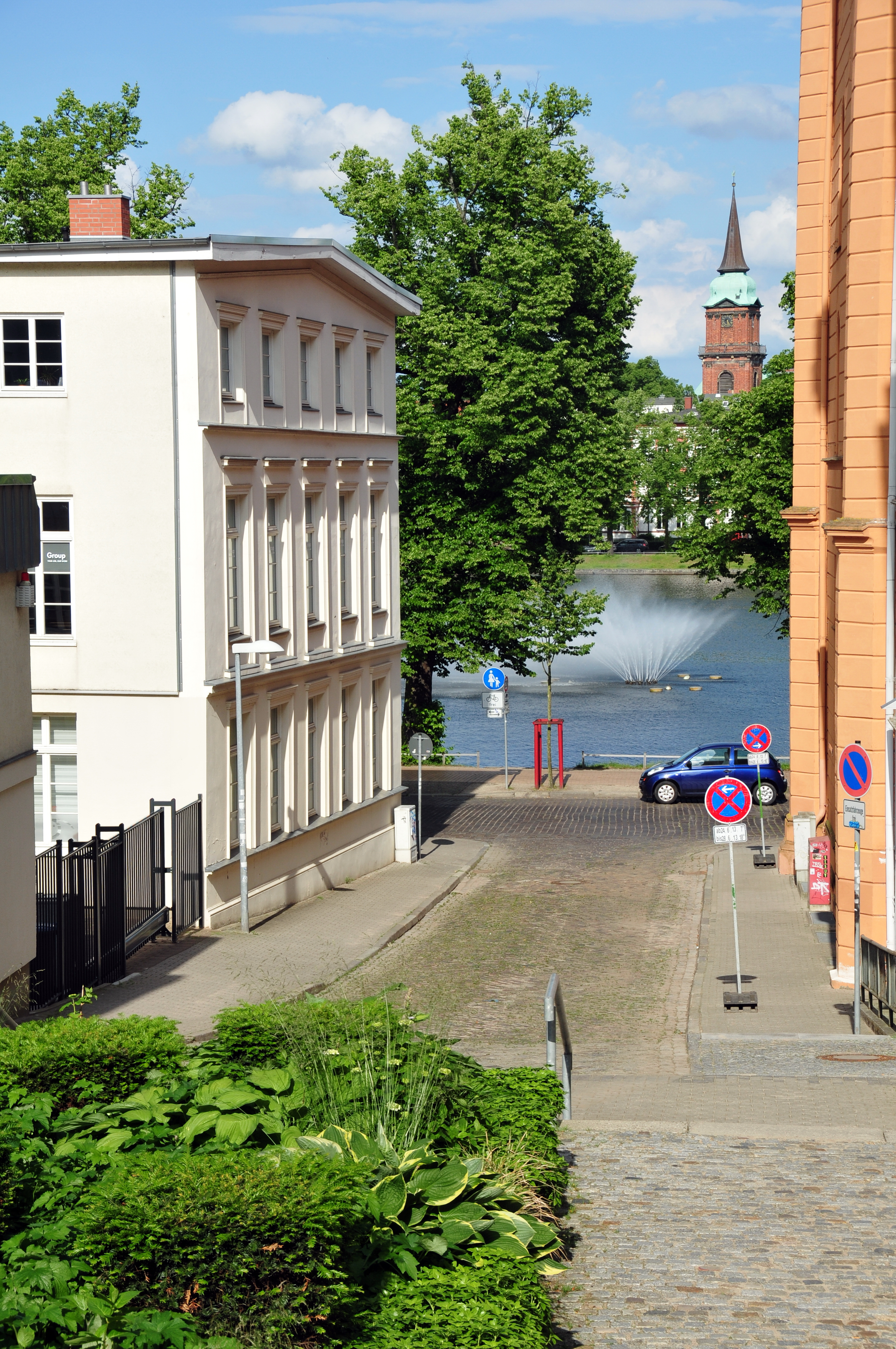
Blick über den Pfaffenteich zur Schelfkirche

Schwerin gehörte bis zur Einführung der Reformation zum Bistum Schwerin und war Sitz eines eigenen Archidiakonats. Zum Domkapitel Schwerin gehörten neben dem Propst und dem Dekan noch zehn, später zwölf Domherren.

### Konfessionsstatistik
Auch in der kreisfreien Stadt Schwerin ist die Mehrheit der Bevölkerung konfessionslos. Gemäß dem Zensus 2022 waren (15. Mai 2022) 10,3 % der Einwohner evangelisch, 3,0 % katholisch und 86,8 % waren konfessionslos, gehörten einer anderen Glaubensgemeinschaft an oder machten keine Angabe.
Die Zahl der Kirchenmitglieder ist seitdem weiter gesunken. In der Landeshauptstadt Schwerin wurden 2023 mit knapp 300 minimal weniger Austritte verzeichnet als ein Jahr zuvor.

#### Evangelisch-lutherische Kirche
Ab 1538
war die Stadt größtenteils protestantisch. Schwerin war bis 2012 der Sitz der Kirchenleitung der Evangelisch-Lutherischen Landeskirche Mecklenburgs und seitdem befindet sich hier einer von zwei (übergangsweise bestehenden) Sprengelbischofssitzen der damals gegründeten Evangelisch-Lutherischen Kirche in Norddeutschland. Die Mitgliederzahlen nahmen in der DDR und seitdem auch noch drastisch ab.
Die Kirchengemeinden der Stadt gehörten bis 2012 zur Propstei Schwerin-Stadt innerhalb des Kirchenkreises Wismar der Landeskirche Mecklenburgs. Mit der Fusion der Nordelbischen, Mecklenburgischen und Pommerschen evangelischen Landeskirchen zur Nordkirche gehören die Gemeinden dem Kirchenkreis Mecklenburg an, der wiederum zum Sprengel Mecklenburg und Pommern.
Die Landeskirchliche Gemeinschaft in Schwerin als freies Werk von um 1905 gehört zum Mecklenburgischen Gemeinschaftsverband im Evangelischen Gnadauer Gemeinschaftsverbandes. 1910 wurden die Gemeinderäume am Ziegenmarkt 4 erworben. Der Hauptsitz der LKG Schwerin ist in der Schelfstadt Schwerins.

#### Katholische Kirche
Um Herzog Christian Ludwig I., der 1663 aus politischen Erwägungen zum Katholizismus übertrat, scharten sich einige Anhänger. 1709 gründeten die Jesuiten in Schwerin eine Missionspfarrei. Die Anerkennung des katholischen Gottesdienstes nach der Reformation erfolgte 1732. Die Propsteikirche St. Anna (seit 1967) entstand 1795. Zu Beginn des 19. Jahrhunderts gab es in Mecklenburg knapp 500 Katholiken. Die Gleichstellung mit der protestantischen Kirche erfolgte 1903. Aus der St.-Annen-Gemeinde entstanden in den 1970er Jahren die St.-Martin- und die St.-Andreas-Gemeinde. Die katholischen Pfarrgemeinden der Stadt Schwerin gehören zum Dekanat Schwerin des Erzbischöflichen Amtes Schwerin innerhalb des Erzbistums Hamburg.
Der katholische Friedhof an der Wismarschen Straße wurde 1861 geweiht.

#### Freikirchen
Seit 1855 gibt es in Schwerin eine Baptistengemeinde mit regelmäßigen Versammlungen seit 1901. 1950 zählte man 1100 Mitglieder. Heute gehören zur Evangelisch-Freikirchlichen Gemeinde Schwerin (Baptisten) rund 180 Mitglieder. 2010 wurde im Stadtteil Neumühle ein neugebautes Gemeindezentrum eingeweiht. Die Gemeinde gehört zum Evangelisch-Freikirchlichen Landesverband Mecklenburg-Vorpommern/Baptisten.
In Schwerin gibt es zwei Pfingstgemeinden, die Gemeinde Gottes Christliches Zentrum Schwerin, seit 1993 in der Paulsstadt ansässig, sowie die Christengemeinde Arche Schwerin und eine Freie evangelische Gemeinde.

#### Neuapostolische Kirche
Die Gemeinde der Neuapostolischen Kirche wurde 1924 durch Bezirksapostel Edmund Blöcker aus Hamburg gegründet. Der Bezirksvorsteher Paul Karkhof wurde der erste Gemeindevorsteher. 1929 wuchs die Mitgliederzahl auf über 50, bis um 1945 auf 180 sowie durch Flüchtlinge auf 740. Seit 1953 gab es die Gemeinden Schwerin I und Schwerin II. 1973 wurden beide Gemeinden wieder vereinigt.

#### Jüdische Gemeinde
Beim Pogrom am 9. November 1938 wurde die Schweriner Synagoge zerstört. Seit 1947 lebten 98 Juden in Mecklenburg, davon 18 in Schwerin. 1946 wurde die jüdische Landesgemeinde auf Initiative des Ingenieurs Hugo Mehler wiederbelebt. Im folgenden Jahr erhielt die Gemeinde das Gebäude in der Schlachterstraße zurück. 1948 erhielt die Landesgemeinde ihre Vermögenswerte und den zerstörten Schweriner Friedhof zurück. Dort stand seit 1946 ein Gedenkstein, die Grabstätten konnten 1951 wieder hergerichtet werden. Ein Betraum in den sanierten Gebäuden in der Schlachterstraße wurde eingerichtet und 1951 ein Gedenkstein an der Stelle des einstigen Gotteshauses aufgestellt. Die Finanzierung der Gemeinde erfolgte nach dem Krieg vor allem durch Spenden. Später förderte die DDR-Regierung den Erhalt jüdischer Einrichtungen.
1948 fand der erste Gottesdienst statt. 1987 verpflichtete sich die Stadt Schwerin in einem Vertrag mit der jüdischen Gemeinde die Gebäude der Gemeinde als Gedenkstätte zu unterhalten.
Die Zahl der Mitglieder in Schwerin wuchs ab 1990 von acht Mitgliedern auf etwa 650 (Stand 2020); fast ausschließlich Immigranten aus den Staaten der ehemaligen Sowjetunion. Sie ist damit eine der größten Gemeinden in Ostdeutschland. Im Dezember 2008 wurde der Neubau einer Synagoge an historischer Stelle, im Hof Schlachterstraße 3/5, wo bis 1938 die alte Synagoge165 stand, eingeweiht. Der neue Landesrabbiner Yurij Kadnykov betreut als Nachfolger des Schweriner Ehrenbürgers William Wolff seit April 2015 die Gemeinde in Schwerin.

#### Islam
Die sunnitische Gemeinschaft ist durch den Islamischen Bund in Schwerin vertreten. Zentrum der 1992 gegründeten Gemeinde ist die Moschee As-Salām in angemieteten Räumen auf dem Großen Dreesch.
Im April 2019 erhielt die Gemeinde von Schwerin die Genehmigung, die ehemalige Kaufhalle im Mueßer Holz zu einer Moschee umzubauen. Ein dagegen initiiertes Bürgerbegehren mit mehr als 4000 Unterschriften wurde von der Stadtvertretung abgelehnt.
Die schiitische Gemeinschaft organisierte sich in dem 2006 gegründeten Verein Islamisches Zentrum Schwerin. Die Moschee Ahl al-Bayt befand sich bis Frühjahr 2019 in angemieteten Räumen in der Nähe des Hauptbahnhofs, die nach einer Eigenbedarfskündigung aufgegeben werden mussten. Die Bemühungen des Vereins, neue Räumlichkeiten für eine Moschee zu finden, blieben bislang ohne Erfolg.

## Politik

### Stadtvertretung
- Linke: 5
- PARTEI: 1
- SPD: 8
- Grüne: 3
- ASK: 1
- UB: 3
- FDP: 2
- CDU: 9
- AfD: 12
- EB Steinmüller: 1

An der Spitze der Stadt stand seit dem 13. Jahrhundert der Rat mit zumeist zwölf Ratsherren. Den Vorsitz hatten der beziehungsweise die Bürgermeister, zeitweise gab es zwei oder drei Bürgermeister. Nach der Vereinigung von Alt- und Neustadt wurde am 28. Januar 1832 eine neue Stadtverfassung für die Gesamtstadt erlassen, nach der die Stadt durch ein Magistratskollegium unter Mitwirkung eines Bürgerausschusses regiert wurde. Das Magistratskollegium bestand aus zwei Bürgermeistern und 7 Ratsherren, von denen zwei nur beratende Stimme hatten. Unter den geschäftsführenden Mitgliedern (die beiden Bürgermeister und fünf Ratsherren) mussten fünf Rechtsgelehrte sein. Diese juristischen Mitglieder wurden vom Bürgerausschuss aus drei vom Magistrat vorgeschlagenen Kandidaten gewählt, bei den Nichtjuristen war es umgekehrt. Der Magistrat wählte die Bürgermeister. Der Bürgerausschuss hatte 50 Mitglieder, die auf fünf Jahre durch öffentliche Wahl bestimmt wurden. Ab 1919 wurde statt der zwei Bürgermeister ein Oberbürgermeister gewählt. Seit 2002 wird der Oberbürgermeister direkt gewählt.
Die Vertretung der Bürger ist die Stadtvertretung. Die Mitglieder der Stadtvertretung werden auf fünf Jahre gewählt. Vorsitzender der Stadtvertretung ist der Stadtpräsident. Dieses repräsentative Amt wurde 1990 neben dem Amt des Oberbürgermeisters durch das „Gesetz über die Selbstverwaltung der Gemeinden und Landkreise in der DDR“ durch die damalige Volkskammer der DDR eingeführt. Es wurde zunächst hauptamtlich wahrgenommen. Seit der Änderung der Kommunalverfassung 1994 wird es ehrenamtlich ausgeführt. Der Stadtpräsident leitet die Sitzungen, bereitet diese vor und vertritt die Stadtvertretung nach außen. Er repräsentiert zusammen mit dem Oberbürgermeister die Stadt.
In die aktuelle Stadtvertretung Schwerins wurden bei der Kommunalwahl am 9. Juni 2024 45 Abgeordnete gewählt. Die Stadt besteht aus 87 Wahlbezirken mit 78.517 Wahlberechtigten (Stand 2024). Die Wahlbeteiligung lag bei 64,8 %. Jeder Wähler hat 3 Stimmen.

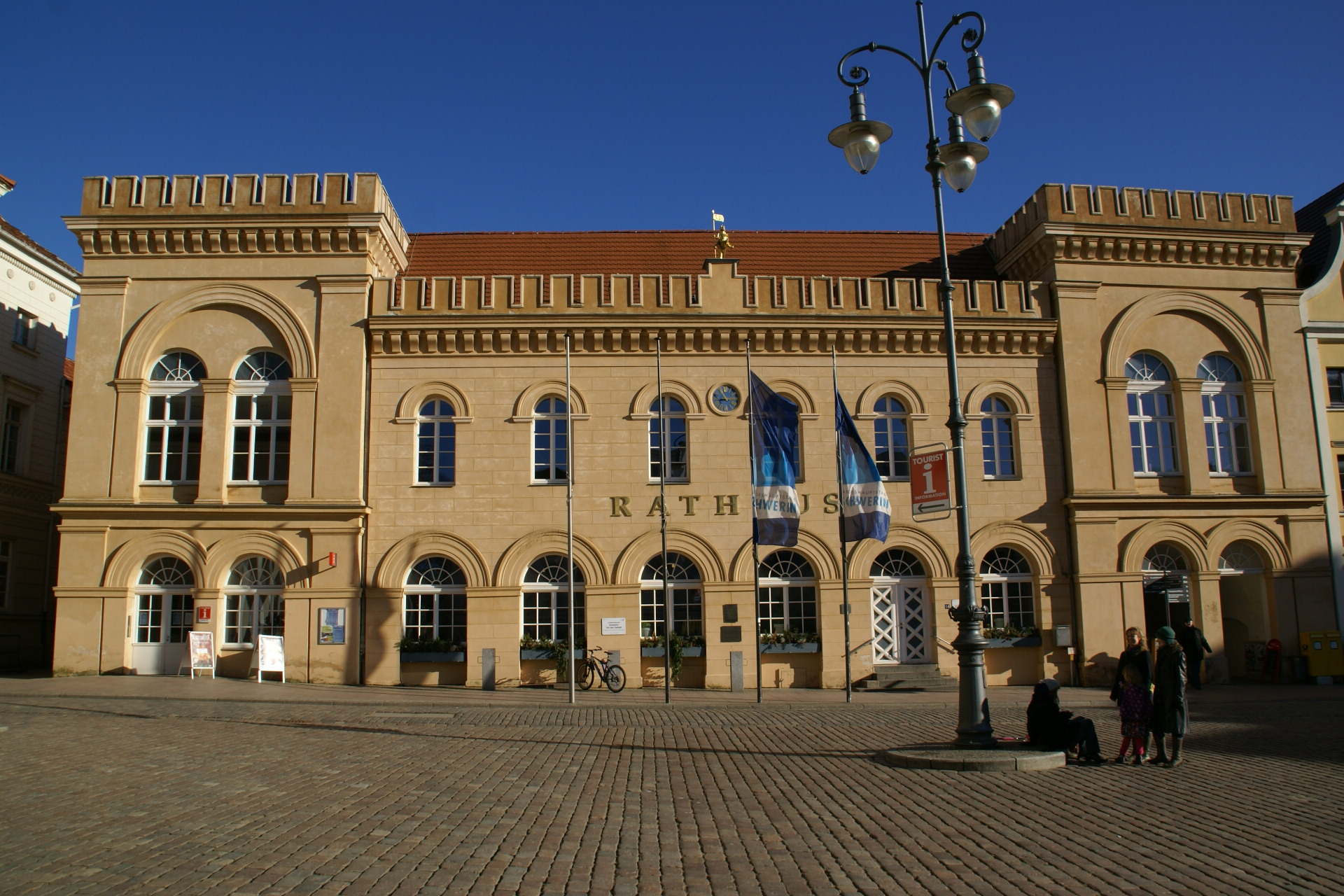
Rathaus von Schwerin

Näheres zum Wahlverfahren und zu rechtlichen Bestimmungen: Kreistag (Mecklenburg-Vorpommern)

### Wahlergebnisse

#### Landtagswahl 2016
Bei der Wahl zum Landtag Mecklenburg-Vorpommerns am 4. September 2016 erreichten die einzelnen Parteien im Stadtgebiet folgende Ergebnisse bei den Zweitstimmen:
| Partei               | Wahlbeteiligung | SPD    | AfD    | CDU    | Linke  | Grüne | FDP   | NPD   |
| Ergebnis Schwerin I  | 68,4 %          | 34,6 % | 14,7 % | 18,8 % | 13,7 % | 7,8 % | 3,3 % | 1,7 % |
| Ergebnis Schwerin II | 60,3 %          | 36,1 % | 18,2 % | 15,3 % | 15,3 % | 3,9 % | 2,8 % | 3,3 % |

#### Landtagswahl 2021
Bei der Wahl zum Landtag Mecklenburg-Vorpommerns am 26. September 2021 erreichten die einzelnen Parteien im Stadtgebiet folgende Ergebnisse bei den Zweitstimmen:
| Partei               | Wahlbeteiligung | SPD    | AfD    | CDU    | DIE LINKE | Bündnis'90/Die Grünen | FDP   | NPD   | Tierschutzpartei | Andere Parteien |
| -------------------- | --------------- | ------ | ------ | ------ | --------- | --------------------- | ----- | ----- | ---------------- | --------------- |
| Ergebnis Schwerin I  | 75,2 %          | 35,2 % | 11,9 % | 12,1 % | 12,8 %    | 11,8 %                | 7,3 % | 0,4 % | 1,5 %            | 7,0 %           |
| Ergebnis Schwerin II | 66,6 %          | 44,3 % | 15,7 % | 10,4 % | 11,3 %    | 5,3 %                 | 5,6 % | 0,8 % | 1,2 %            | 5,5 %           |

#### Bundestagswahl 2013
Bei einer Wahlbeteiligung von 68,1 % entfielen bei der Bundestagswahl am 22. September 2013 folgende Zweitstimmenanteile im Stadtgebiet auf die einzelnen Parteien:
| Partei   | CDU    | Linke  | SPD    | AfD   | Grüne | NPD   | FDP   | Piraten | Sonstige |
| Ergebnis | 36,7 % | 22,2 % | 22,0 % | 5,9 % | 5,8 % | 2,1 % | 2,1 % | 2,0 %   | 1,2 %    |

#### Europawahl
Bei der Europawahl am 26. Mai 2019 erreichten die einzelnen Parteien bei einer Wahlbeteiligung von 59 % im Stadtgebiet folgende Ergebnisse:
| Partei   | CDU    | SPD    | Linke  | AfD    | Grüne  | FDP   | Sonstige |
| Ergebnis | 19,5 % | 18,6 % | 14,9 % | 15,8 % | 13,9 % | 4,2 % | 13,3 %   |

Unter den sonstigen Parteien erreichte jeweils keine mehr als 2,4 %.

### Bürgermeister und Oberbürgermeister
Bis 1919 gab es zwei Bürgermeister, so dass sich die Amtszeiten in jener Zeit überschnitten. Seit 1919 gibt es nur noch ein Stadtoberhaupt, das den Titel Oberbürgermeister trägt. Seit 1990 gibt es außerdem einen Stadtpräsidenten.
Der seit 1990 als OB amtierende Theologe Johannes Kwaschik trat 2002 nicht erneut an. Norbert Claussen (CDU) wurde bereits am 27. April 2008 per Bürgerentscheid mit 82,7 % abgesetzt; die Nachfolge wurde erst im September 2008 durch Wahlen entschieden. Bei der Oberbürgermeisterwahl im September 2016 unterlag die Amtsinhaberin Angelika Gramkow (Die Linke) in der Stichwahl; der Radiologe Rico Badenschier (SPD) trat am 1. November 2016 das Amt an. Nach der Hauptsatzung beträgt die OB-Amtszeit inzwischen sieben Jahre. Bei der OB-Wahl am 4. Juni 2023 erreichte der Amtsinhaber 42 %, er wurde am 18. Juni 2023 in der Stichwahl gegen Leif-Erik Holm (AfD) wiedergewählt.

### Wappen

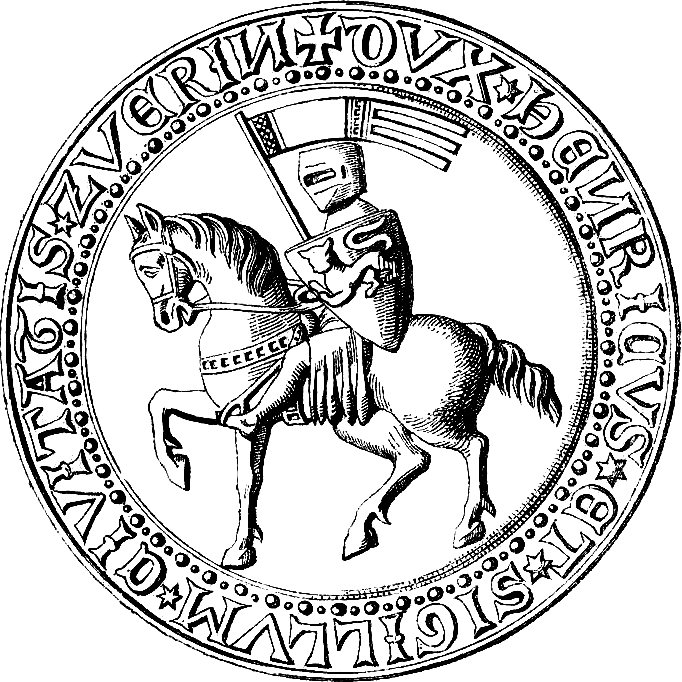
Siegel von 1255: Reiterfigur des Stadtgründers, Heinrichs des Löwen

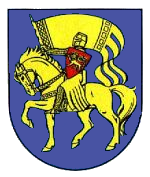
Wappen von 1939 bis 1991

| Wappen der Stadt Schwerin | Blasonierung: „In Blau das goldene Reiterbildnis Herzog Heinrichs des Löwen: ein Ritter mit Topfhelm auf einem gezäumten, schreitenden Ross, in der Rechten eine Fahnenlanze mit einer dreilätzigen Fahne und in der Linken ein Dreieckschild, darin ein schreitender leopardierter Löwe haltend.“ |
| Wappen der Stadt Schwerin | Wappenbegründung: Das Stadtwappen war 1857 für den Thronsaal des Schweriner Schlosses nach dem Sekretsiegel der Stadt – als Abdruck erstmals 1328 überliefert – gestaltet und am 10. April 1858 von Großherzog Friedrich Franz II. von Mecklenburg-Schwerin festgelegt worden. Abweichend von der heutigen Form zeigt es einen voll gerüsteten Ritter auf einem springenden Ross sowie einen schreitenden blauen Löwen im Dreieckschild und am Liek der Fahne. Gebraucht wurde ebenfalls ein Wappen, das in Anlehnung an das Siegelbild des ältesten großen Stadtsiegels mit der Umschrift DVX HENRICVS ET SIGILLVM CIVITATIS ZVERIN – als Abdruck erstmals 1255 und 1298 überliefert – gestaltet worden ist und einen voll gerüsteten Ritter auf einem schreitenden Ross wiedergibt. Sowohl im Dreieckschild als auch am Liek der Fahne weist es jedoch einen schreitenden blauen Leoparden aus. Am 30. September 1939 war der Stadt vom Reichsstatthalter in Mecklenburg ein von Prof. Hans Herbert Schweitzer aus Berlin, geändertes Wappen verliehen worden, das durch die DDR-Zeit bis ins Jahr 1991 weiter Bestand hatte. Es zeigt den Ritter in veränderter Körperhaltung – und in Anlehnung an eine Wappenzeichnung von Otto Hupp – mit einem roten Dreieckschild, darin ein schreitender goldener Leopard in den Farben der Welfen, der Familie Heinrichs des Löwen. Das Gonfanon des Ritters wurde darüber hinaus um einiges größer dargestellt. Das 1990 nach dem Siegelbild des großen Stadtsiegels neu gezeichnete und veränderte Wappen zeigt das Reiterbildnis Heinrichs des Löwen, Herzog von Sachsen und Bayern, mit der Fahnenlanze als Symbol des Reichsfürsten und dem Leoparden im Schild. Damit deutet es auf den Stadtgründer hin. Kritisch ist zu dieser in der Nachwendezeit erfolgten Neuzeichnung in der Fachliteratur aber angemerkt worden, dass das Wappentier, der Leopard, aus heraldischen Gründen eine andere Farbe als der Schild verlangt und nicht als goldener Leopard in Gold erscheinen darf. Das Wappen wurde 1990 neu gestaltet, am 11. Februar 1991 durch das Ministerium des Innern genehmigt und unter der Nr. 26 der Wappenrolle des Landes Mecklenburg-Vorpommern registriert. |

### Flagge

Flagge der Stadt Schwerin

Die Flagge wurde am 23. September 1994 durch das Ministerium des Innern genehmigt. Die Flagge ist Gelb – Blau – Gelb (2:3:2) längs gestreift. Der blaue Streifen ist fast mittig mit der etwas zum Liek hin verschobenen Figur des Stadtwappens belegt: mit dem gelben Reiterbildnis Herzog Heinrichs des Löwen: ein Ritter mit Topfhelm auf einem gezäumten, schreitenden Ross, in der Rechten eine Fahnenlanze mit einer dreilätzigen Fahne und in der Linken ein Dreieckschild, darin ein schreitender Leopard. Die Figur nimmt zwei Siebtel der Höhe des Flaggentuchs ein. Die Höhe des Flaggentuchs verhält sich zur Länge wie 7:9.

### Dienstsiegel
Das Dienstsiegel enthält die Figur des Wappens der Stadt mit der Umschrift LANDESHAUPTSTADT SCHWERIN.

### Stadtlogo
Das Stadtlogo besteht seit dem 1. April 2005 aus dem weißen, rechtsbündigen und am unteren Rand befindlichen Schriftzug „Landeshauptstadt Schwerin“ in Großbuchstaben auf blauem Untergrund. Das Wort „Schwerin“ ist in einer größeren Schriftart und fett hervorgehoben. Zusätzlich sind oberhalb des Schriftzugs am rechten Rand zwei versetzt übereinander gelagerte Quadrate in den Farben Gelb über Blau angeordnet. Unterlegt ist alles durch eine Art Wasserzeichen in Form des historischen Siegels.

### Städtepartnerschaften

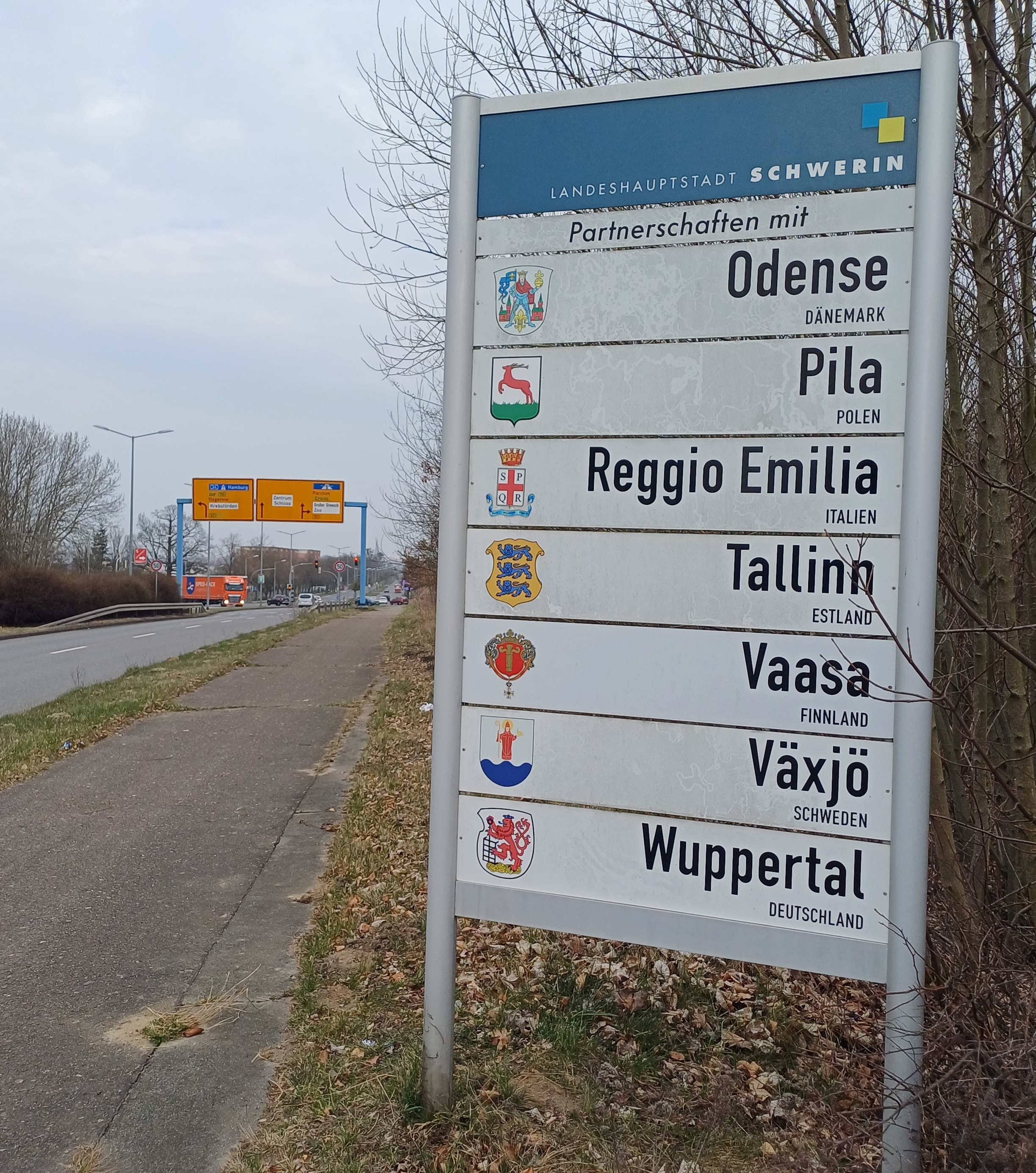
Schild der Schweriner Städtepartnerschaften am Ortseingang (2025)

Schwerin unterhält innerhalb der Europäischen Union Städtepartnerschaften mit Vaasa in Finnland seit 1965, Reggio nell’Emilia in Italien seit 1966, Wuppertal in Nordrhein-Westfalen seit 1987, Tallinn in Estland seit 1993 (Kontakte bereits seit 1970), Odense in Dänemark seit 1995, Schneidemühl / Piła in Polen seit 1996 und Växjö in Schweden seit 1999 (Kontakt bereits seit 1996). Außerhalb der EU bestand seit 1997 eine städtepartnerschaftliche Beziehung mit Milwaukee, Wisconsin in den USA. Letztgenannte ist nicht mehr aktuell, denn bei der städtischen Internetseite fehlt Milwaukee.

## Kultur und Sehenswürdigkeiten

### Theater

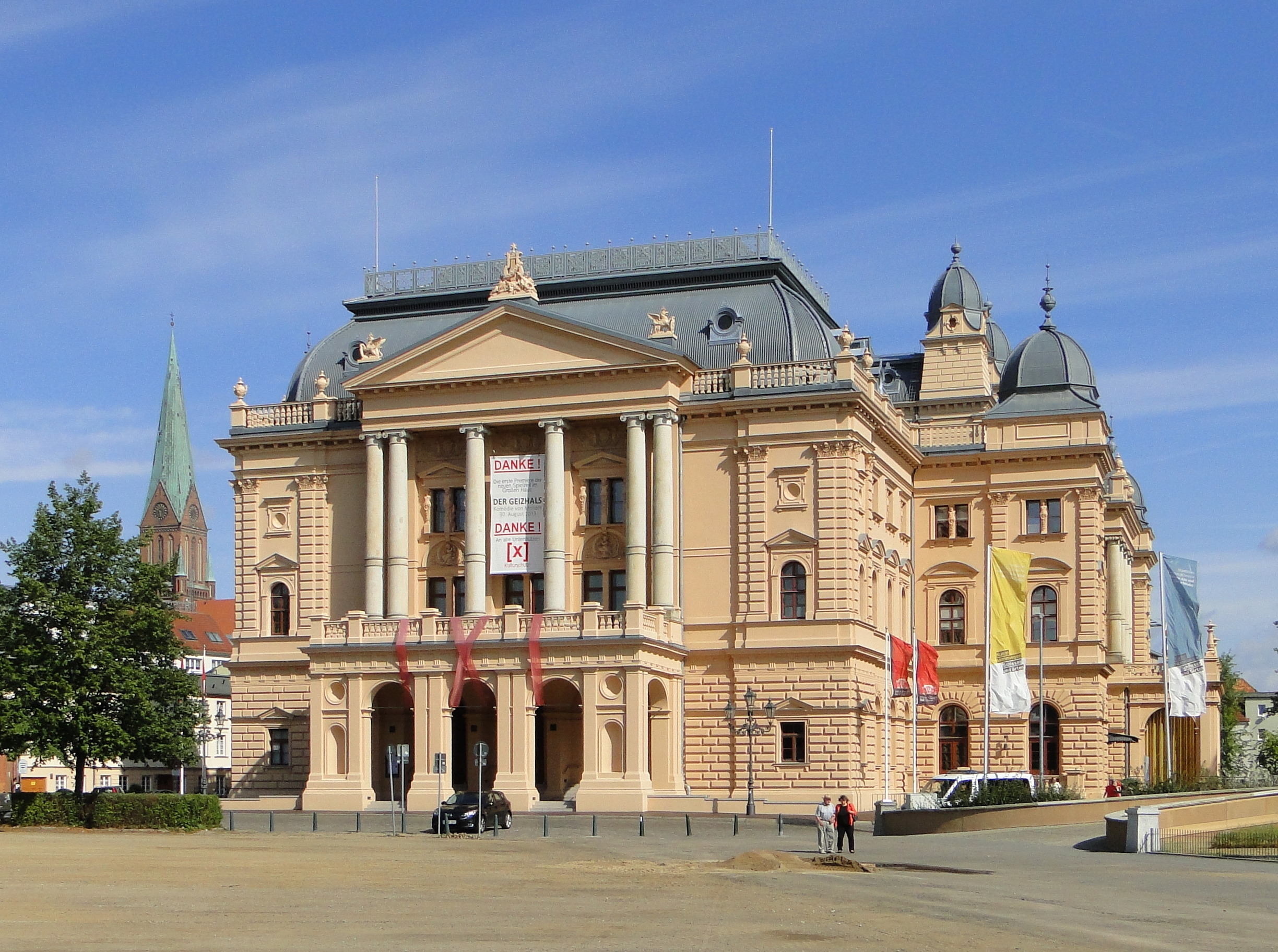
Mecklenburgisches Staatstheater Schwerin, gegenüber dem Schloss am Alten Garten

Das Mecklenburgische Staatstheater Schwerin ist ein Mehrspartentheater und gibt Aufführungen in den Bereichen Schauspiel, Musiktheater (Oper, Operette und Musical), Ballett, Konzerte mit der Mecklenburgischen Staatskapelle Schwerin sowie Niederdeutsches Schauspiel und Jugendtheater. Jährlicher Höhepunkt sind die Schlossfestspiele unter freiem Himmel auf dem Alten Garten. Die 2001 aufgeführte Verdi-Oper Nabucco wurde über die Saison von mehr als 60.000 Zuschauern besucht. Neben der Hauptspielstätte, dem Großen Haus am Alten Garten sind das ehemalige E-Werk am Pfaffenteich, Schiffe der Weißen Flotte, der Dominnenhof, die Freilichtbühne Schwerin und das Foyer-Café weitere Aufführungsplätze.
Seit 2004 wird im Theaterprojekt „Absolute Beginner“ Interessierten aller Generationen ab 15 Jahren die Möglichkeit des Schauspiels und des tieferen Einblicks in den Alltag und die Arbeitsweisen des Mecklenburgischen Staatstheaters geboten. Außerdem gibt es die Theatergruppe des Goethe-Gymnasiums Schwerin „TaGGS“ sowie das Tanztheater Lysistrate vom selben Gymnasium, das Deutschland 2007 erfolgreich auf dem Schultheater-Weltkongress in Hongkong vertreten hat.

### Museen und Ausstellungen

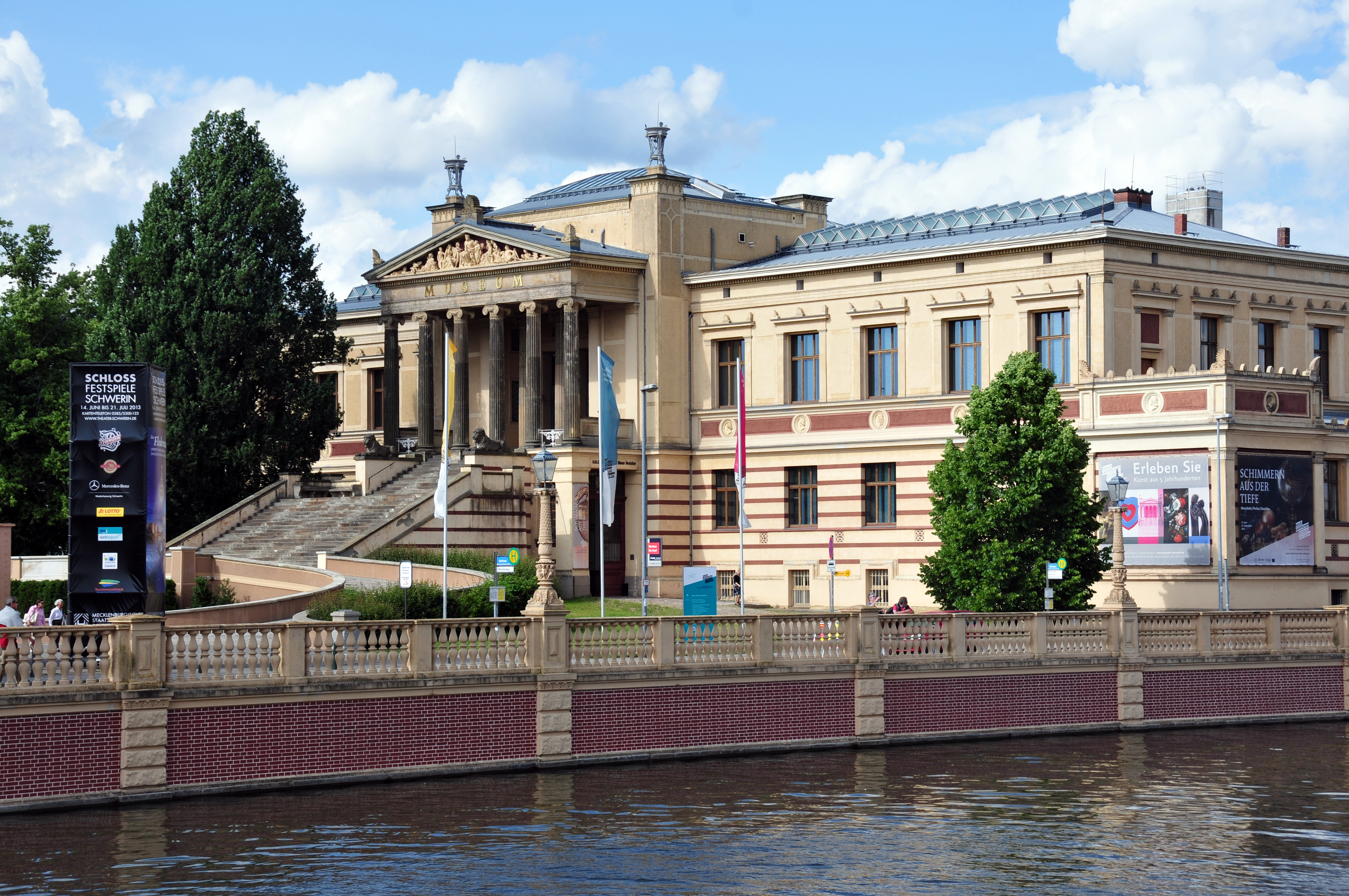
Staatliches Museum Schwerin

Das Staatliche Museum Schwerin umfasst das Museumsgebäude auf dem Alten Garten, die Schlossmuseen in Güstrow, Ludwigslust und Schwerin sowie ein Kupferstich- und Münzkabinett in der Werderstraße. Im Hauptgebäude finden sich neben Kunstsammlungen flämischer und holländischer Maler des 16. bis 18. Jahrhunderts bis hin zu zeitgenössischer Kunst auch Porzellan- und Tongefäßsammlungen und mittelalterliche Kunstsammlungen aus heimatlichen Kirchen, wie z. B. der Neustädter Altar. Es gibt regelmäßig wechselnde Ausstellungen, Veranstaltungen und Vorträge.

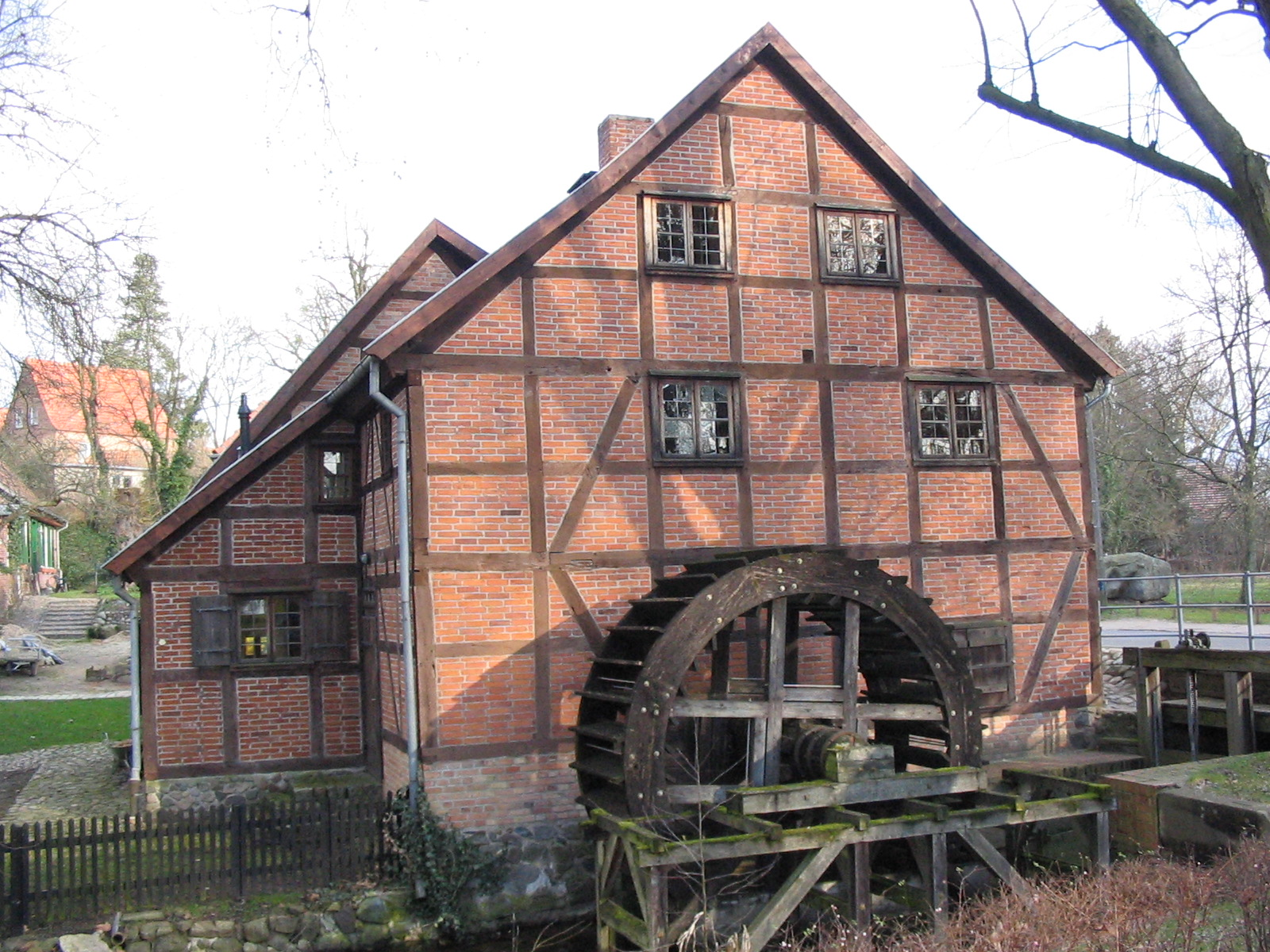
Schleifmühle am Faulen See

Im Marstall hatte das Technische Landesmuseum seinen Sitz bis 2012, bevor es nach Wismar umzog. Seine Ausstellung zeigte die Technikgeschichte Mecklenburg-Vorpommerns mit dem Schwerpunkt Verkehrsgeschichte. Das Stadtgeschichtsmuseum fiel Sparmaßnahmen der Stadt zum Opfer und wurde 2005 geschlossen. Der Stadtgeschichts- und -museumsverein Schwerin e. V. betreibt seit 1996 die Schleifmühle am Faulen See, eine rekonstruierte Wassermühle, die zu einem Museum für Naturstein-, Edelstein- und Mineralienbearbeitung ausgebaut wurde. Das Haus gehörte von seiner Eröffnung von 1985 an bis Ende 1995 zum Stadtgeschichtsmuseum. Im Stadtteil Mueß befindet sich das Freilichtmuseum Schwerin-Mueß, das über die Lebensweise der mecklenburgischen Landbevölkerung vom 17. Jahrhundert bis zum Beginn des 20. Jahrhunderts informiert. Weitere Museen in freier Trägerschaft sind Dat oll’ Hus und das Petermännchen-Museum, in dem es hauptsächlich um die Geschichte des Schweriner Schlossgeistes, das Petermännchen, ging. Das Petermännchen Museum ist seit 2011 dauerhaft geschlossen.
In der Halle am Fernsehturm in Neu Zippendorf eröffnete im April 2009 das Internationale Feuerwehrmuseum. Es zeigt die Geschichte der Brandbekämpfung und der Feuerwehren, die technische und politische Entwicklung sowie die Sozialgeschichte der Brandbekämpfer.
Das Schleswig-Holstein-Haus in der Puschkinstraße ist das Ausstellungshaus der Stadt. In ihm wurde 2006 eine weltweit beachtete „Arno-Breker“- Ausstellung und 2007 die Ausstellung „Überklebt – Plakate aus der DDR“ gezeigt.
Die seit 2009 in Schwerin ansässige Stiftung Mecklenburg zeigt ebenfalls Ausstellungen zur Geschichte Mecklenburgs und der Stadt Schwerin. Dabei nutzt sie auch die Ausstellungsräume des in städtischer Trägerschaft befindlichen Schleswig-Holstein-Hauses. Seit 2016 gibt es eine Dauerausstellung zur Schweriner Stadtgeschichte in den Schweriner Höfen am Marienplatz.

### Bibliotheken

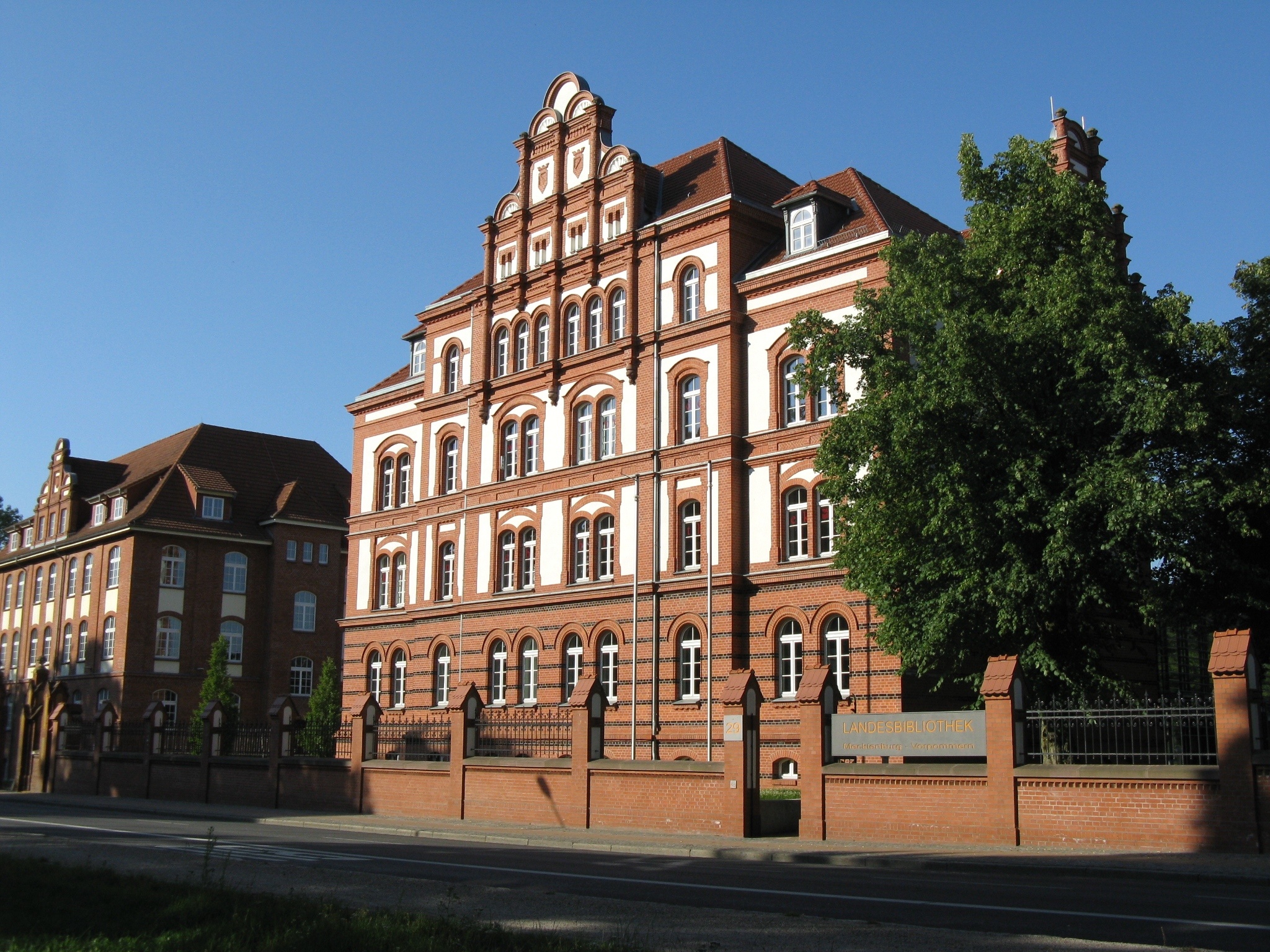
Landesbibliothek Mecklenburg-Vorpommern in Schwerin

Neben der Landesbibliothek Mecklenburg-Vorpommern mit ihrem Sitz in Schwerin, gibt es auch die Stadtbibliothek.
Von 1984 bis 2013 nutzte die Schweriner Stadtbibliothek das Perzinahaus. Seit 2010 bieten die Stadtbibliotheken von Schwerin und Wismar mit dem gemeinsamen Angebot einer Digitalen Bibliothek die erste interkommunale Kooperation dieser Art in Deutschland.

### Vereine
- Kulturverein Sagenland Mecklenburg-Vorpommern
- Kunst-Wasser-Werk e. V., Altes Wasserwerk Schwerin-Neumühle

### Kinos
- Das Capitol in der Wismarschen Straße wurde in den 1990er Jahren zu einem Kino mit heute fünf Sälen und 1688 Sitzen ausgebaut. Es ist außerdem Veranstaltungsort für weitere kulturelle Ereignisse, Höhepunkt hierbei ist das Filmkunstfest Mecklenburg-Vorpommern, zu dem stets prominente Gäste die Stadt besuchen. Das Capitol wurde 1936 als Lichtspieltheater eingeweiht und war durch eine Bühne damals schon für Theater-, Konzert- und Varieté-Vorstellungen ausgelegt. An seiner Stelle befanden sich zuvor eine Tonhalle, die als Gaststätte, Speisesaal und später als Festsaal diente und 1920 abbrannte.
- Am Bleicherufer wurde in den 1990er Jahren das Multiplex-Kino Mega Movies errichtet, das sechs Kinosäle mit insgesamt 1072 Plätzen bietet.
- Seit 2014 gibt es wieder ein Programmkino, das Kino unterm Dach mit 80 Sitzplätzen und fast 3000 Besuchern im Jahr, das wöchentlich ausgewählte Filme zeigt, häufig mit Begleit- und Sonderveranstaltungen, häufig auch in Kooperation mit anderen Kultur- und Bildungseinrichtungen. Das Kino unterm Dach ist aktives Mitglied im Landesverband Filmkommunikation Mecklenburg-Vorpommern. Vorläufer war das Forumkino, Programmkino in der Aula der Volkshochschule in der Schelfstadt. Das erste Kinomatographenhaus Schwerins wurde 1912 in der heutigen Mecklenburgstraße eröffnet, es hieß Apollo Lichtspiele, 1929 dann umbenannt in Schauburg. 2020/21 wurde es abgerissen, die denkmalgeschützte Fassade blieb erhalten.

### Bauwerke

#### Schloss

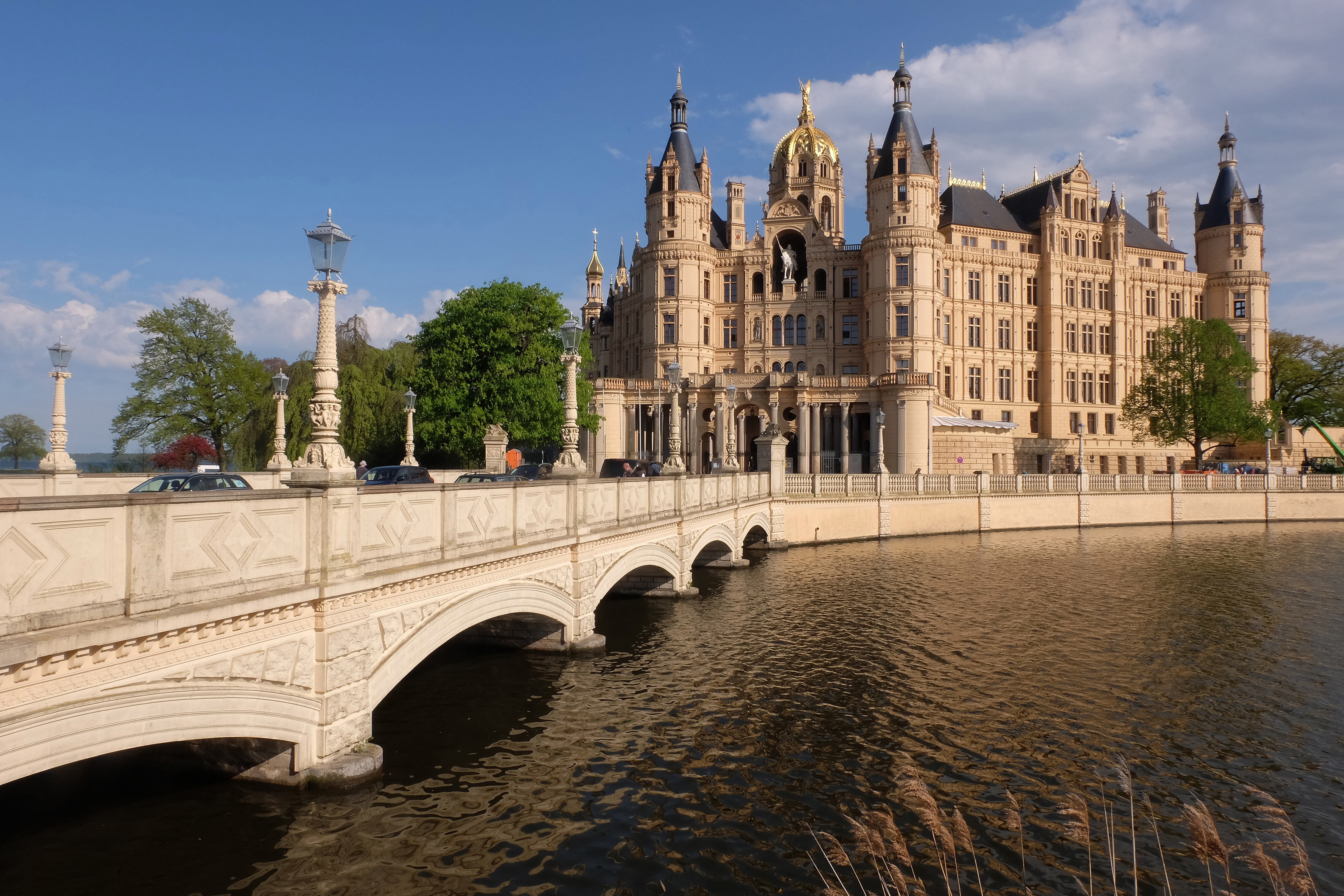
Schweriner Schloss, Frontansicht mit Brücke zur Schlossinsel

Wahrzeichen der Stadt und Touristenmagnet ist das Schweriner Schloss, das in der jetzigen Form von 1843 bis 1857 unter Großherzog Friedrich Franz II. erbaut wurde und sich auf einer Insel zwischen dem Schweriner See und dem Burgsee befindet, die über die Schlossbrücke und die Drehbrücke zum Schlossgarten mit der Stadt verbunden ist. Es war in der Vergangenheit Residenz mecklenburgischer Herzöge und ist heute Sitz des mecklenburg-vorpommerschen Landtages. Dem Schloss ist der Alte Garten vorgelagert, ein repräsentativer Platz, der sich in der Geschichte vom sumpfigen Platz über einen Küchengarten, einen Lustgarten mit Springbrunnen, einer Reitbahn, einem Paradeplatz bis hin zum Kundgebungsort entwickelt hat und heute vorwiegend für kulturelle Veranstaltungen genutzt wird. In der Umgebung des Schlosses sind unter anderem der Schlossgarten und viele Gebäude wie das Staatliche Museum, das Mecklenburgische Staatstheater, die 32 Meter hohe Siegessäule, die an die Gefallenen des Deutsch-Französischen Krieges 1870/71 erinnert, das Alte Palais, der Marstall und die Staatskanzlei im Stil des Klassizismus sehenswert. Das gesamte heutige Stadtbild ist durch das Wirken Georg Adolf Demmlers geprägt worden.

#### Markt

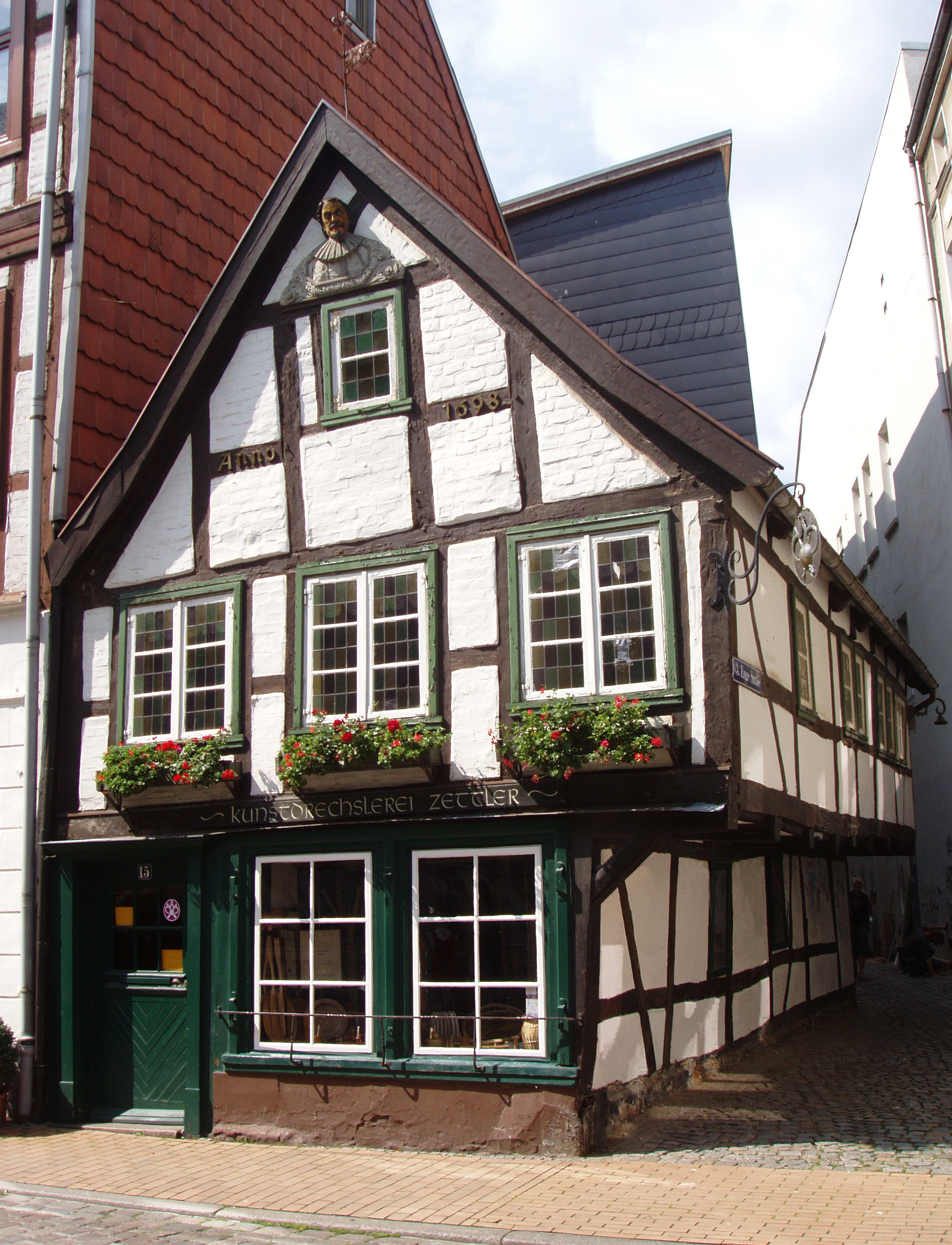
Fachwerkhaus von 1698 in der Altstadt

Das Altstädtische Rathaus auf dem Markt wurde 1338 erstmals erwähnt und brannte in seiner Geschichte dreimal ab. Vor das ursprüngliche Gebäude setzte Demmler 1835 eine neue Fassade im Tudorstil. Auf der Mittelzinne ist der Stadtgründer Heinrich der Löwe als goldener Reiter dargestellt. Ebenfalls in der Altstadt, Ecke Buschstraße /3. Enge Straße, steht eines der ältesten noch erhaltenen Häuser Schwerins von 1698. In dem Fachwerkgebäude befand sich bis 1857 eine Weinhandlung, seitdem betreibt eine Familie seit mehreren Generationen bis heute hier eine Kunstdrechselei. Noch früheren Ursprungs ist ein Fachwerkbau im Domhof. Eine Balkeninschrift zeigt das Entstehungsjahr 1574 an. Genutzt wurde er bis 1916 als Hotel und danach als Verwaltungsgebäude. Es beherbergt heute das Landesamt für Denkmalpflege Mecklenburg-Vorpommern. Seit der Instandsetzung des Fachwerkhauses Puschkinstraße 36, Ecke Domhof, gibt es Anzeichen, dass hier der älteste Profanbau Schwerins stehen könnte. Es wurden Balken gefunden, die auf das Entstehungsjahr 1573 deuten.

#### Kirchen
An Kirchenbauten finden sich im Stadtgebiet unter anderem der Schweriner Dom, die Paulskirche, Schelfkirche und die Propsteikirche St. Anna, der erste katholische Kirchenbau nach der Reformation in Mecklenburg.

#### Weitere
Das im Jahr 1999 entsprechend einem restauratorischen Befund in einem Rotockerton gestrichene Arsenal am Pfaffenteich ist das älteste Gebäude an diesem Gewässer und seit 1990 Sitz des Innenministeriums des Landes. Das Gebäude des Finanzministeriums in der Schlossstraße entstand ursprünglich 1911 als Hotelbau des damaligen Nordischen Hofes und ging 1920 in Staatsbesitz.
Das Hauptpostamt wurde von 1892 bis 1897 im Stil der Neorenaissance nach einem Entwurf von Ernst Hake erbaut. Eine Gedenktafel erinnert, dass am 24. Dezember 1945 in diesem Haus der Oberpostdirektion der Landessender Schwerin sein regionales Rundfunkprogramm eröffnete.
In nordwestlicher Stadtrandlage ist das Jagdschloss Friedrichsthal aus dem späten 18. Jahrhundert zu sehen. Es war eine Jagdresidenz des mecklenburgischen Großherzogs Friedrich Franz I.
Im Stadtteil Neumühle wurde 1887 ein Wasserturm auf der höchsten Erhebung Schwerins errichtet, der bis heute erhalten ist und Bestandteil des ersten Wasserwerks der Stadt war. 1907 erbaute man im Ortsteil Mueß am Südufer des Schweriner Sees die künstlich angelegte Burgruine Reppiner Burg auf einem vermutlich ehemaligen slawischen Burgwall. Weitere Attraktionen der Stadt sind der Schweriner Fernsehturm, das Neustädtische Palais, das ehemalige Neustädtische Rathaus in der Schelfstadt, das Schleswig-Holstein-Haus, das Bahnhofsgebäude, die Artilleriekasernen und das Offizierskasino südlich des Schlossgartens, der denkmalgeschützte ehemalige Getreidespeicher im Hafengebiet am Ziegelsee (heute zum Hotel umgebaut) und einige Märkte mit Brunnen und Skulpturen.

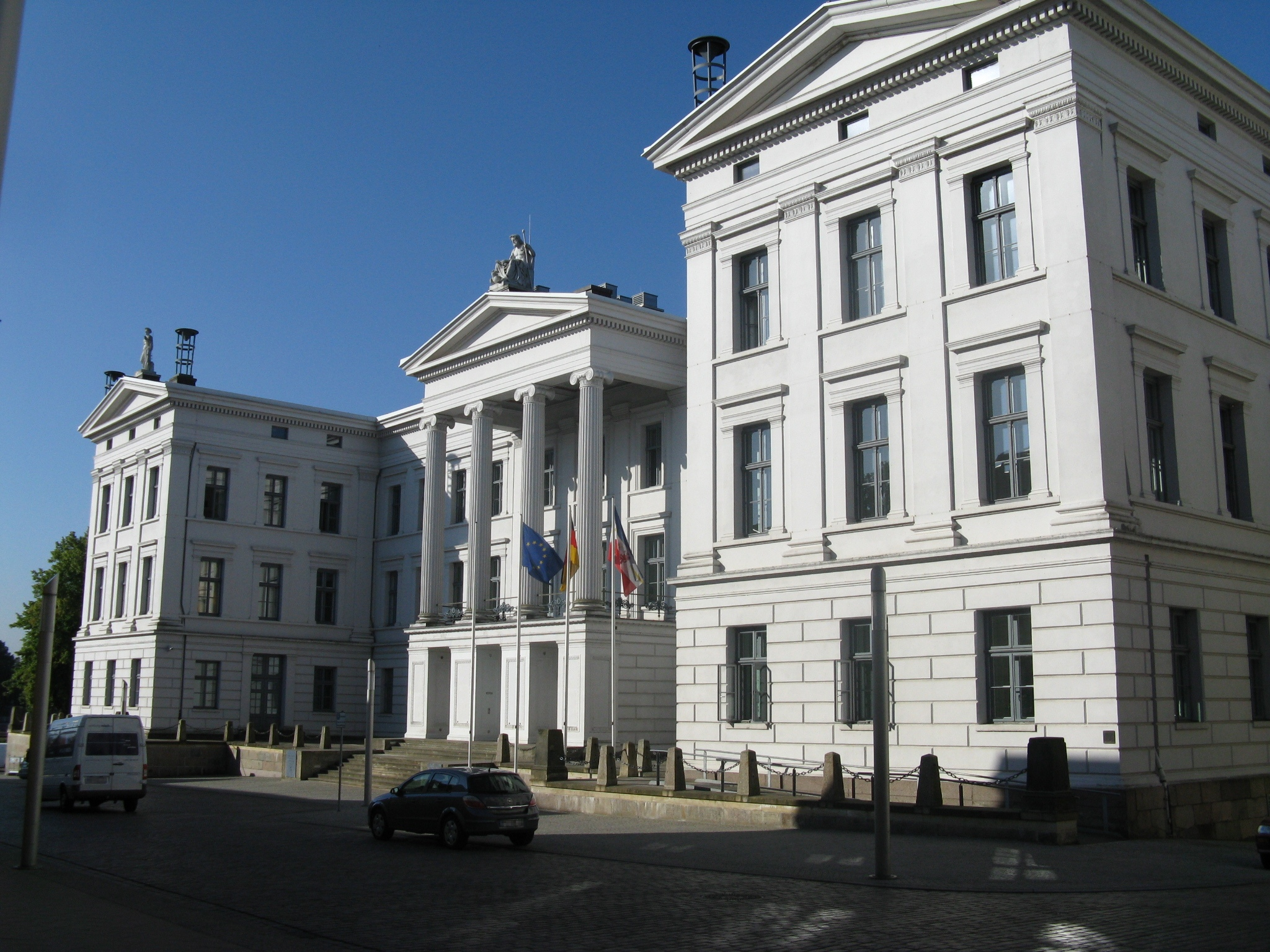
Staatskanzlei
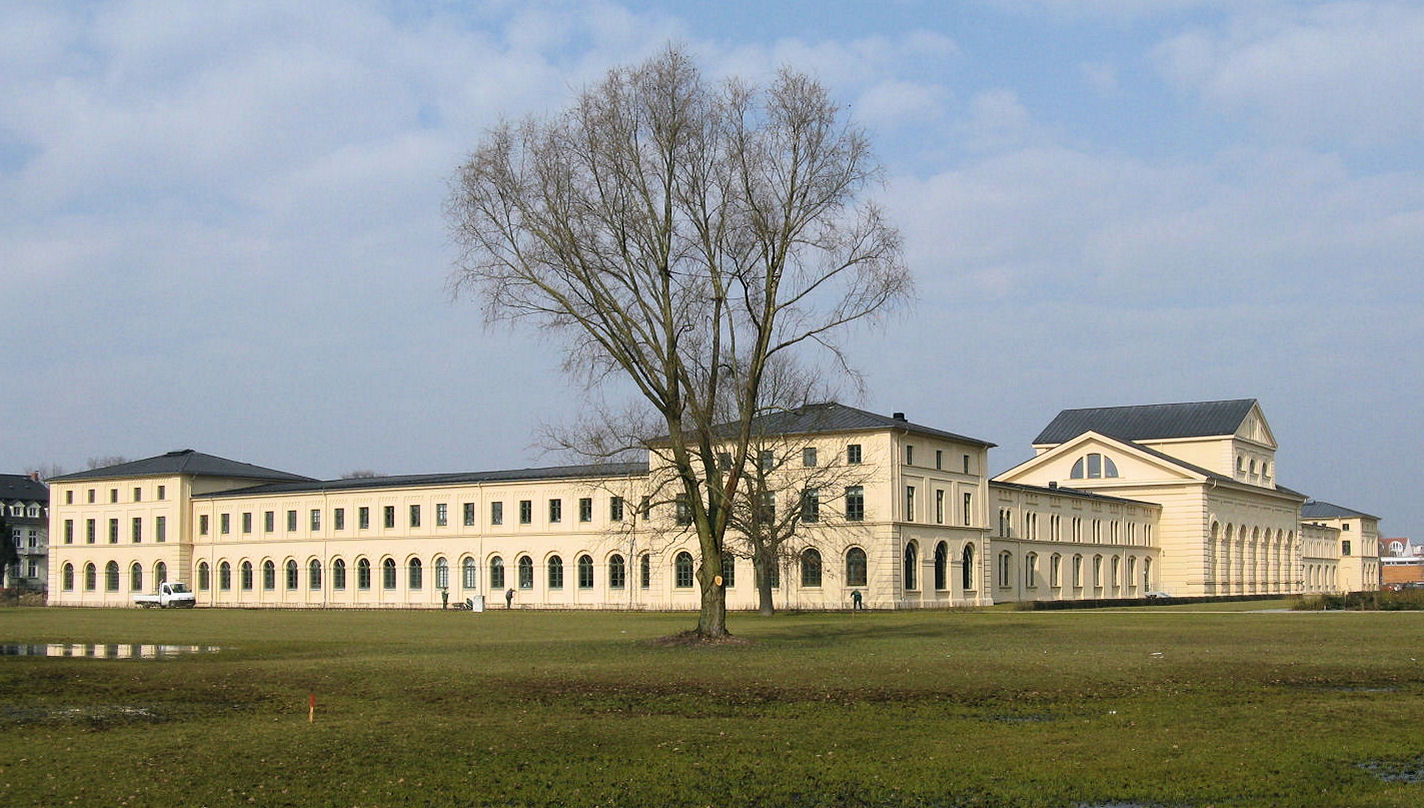
Schweriner Marstall
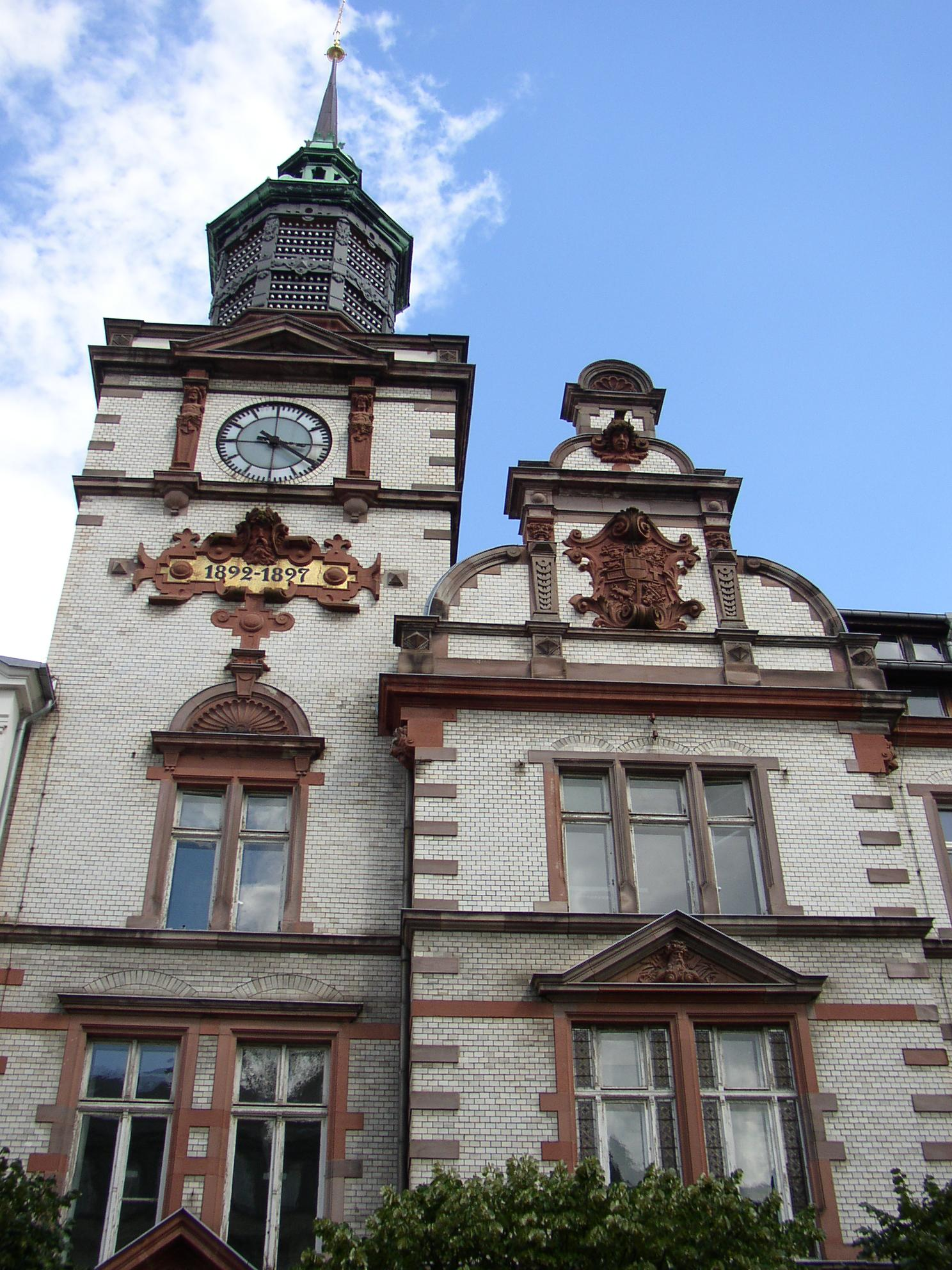
Hauptpostamt
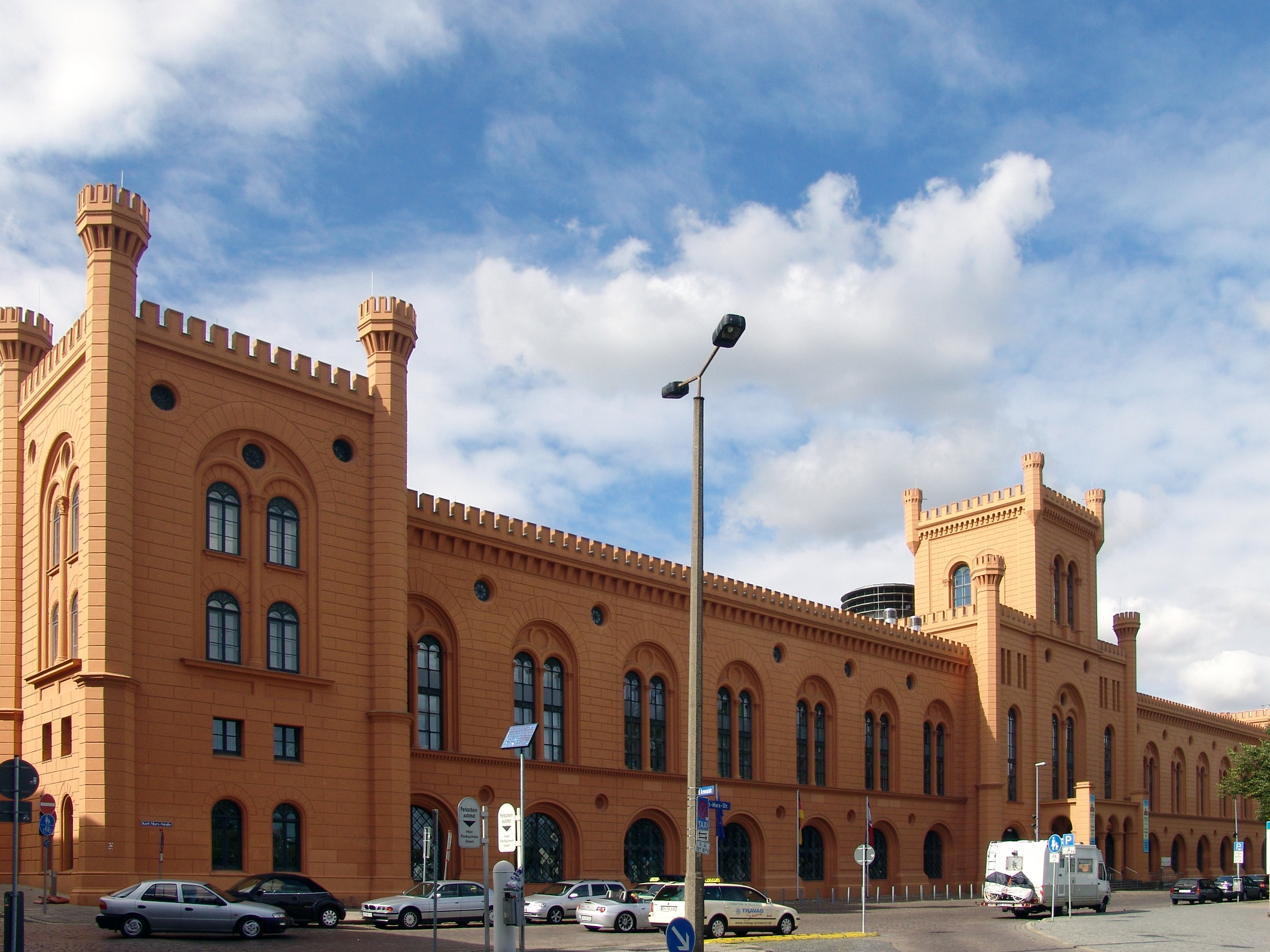
Arsenal am Pfaffenteich
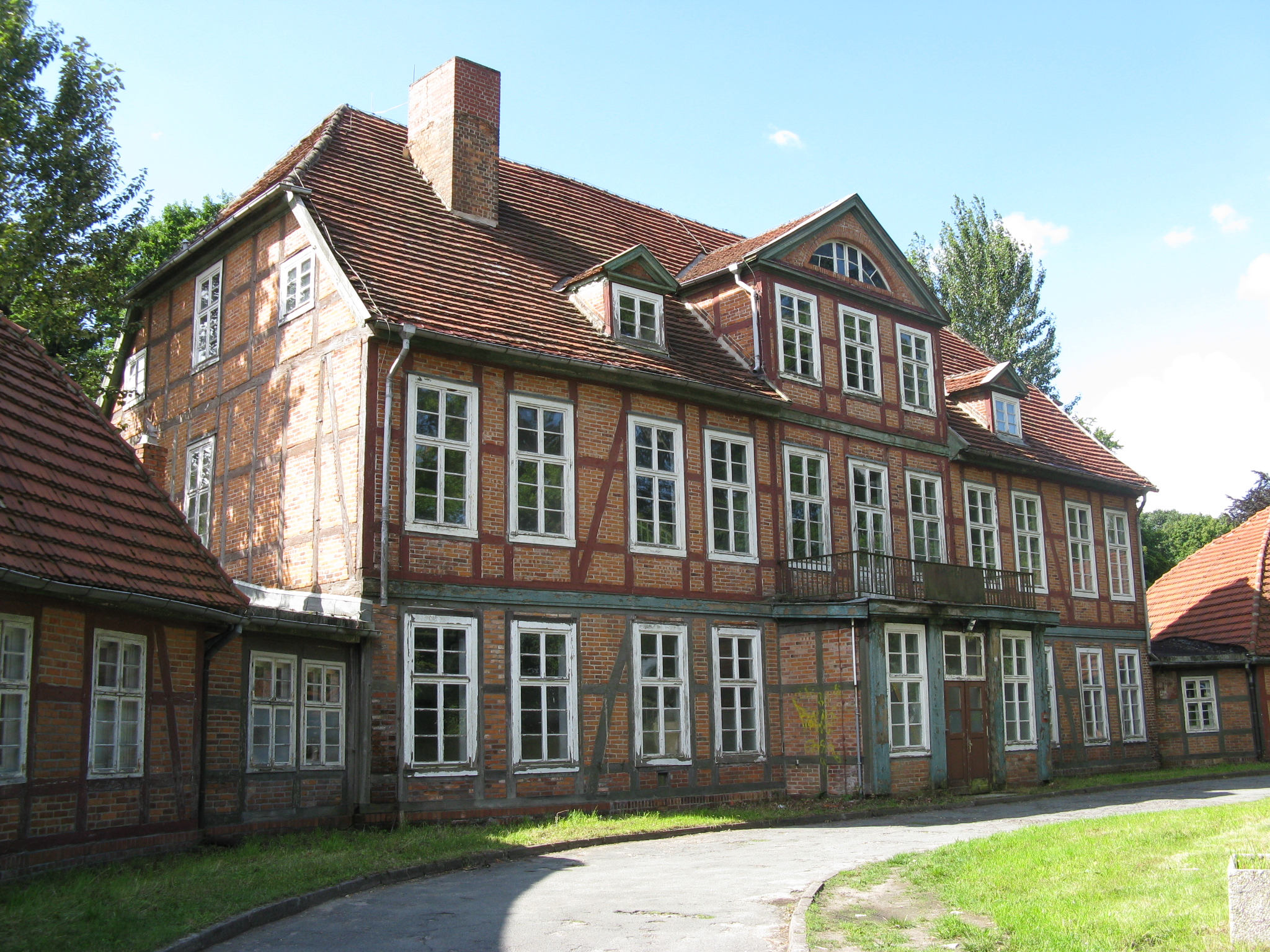
Jagdschloss Friedrichsthal
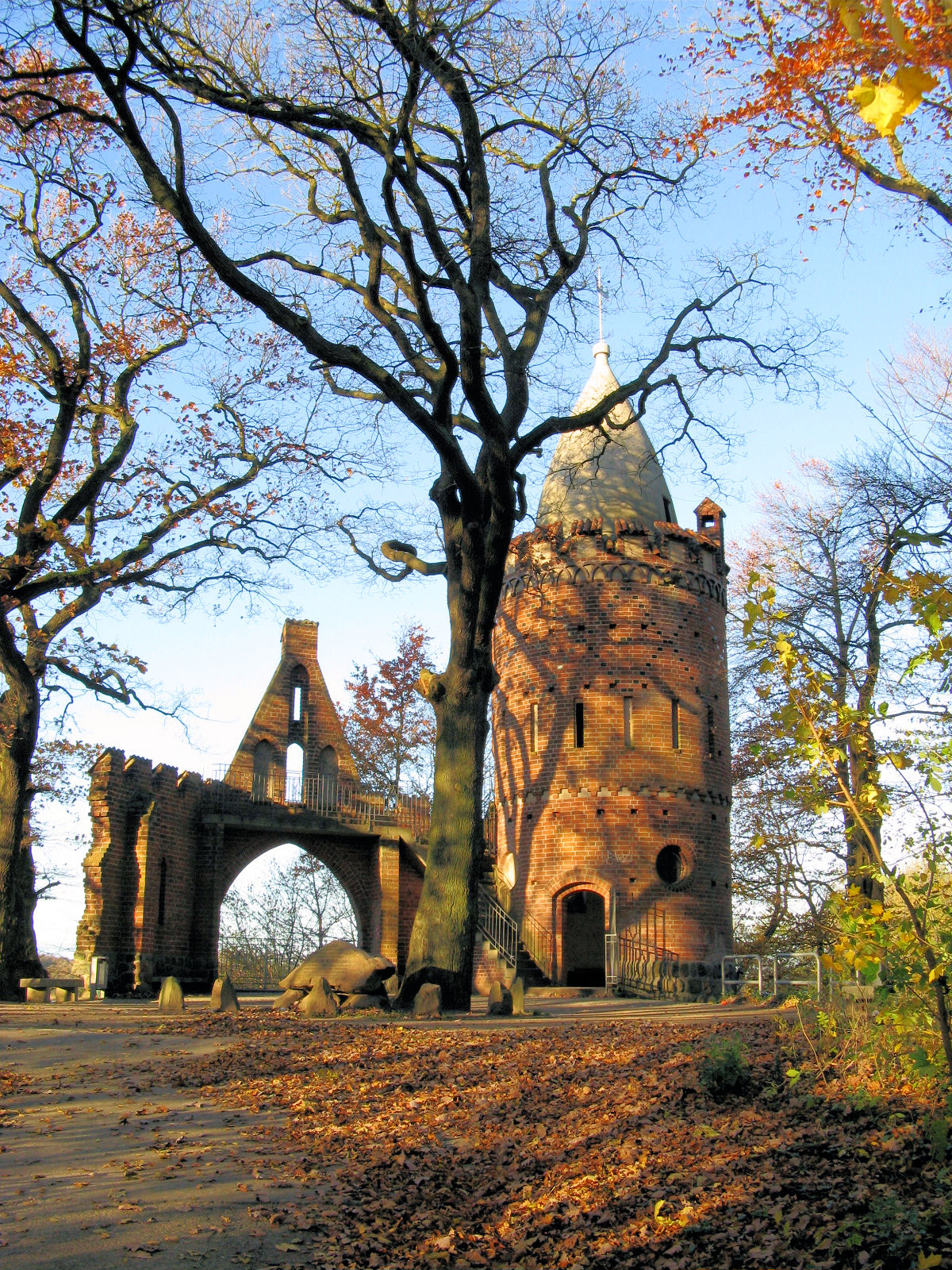
Reppiner Burg

### Denkmäler, Brunnen und Skulpturen

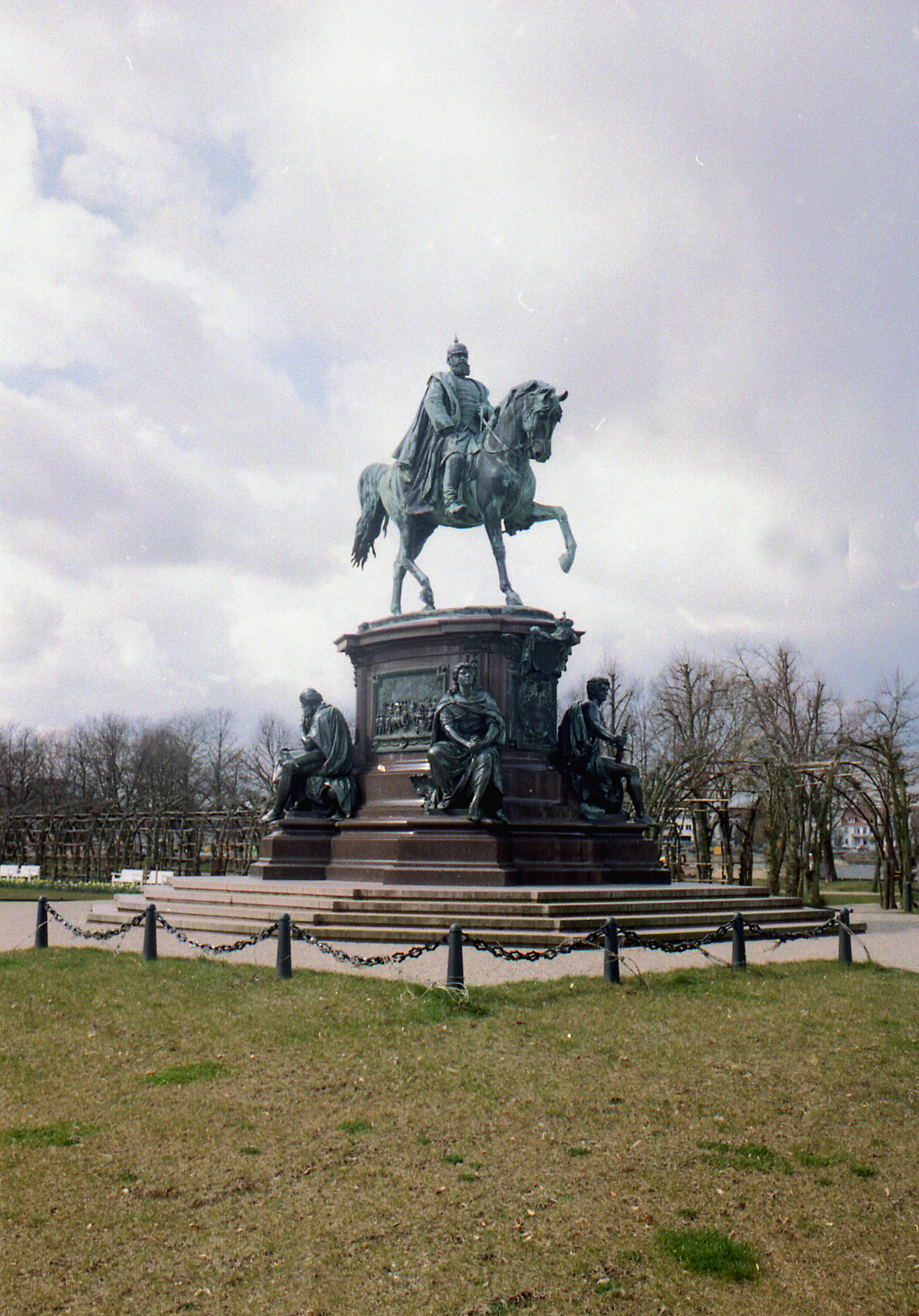
Reiterdenkmal Friedrich Franz II. im Schlossgarten

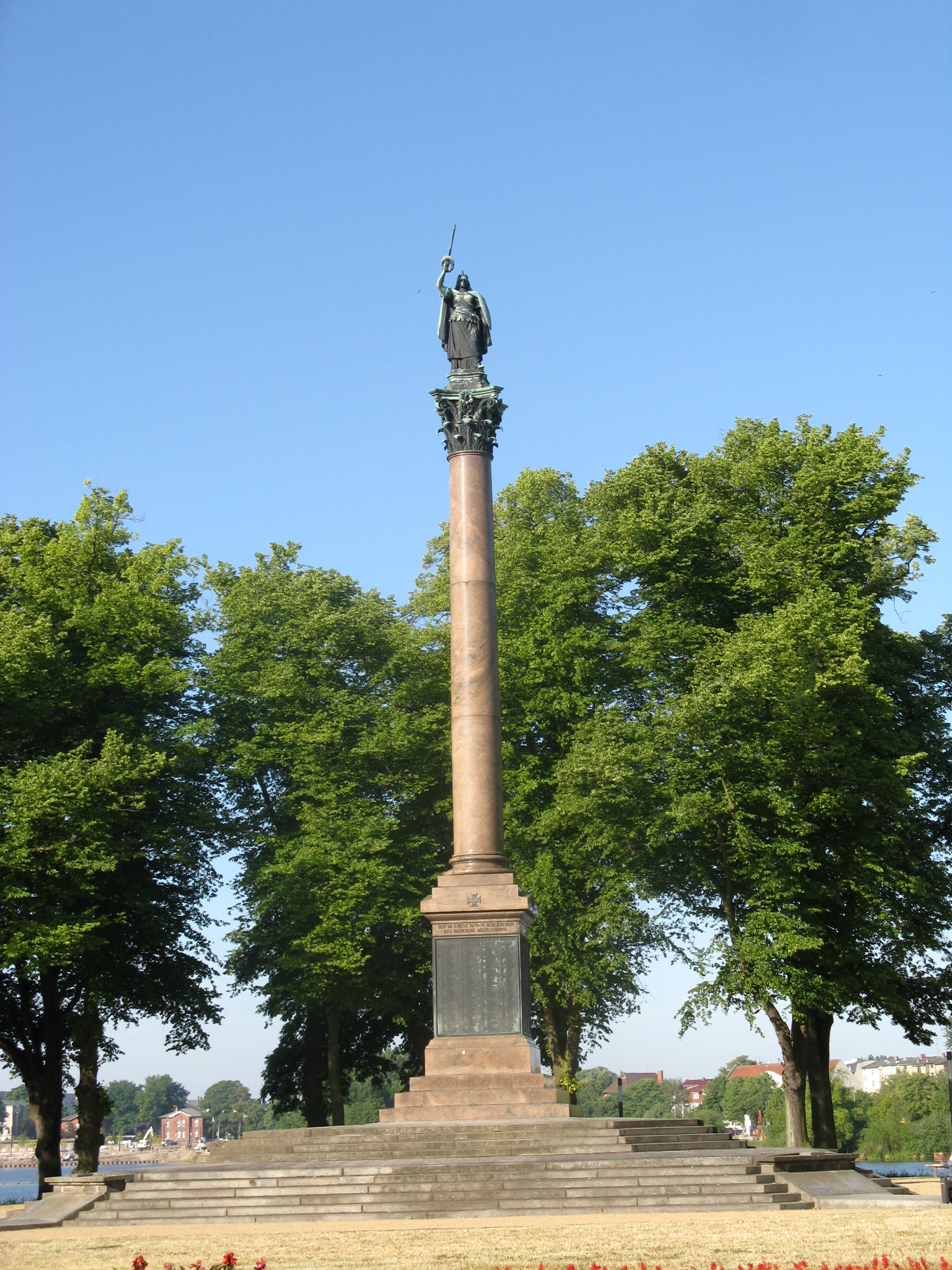
Siegessäule auf dem Alten Garten

Aus der Zeit Schwerins als Residenzstadt des Großherzogtums Mecklenburg-Schwerin sind drei künstlerisch wertvolle Denkmäler erhalten: das Bronzestandbild Großherzogs Paul Friedrich (1849 von Rauch) auf dem Alten Garten vor der Museumstreppe, das Reiterdenkmal Friedrich Franz II. (1893 von Brunow) im Schlossgarten und das Marmorstandbild der Großherzogin Alexandrine (1907 von Berwald) im Grünhausgarten. In der Stadt befinden sich überdies einige bemerkenswerte Denkmäler und Gedenksteine, u. a. für Friedrich Wilhelm Kücken (1885), Heinrich Schliemann (1895), Heinrich von Stephan (1898), Großherzogin Auguste (1905). Aus der Zeit der DDR stammt das westlichste noch bestehende Lenin-Standbild in Europa (1985 von Jaak Soans) im Stadtteil Mueßer Holz.
Die zahlreichen Schweriner Denkmäler, die in Zusammenhang mit den in der Stadt stationierten Regimentern und ihren Gefallenen standen, sind fast ausnahmslos nach 1945 zerstört worden. Als künstlerisch wertvoll blieben lediglich die Siegessäule für die Gefallenen von 1870/71 auf dem Alten Garten (1874 von Willebrand und Willgohs) und der Trauernde Soldat auf dem Gräberfeld von 1914/18 auf dem Alten Friedhof (1936/37 von Wilhelm Wandschneider) erhalten. Dagegen gibt es eine Reihe von Gedenkstätten für die Opfer des Zweiten Weltkrieges.
Im 18. und insbesondere Mitte des 19. Jahrhunderts sind im näheren Umfeld des Schlosses eine größere Anzahl von Skulpturen aufgestellt worden, von denen einige verschollen sind aber in den vergangenen Jahren rekonstruiert werden konnten. Weitere Skulpturen und Brunnen entstanden während der DDR-Zeit, hauptsächlich in den 1970er Jahren. Auch nach 1990 sind einige neue Kunstwerke öffentlich aufgestellt worden.

### Kunsthandwerk
Die in der Umgebung von Schwerin hergestellten Mecklenburger Strohbilder sind einfache, volkskundliche Bildkompositionen im realistischen Stil.

### Sonstige Sehenswürdigkeiten
- Die elf Seen auf dem Stadtgebiet mit ihren ufernahen Parkanlagen sowie den Naturerfahrungsräumen Seenatour, die Anlegestelle der Weißen Flotte in der Nähe des Schlosses, die Fahrgäste zur Insel Kaninchenwerder im Schweriner See bringt sind Anziehungspunkte.
- Schweriner Zoo.
- Haus der Kultur, Arsenalstraße 8 Ecke Mecklenburgstraße 2
- Der 2022 geschlossene Sportplatz Paulshöhe auf dem Ostorfer Hals war einer der ältesten Fußballplätze Norddeutschlands.

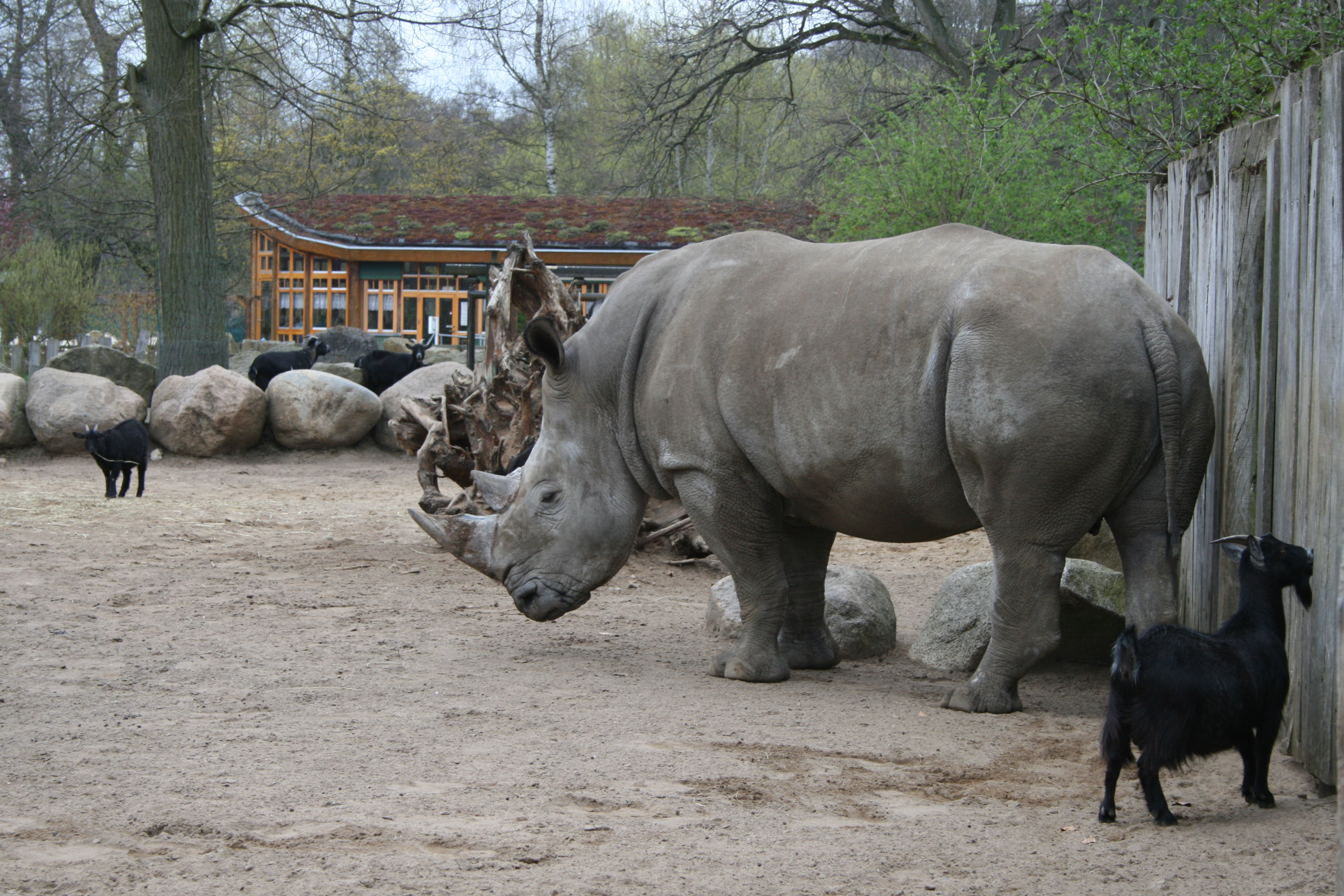
Schweriner Zoo
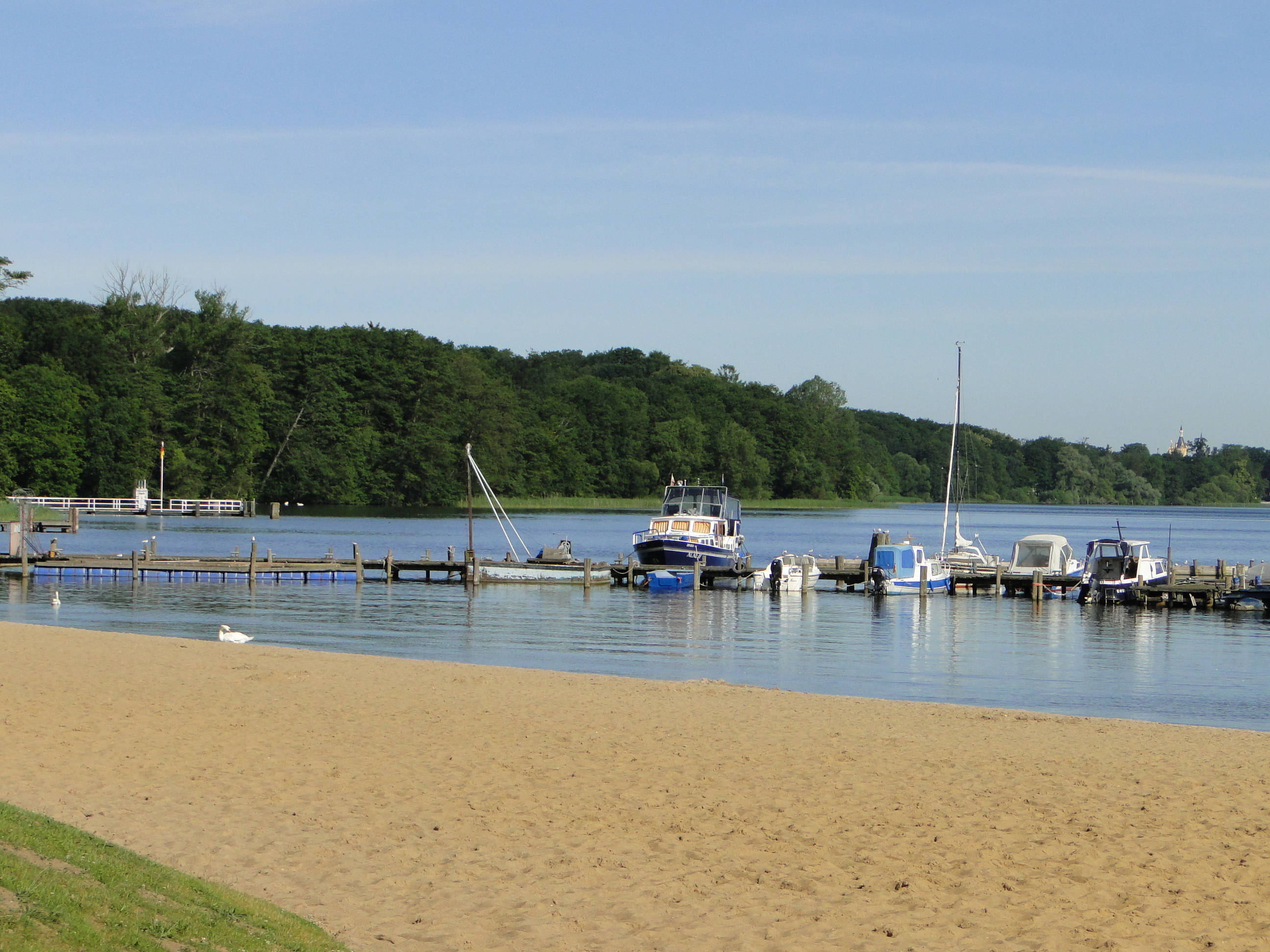
Strand in Schwerin-Zippendorf
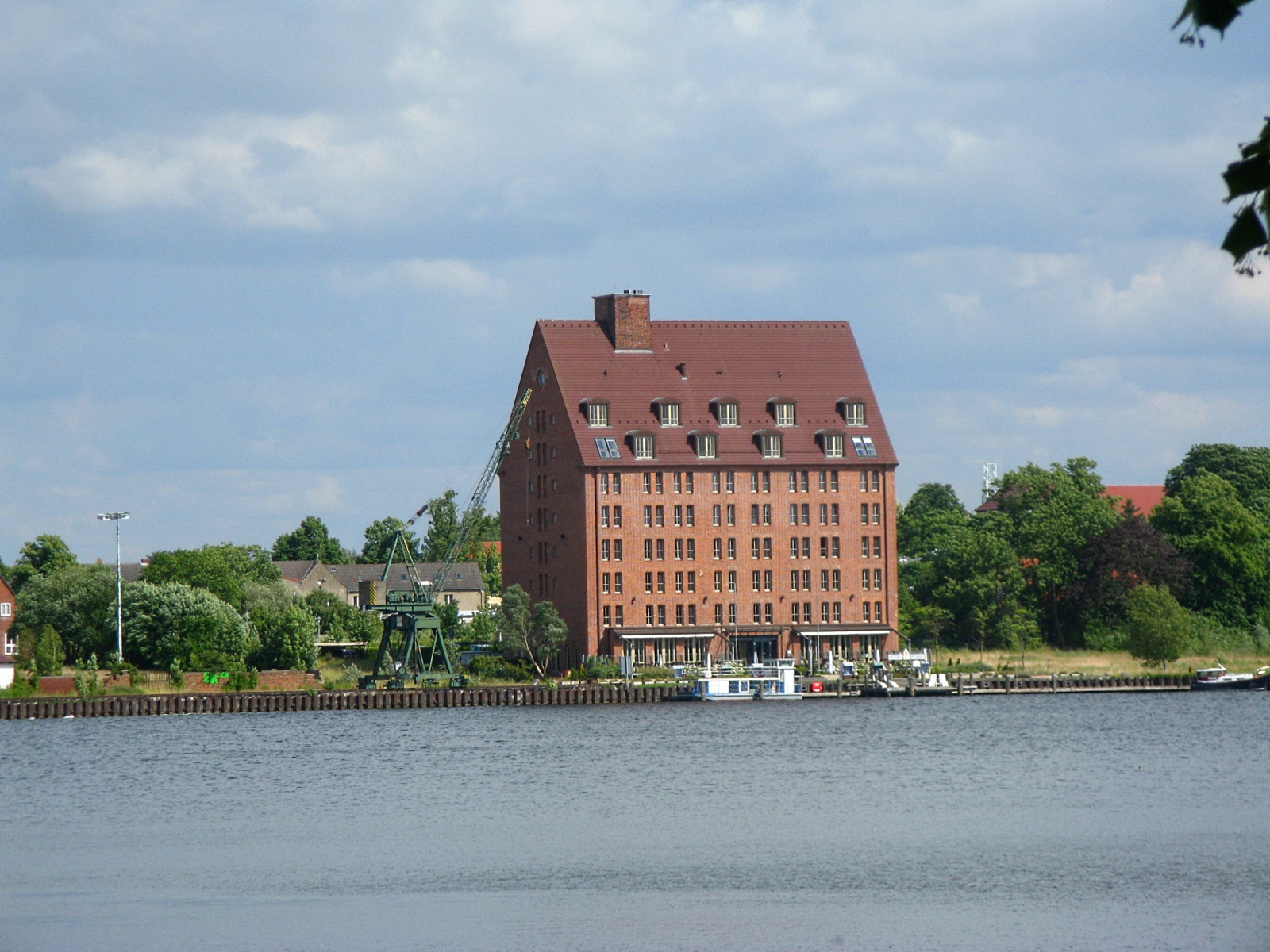
Hafen am Ziegelsee, mit ehemaligem Speicher und altem Kran
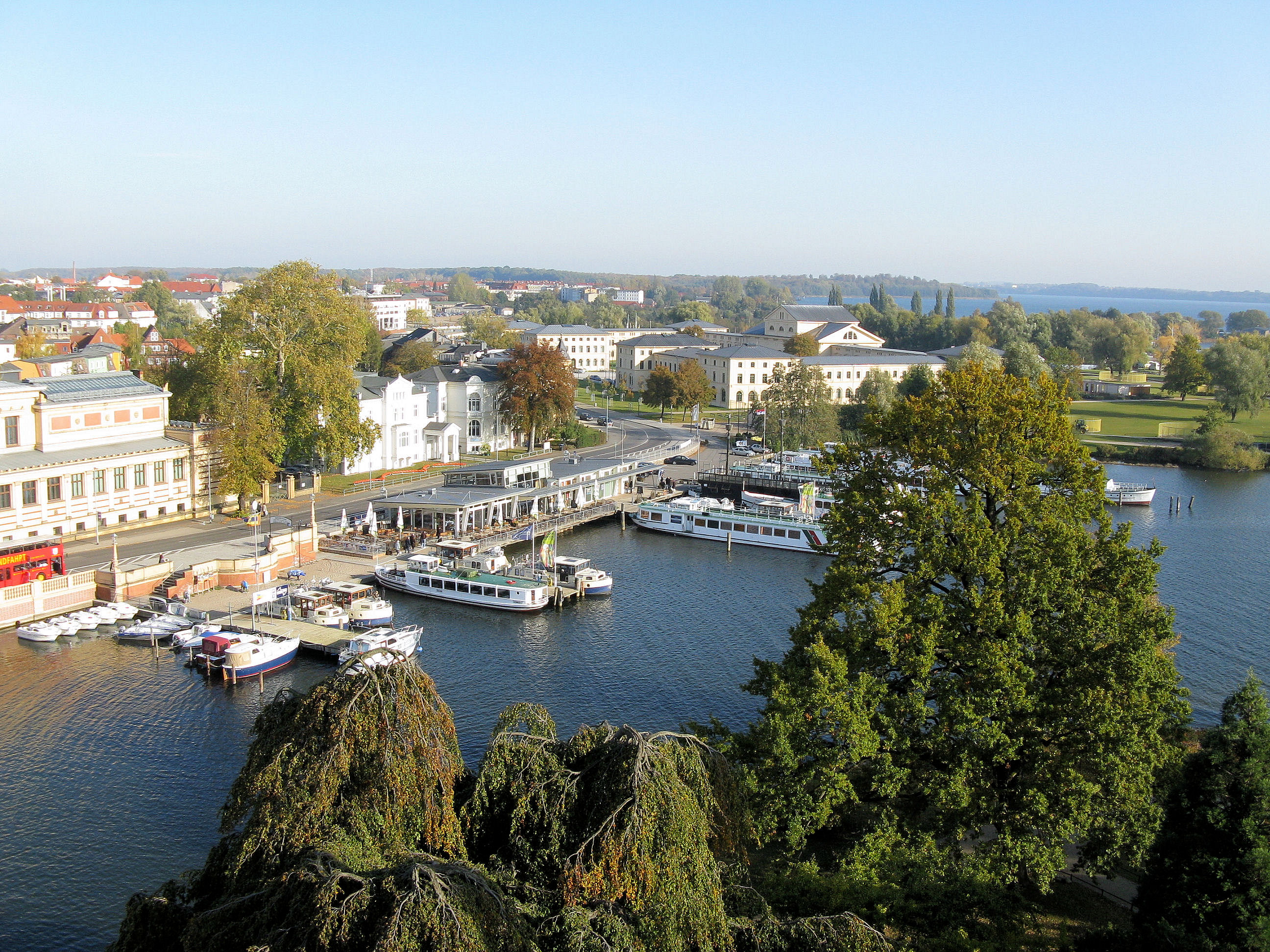
Anleger der Weißen Flotte beim Schloss
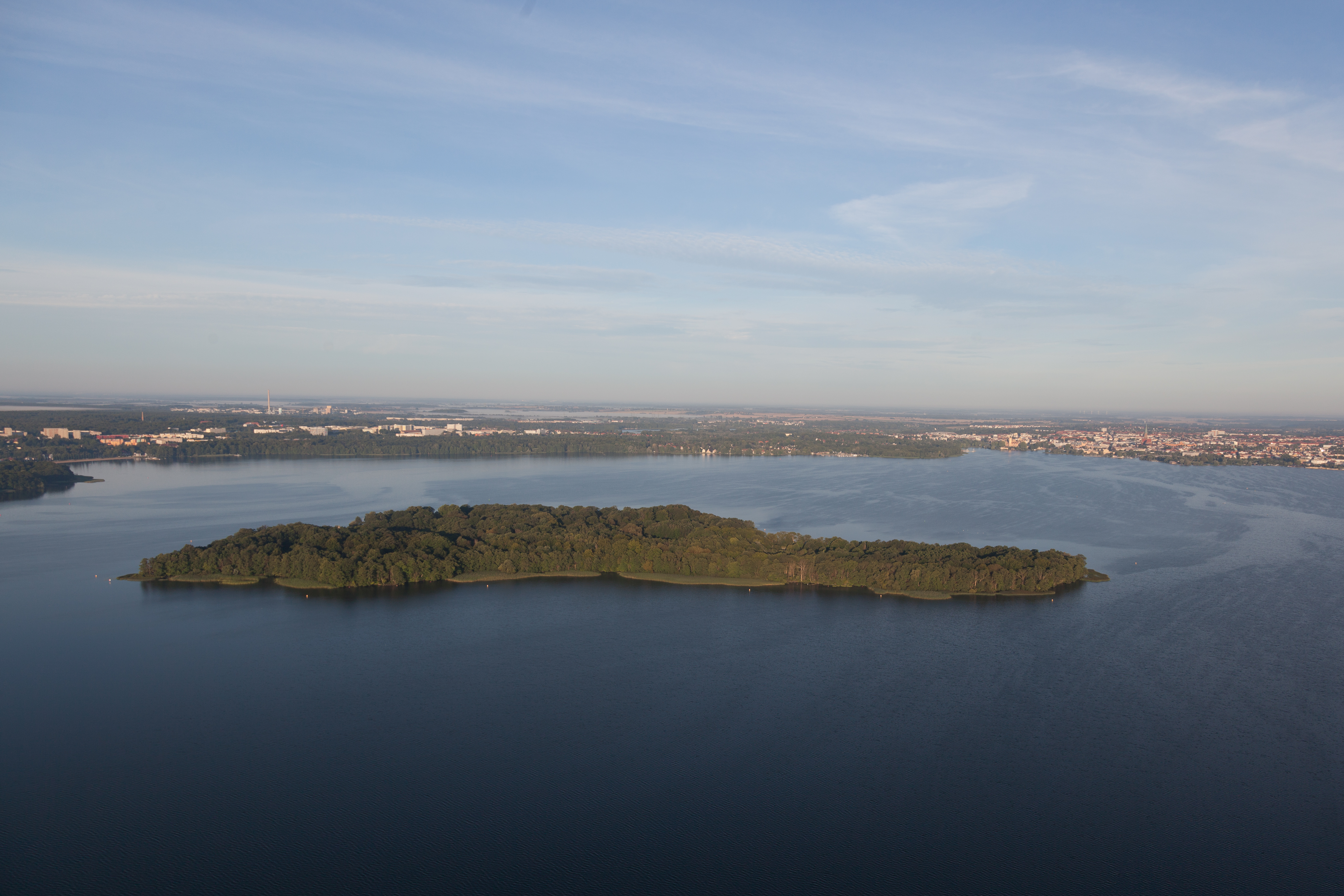
Insel Kaninchenwerder im Schweriner See
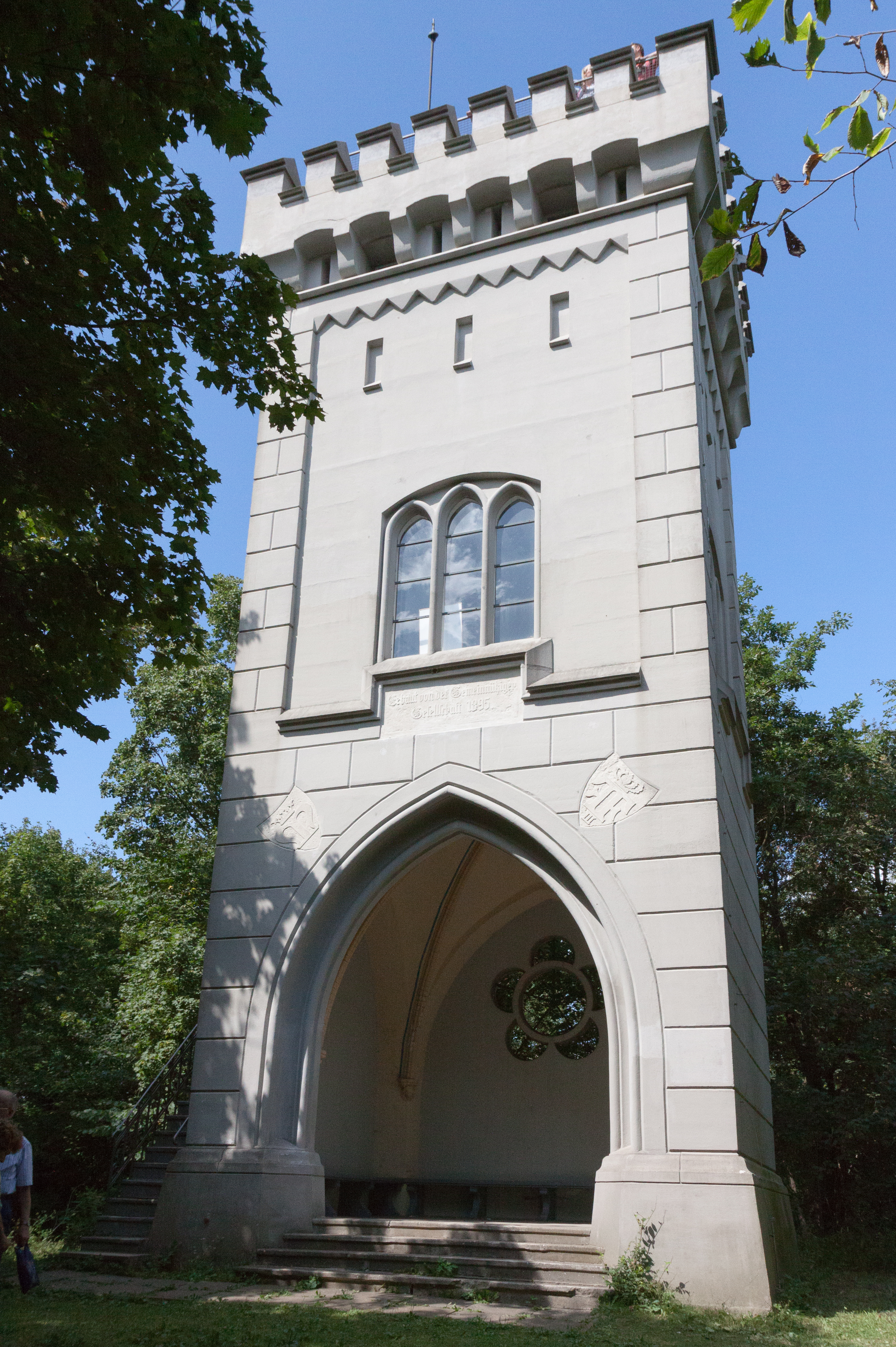
Aussichtsturm auf der Insel Kaninchenwerder

### Schutzgebiete
Im Stadtgebiet befinden sich drei ausgewiesene Naturschutzgebiete (Stand Februar 2017).

### Regelmäßige Veranstaltungen
Viele regelmäßige Veranstaltungen finden in Schwerin statt. So ist Schwerin einer der Spielorte der Festspiele Mecklenburg-Vorpommern. Der Schweriner Kultur- und Gartensommer ist eine Veranstaltungsreihe, die jährlich von Frühjahr bis Herbst stattfindet. Gärten, historische Gebäude und die Altstadt werden als Veranstaltungsorte genutzt, beispielsweise für Konzerte, Märkte, Shows, Kleinkunstfestivals, Ausstellungen und Theateraufführungen.
Im Mai findet das Filmkunstfest Mecklenburg-Vorpommern, die Flottenparade der Weißen Flotte und der Schweriner Nachtlauf statt, im Juni und Juli sind es der Töpfermarkt, die Schlossfestspiele (Freiluft-Oper, organisiert durch das Mecklenburgische Staatstheater), im Juli findet außerdem das größte Volkssportereignis in Mecklenburg-Vorpommern, der Fünf-Seen-Lauf, statt. Er gehört zu den zehn beliebtesten Läufen Deutschlands und findet immer am 1. Samstag im Juli mit Laufstrecken über 10, 15 und 30 Kilometer statt. Immer am letzten Juni-Wochenende findet der Schweriner Christopher Street Day (CSD) statt und bildet den Abschluss der Queeren Kulturtage in Westmecklenburg. Im August gibt es den jährlich stattfindenden Schreibwettbewerb der Stadt Schwerin und des Urgent-Verlags mit Publikation in der Schweriner Literaturzeitschrift „Reflexe“. Im September (1. Samstag) gibt es noch ein weiteres größeres Sportereignis – das Rosa Paddel. Als größte Paddelveranstaltung am Schweriner See (Länge ca. 17 km, 60–80 Teilnehmer) wird es seit 1979 vom SV Theater ausgerichtet. Es finden noch das Drachenbootfestival und das Altstadtfest statt. Im September gibt es als Sportveranstaltung den Zehnkampf für Jedermann und das Weinfest. Im Oktober gibt es die Interkulturellen Wochen und im November kommt der Lübecker Martensmann zum Martensmarkt nach Schwerin. Mit dem traditionellen Weihnachtsmarkt Der Stern im Norden endet das Veranstaltungsjahr.

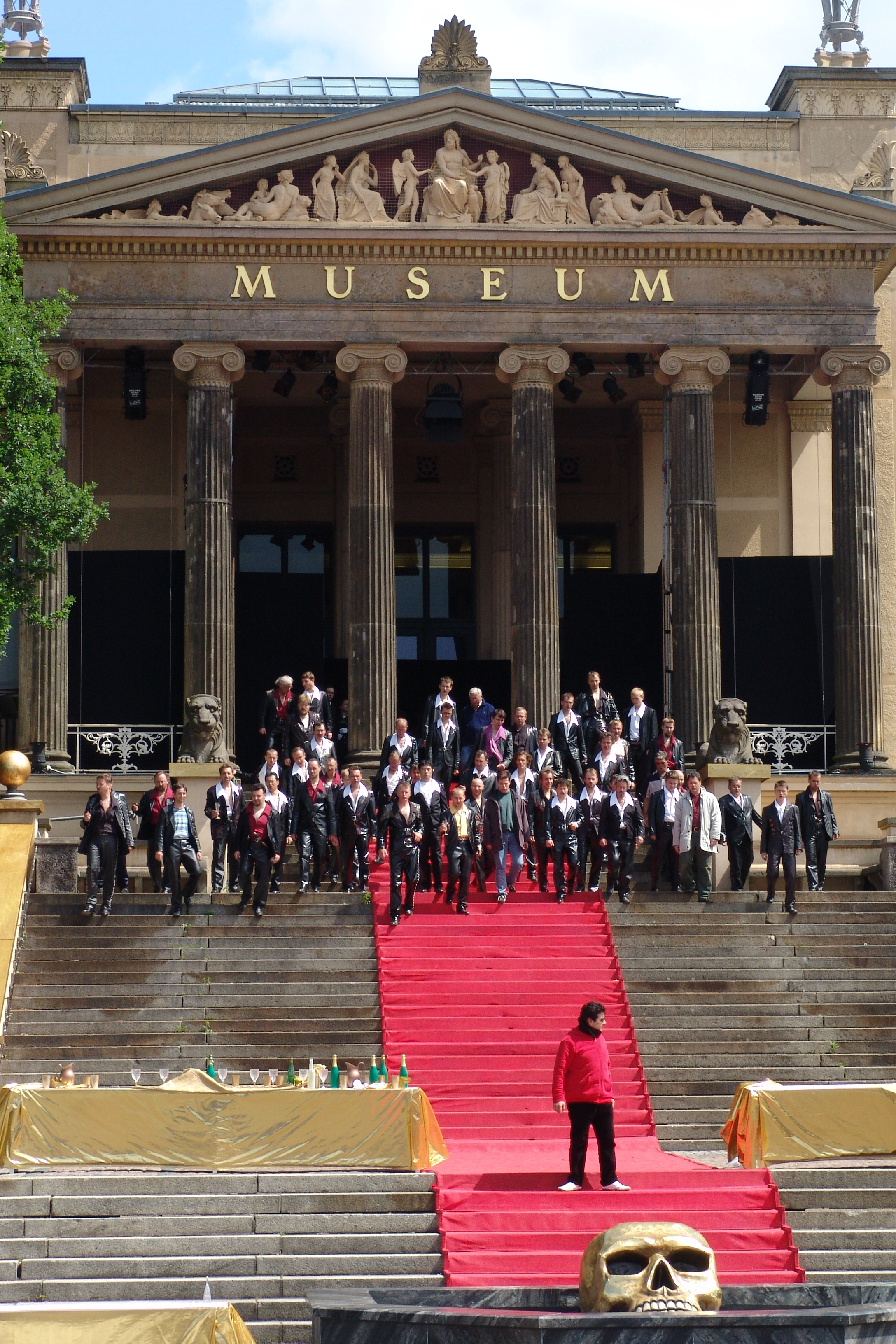
Freiluftoper (Rigoletto) des Staatstheaters auf der Treppe des Staatlichen Museums
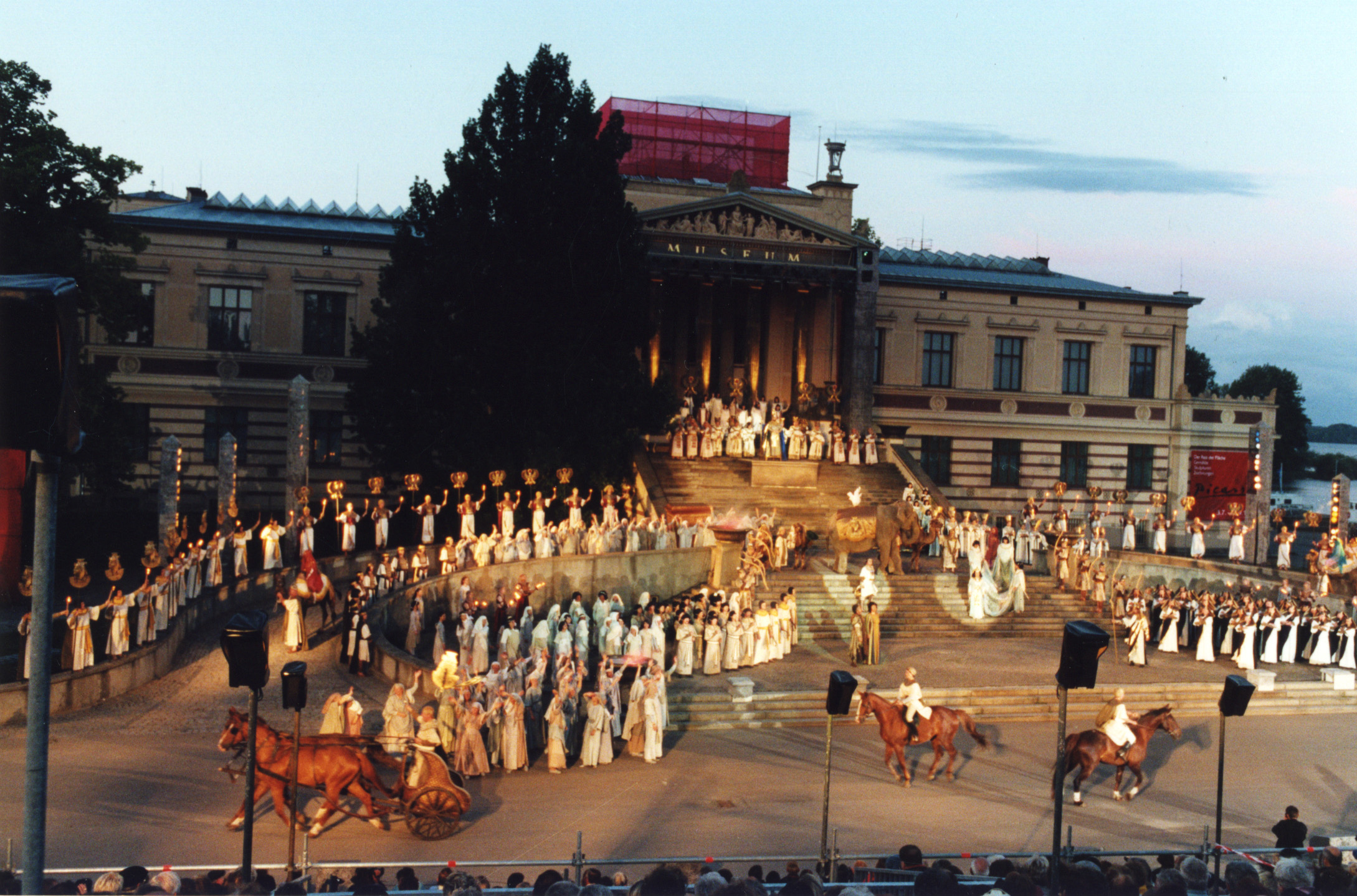
Alljährliche Schlossfestspiele Schwerin, Aida (1999)
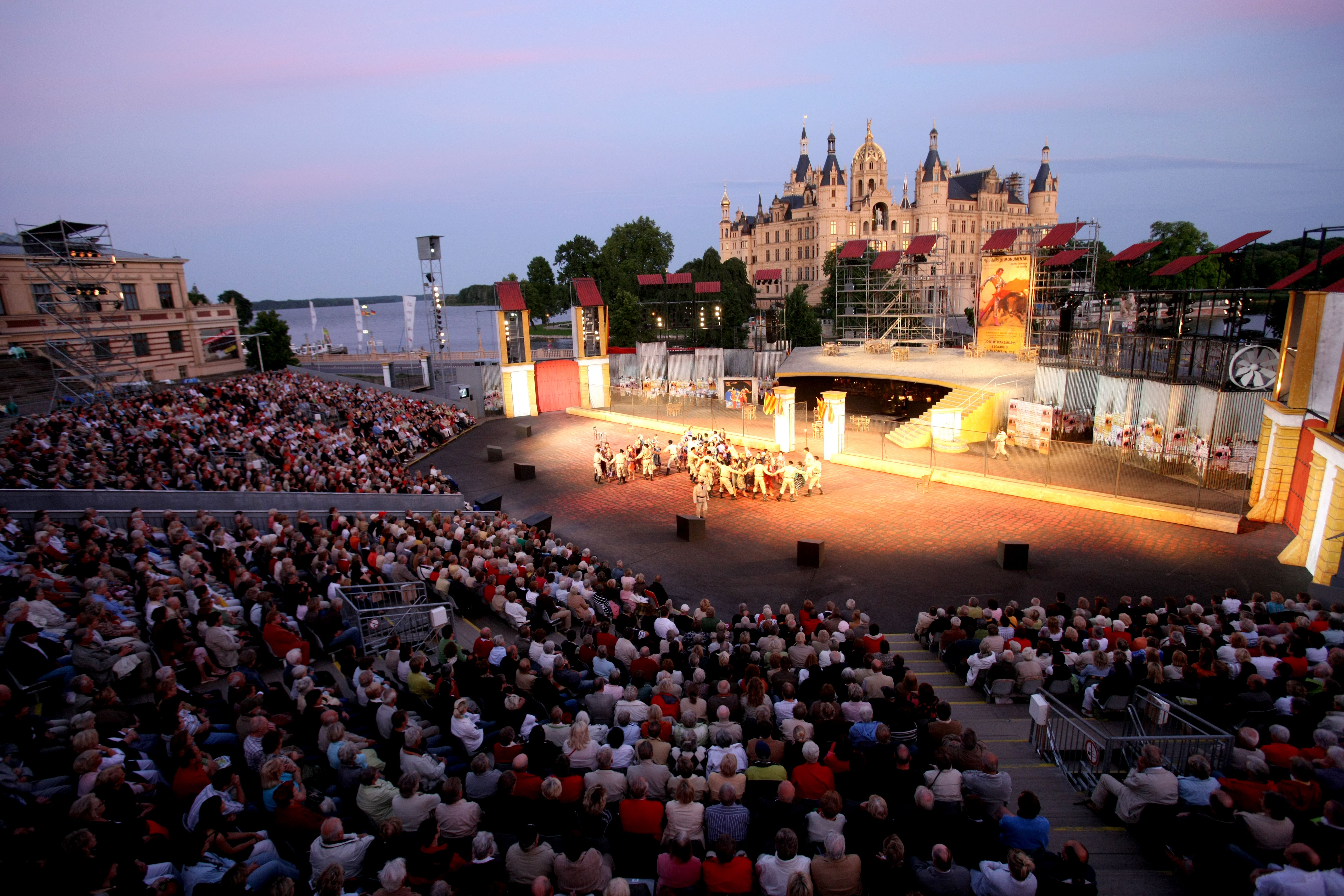
Schlossfestspiele, Carmen (2008)
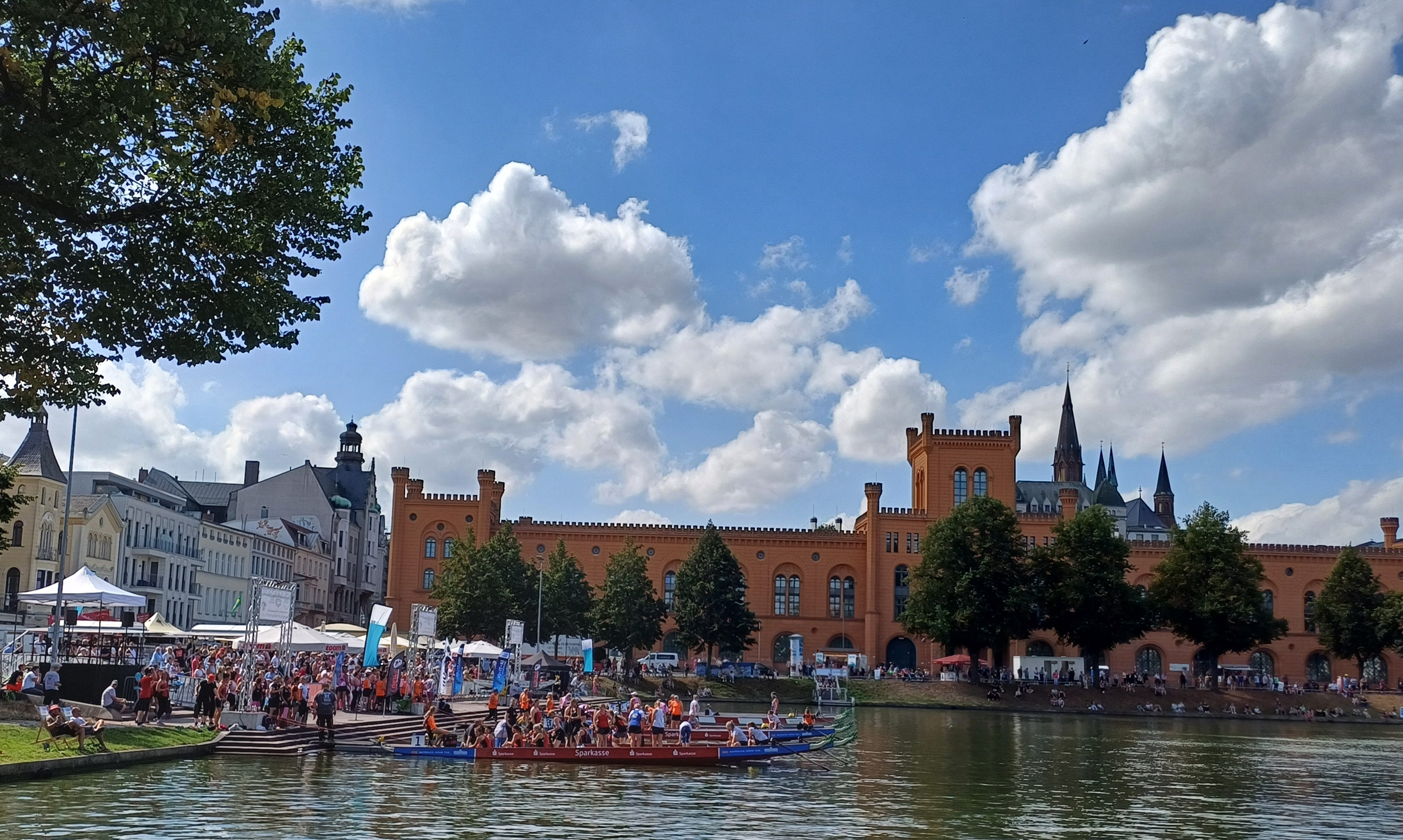
Drachenboot-Festival (2024)

Stadtjubiläen
Das Fest der Stadtgründung fiel bis 1846 mit dem Kirchweihfest des Domes am 9. September 1171 zusammen. Der Name des Festes war Die Kirchmeß und wurde als Jahrmarkt jährlich abgehalten. Der in Schweriner Archiven bis 1914 arbeitende Geschichtsforscher Wilhelm Jesse legte nach seinen Erkenntnissen das Gründungsdatum der Stadt in das Jahr 1160. Die Itinerarforschung schrieb er in seinem zweibändigen Buch Die Geschichte der Stadt Schwerin nieder. Neunzig Jahre galt das Werk als die Monographie über Schwerin. Das Gründungsdatum Schwerins wurde dadurch um elf Jahre auf 1160 vorverlegt.
- 1911 – 750-Jahr-Feier der Haupt- und Residenzstadt Schwerin
- 1935 – 775 Jahre, die NSDAP hielt mehrere Propagandafeiern ab, das Stadtjubiläum wurde nicht gefeiert[77]
- 1960 – 800-Jahr-Feier vom 4. bis 19. Juni
- 1985 – 825-Jahr-Feier vom 22. bis 23. Juni
- 2010 – 850-Jahr-Feier vom 4. bis 6. Juni

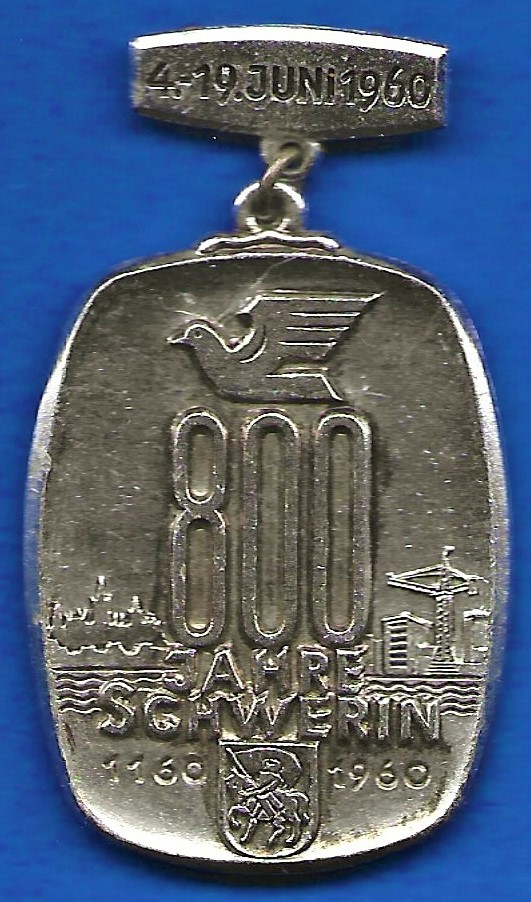
800 Jahre Schwerin Anstecker
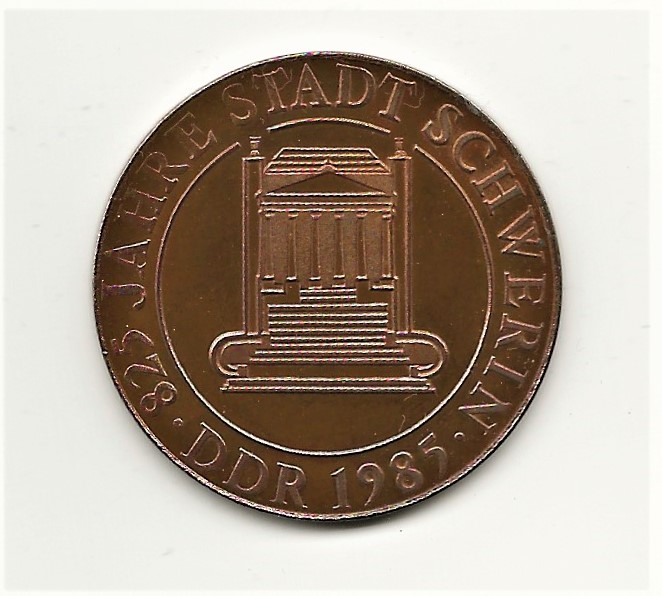
825 Jahre Schwerin, Gedenkmünze Staatliches Museum

### Orchester und Musikgruppen
| - Schweriner Philharmonie - Mecklenburgische Staatskapelle Schwerin - Das Auge Gottes - De Plattfööt - Debil (Band) | - Rammstein - Volxsturm - Gumbles - Neon Dogs |

### Sport

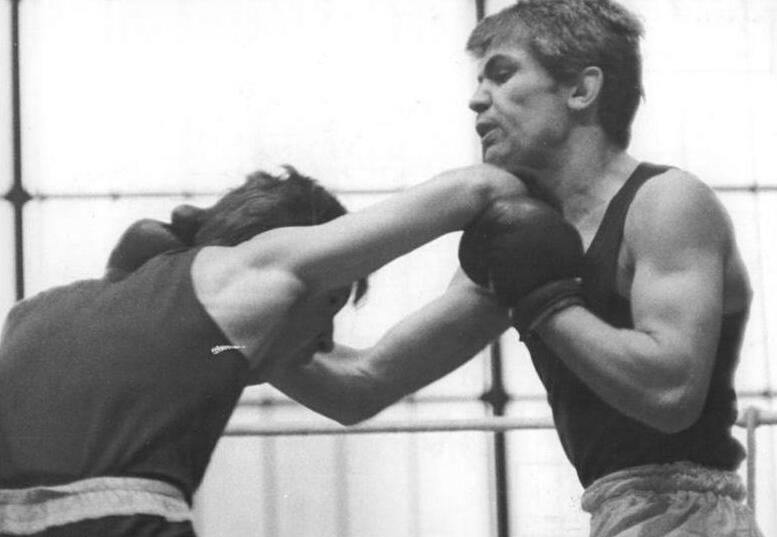
Boxkampf in der Schweriner Sport- und Kongresshalle, 1964

#### Vereine
Zu den bedeutendsten Vereinen zählen:
- Schweriner SC; mit vielen Erfolgen der Damenmannschaft im Volleyball in der ersten Bundesliga (12 Meistertitel, zuletzt 2018) sowie in der Champions League, im Europacup, Play-off und DVV-Pokal; sowie die Fußballabteilung des SSC, die seit 2009/10 in der Landesliga vertreten ist; der Vorgängerverein SC Traktor Schwerin legte die Grundlage für zahlreiche Erfolge auch im Boxen (u. a. mit Trainer Fritz Sdunek; † 2014),
- SV Mecklenburg Schwerin; seit 2012 in der 3. Handball-Liga, seine Heimstätte ist die Sport- und Kongresshalle Schwerin (der bis 2012 bestehende Vorgänger SV Post Schwerin spielte in der Handball-Bundesliga und 2. Handball-Bundesliga),
- SV Grün-Weiß Schwerin; die Handballfrauen seit 2011 in der dritten Liga
- FC Mecklenburg Schwerin; mehrere Spielzeiten in der NOFV-Oberliga Nord (4. bzw. 5. Liga), Heimstätte ist der Sportpark Lankow (Verein von 2013 als Vereinigung des FC Eintracht Schwerin mit dem Förderverein FCM Schwerin),
- BSC Schwerin; im Boxen mehrfach in der Bundesliga vertreten,
- ESV Schwerin im Faustball ist in der 1. Bundesliga (Frauen) und 2. Bundesliga (Männer) vertreten,
- SG Dynamo Schwerin, (Fußball, Leichtathletik, Kraftsport),
- Neumühler SV,
- FSV 02 Schwerin,
- Kanurenngemeinschaft Schwerin, u. a. am Faulen-See-Kanusport
- TriSport Schwerin ein Triathlon-Verein; ein Damen-Team seit 1995 in der 2. Bundesliga vertreten; einige Athleten starteten beim Ironman Hawaii
- Tanzsportcentrum (TSC) Schwerin in der Sporthalle Mueßer Holz mit der Abteilung Rollstuhltanz,
- Tanzsportverein (TSV) Blau Gelb Schwerin
- Sportfreunde Schwerin (Fußball)

#### Albert-Richter-Kampfbahn
Nach dem Zweiten Weltkrieg baute die Rote Armee am Ostufer des Burgsees eine Pferderennbahn. Später wurde die Bahn in Albert-Richter-Kampfbahn umbenannt, nach dem Kölner Radsportler, der 1940 mutmaßlich von der Gestapo ermordet worden war. Am 15. Juli 1950 wurde die nun dort befindliche Aschenbahn mit überhöhten Kursen eröffnet, 1951 ein Albert-Richter-Gedenkrennen vor mehreren Tausend Besuchern ausgetragen. Im selben Jahr wurden auf dem Platz die Landesmeisterschaften im Boxen ausgetragen. Später wurde in der Kampfbahn auch
Fußball und Boule gespielt. Die Sportstätte wurde mehrmals renoviert, 2005 musste sie der Bundesgartenschau weichen. Bis in die 1980er Jahre hinein existierte in Halle eine Sportstätte gleichen Namens.

#### Radsport
Der Radsport war nach 1945 ein Sportereignis, das tausende Menschen in seinen Bann zog. Bereits 1947 hatten radsportbegeistere Schweriner mit Hilfe des Oberbürgermeisters Christoph Seitz das Radrennen Rund um den Pfaffenteich aus der Taufe gehoben. Es sollte sich zu einem Traditionsrennen in Mecklenburg, zumindest bis in die sechziger Jahre entwickeln. Der Sieger des ersten Rennens am 1. Juni 1947 hieß Rolf Haberecht und war der damalige Lokalmatador und der Besitzer des ersten Fahrradgeschäftes in Schwerin. In die Liste der Sieger trugen sich in den folgenden Jahren auch bekannte Radrennfahrer ein: Dieter Lüder aus Berlin (1955), der bekannte Sieger der Internationalen Friedensfahrt von 1960 Erich Hagen aus Leipzig (1960), der später tödlich verunglückte Manfred Brüning aus Berlin (1962), der Friedensfahrtsieger von 1963 Klaus Ampler (1963) und schließlich gewann 1997 auch Tour-de-France-Sieger Jan Ullrich am Pfaffenteich. Mehrfach war der Kurs auch Etappenziel der DDR-Rundfahrt.

## Wirtschaft und Infrastruktur

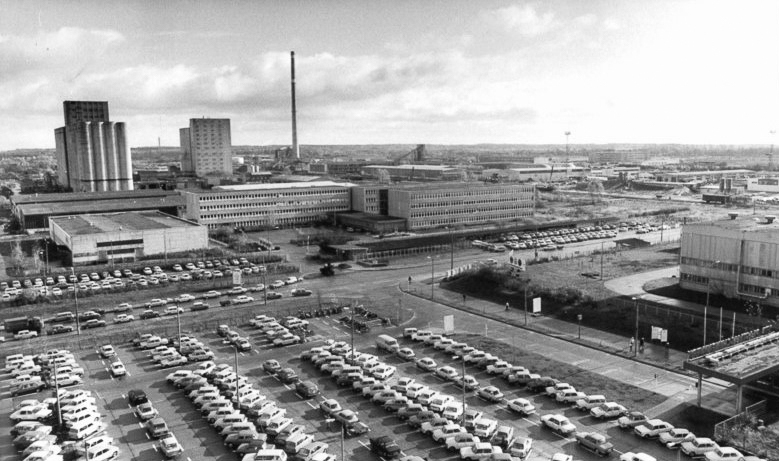
Industriekomplex Schwerin Süd: Plastmaschinen-, Lederwaren- und Hydraulikwerk beschäftigten hier im Jahr 1986 rund 10.000 Menschen.

### Allgemeine Wirtschaftsdaten
Wirtschaftszweige im produzierenden Gewerbe sind unter anderem: Braugewerbe, Nahrungsmittelindustrie, Kabelfertigung, Kunststoffverarbeitung und Maschinenbau. Darüber hinaus bieten das Dienstleistungsgewerbe, wie z. B. Callcenter, die Gesundheitswirtschaft, die Medizintechnik, zahlreiche Einzelhandelsunternehmen und das Handwerk Beschäftigung. Der größte Anteil der Beschäftigten arbeitet in der öffentlichen Verwaltung (einschließlich Sozialversicherung, Bildung/Erziehung und Verteidigung). Die Stadt zählt 5.148 IHK-zugehörige Unternehmen sowie 1.095 in der HWK eingetragene Handwerksbetriebe (Stand 31. Dezember 2016). Im Jahr 2016 wurden 634 Gewerbeanmeldungen, 614 Gewerbeabmeldungen sowie 447 Gewerbeummeldungen verzeichnet.
Am Arbeitsort Schwerin gab es am 30. September 2010 47.527 sozialversicherungspflichtig Beschäftigte, davon 20.413 Männer und 27.114 Frauen. Zum 31. Dezember 2016 betrug die Gesamtzahl der sozialversicherungspflichtig Beschäftigten mit Arbeitsort Schwerin 50.450. Im Juni 2017 gab es 4.334 Arbeitslose in Schwerin, was einer Arbeitslosenquote von 8,9 % der abh. zivilen Erwerbspersonen entspricht. 25.679 Menschen pendelten zur Ausübung ihrer Arbeit in die Stadt, 10.456 Schweriner Einwohner arbeiteten außerhalb (Stand 30. Juni 2016). Einpendler leben überwiegend in den angrenzenden Landkreisen Ludwigslust-Parchim und Nordwestmecklenburg. Ein großer Teil der Auspendler arbeitet in diesen Landkreisen. Außerhalb Mecklenburg-Vorpommerns sind die meisten Auspendler in Hamburg (1388 Personen) und Schleswig-Holstein (852 Personen) beschäftigt. Die Arbeitslosenquote lag im Dezember 2018 bei 8,5 % und damit über dem Durchschnitt von Mecklenburg-Vorpommern von 7,6 %.
Mit durchschnittlich 14.911 Euro hatten die Schweriner Bürger 2005 das höchste Netto-Jahreseinkommen Mecklenburg-Vorpommerns. In der Statistik enthalten sind auch Sozialleistungen und Renten. Das durchschnittliche verfügbare Einkommen in Mecklenburg-Vorpommern betrug 13.953 Euro, im Bundesdurchschnitt standen 17.702 Euro zur Verfügung. Zehn Jahre später, im Jahr 2015, betrug die Kaufkraft pro Kopf durchschnittlich 17.986 Euro und das BIP pro Einwohner 37.694 Euro.
Im Jahre 2016 erbrachte Schwerin innerhalb der Stadtgrenzen ein Bruttoinlandsprodukt (BIP) von 3,553 Milliarden €. Das BIP pro Kopf lag im selben Jahr bei 36.917 € (Mecklenburg-Vorpommern: 25.454 €, Deutschland 38.180 €). Das BIP je Erwerbsperson beträgt 54.256 €. 2016 wuchs das BIP der Stadt nominell um 2,8 %, im Vorjahr betrug das Wachstum 2,1 %. In der Stadt waren 2016 ca. 65.500 Erwerbstätige beschäftigt.
Im Zukunftsatlas 2019 wird Schwerin auf Rang 347 von 401 kreisfreien Städten und Landkreisen gelistet.

### Ansässige Unternehmen

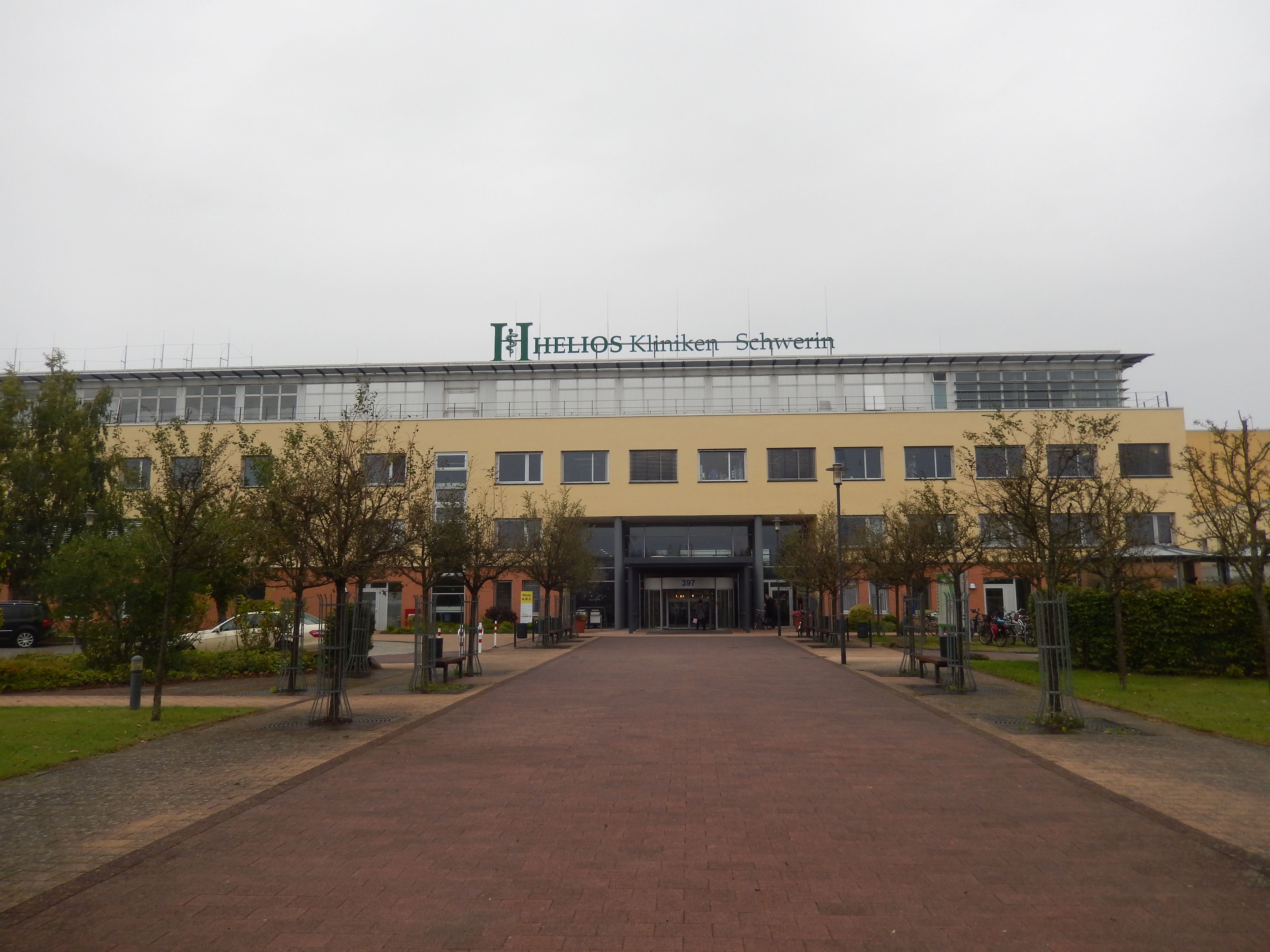
Helios Kliniken Schwerin

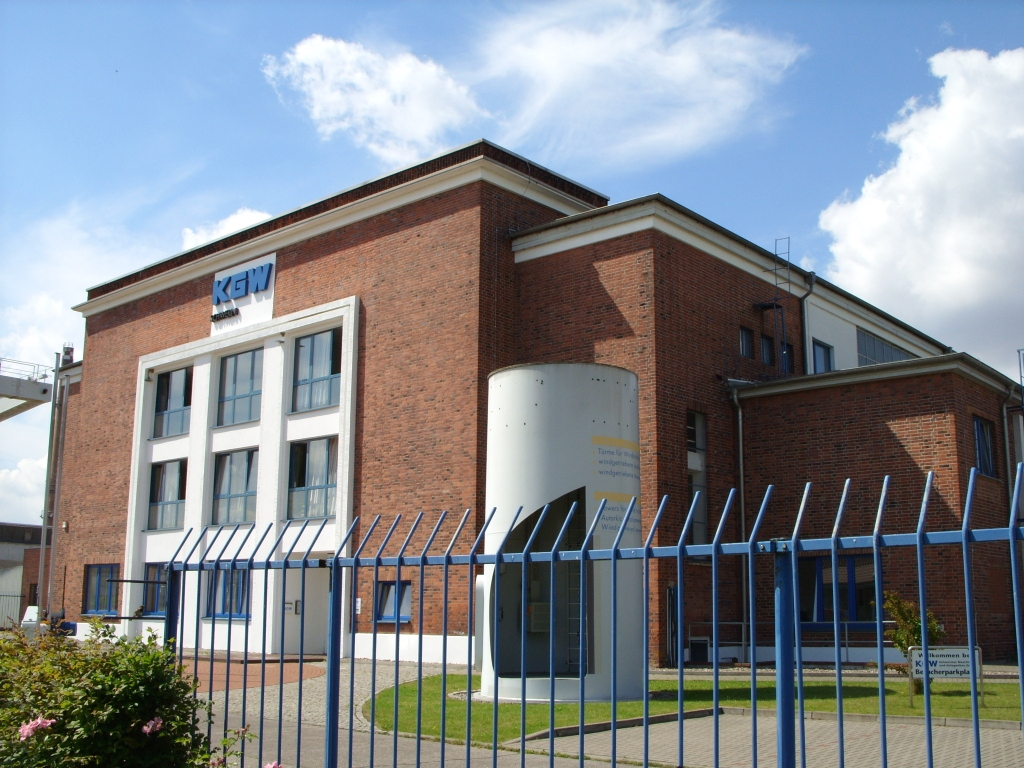
Gebäude der KGW Schweriner Maschinen- und Anlagenbau GmbH

- Die Deutsche Bahn AG ist in Schwerin u. a. mit DB InfraGO, DB Dialog und DB Schenker vertreten.
- Die Deutsche Post AG betreibt in Pampow, das zum Landkreis Ludwigslust-Parchim gehört, eines ihrer 82 Briefzentren in Deutschland.
- Die Helios Kliniken Schwerin beschäftigen über 2000 Arbeitnehmer.
- Die Mubea Aviation, im Gewerbegebiet Göhrener Tannen, produziert seit 2006 mit 270 Mitarbeitern Zulieferteile für Airbus.
- Die Linda Waschmittel GmbH & Co. KG, die unter anderem Linda Neutral herstellt.
- Die KGW Schweriner Maschinen- und Anlagenbau GmbH und der KGW Marine GmbH produzieren Türme für Windkraftanlagen, Schiffszubehör und Umwelttechnik.
- Die Maplan Schwerin GmbH fertigt Maschinenbauteile für die Kunststoffverarbeitung.
- Das Kabelwerk der Prysmian Cable and Systems, zuvor bei Siemens und Pirelli, fertigt Mittelspannungs- und Installationskabel.
- Die Schoeller Allibert und die United Caps sind in der Kunststoffverarbeitung tätig.
- Die aus den Stadtwerken Schwerin ausgegliederte Energieversorgung Schwerin und die WEMAG sind regionale Energieversorger.
- Die buw Holding, ein Kommunikationsdienstleister, beschäftigt am Standort Schwerin rund 670 Mitarbeiter.
- Nestlé Deutschland produziert im Gewerbegebiet Göhrener Tannen Dolce-Gusto-Kaffeekapseln.[86] Derzeit arbeiten hier 350 Arbeiter.
- Die WGS Schwerin ist mit rund 10.000 Wohnungen die größte Wohnungsgesellschaft in Schwerin.
- Invest in Mecklenburg-Vorpommern ist eine Wirtschaftsfördergesellschaft mit Hauptsitz in Schwerin.
- Die ZIM Aircraft Seating produziert Flugzeugsitze für die Luftfahrtindustrie.
- Die Ypsomed Produktion GmbH hat ein neues Werk zur Produktion von Medizintechnik errichtet.
- Landesförderinstitut Mecklenburg-Vorpommern

### Medien

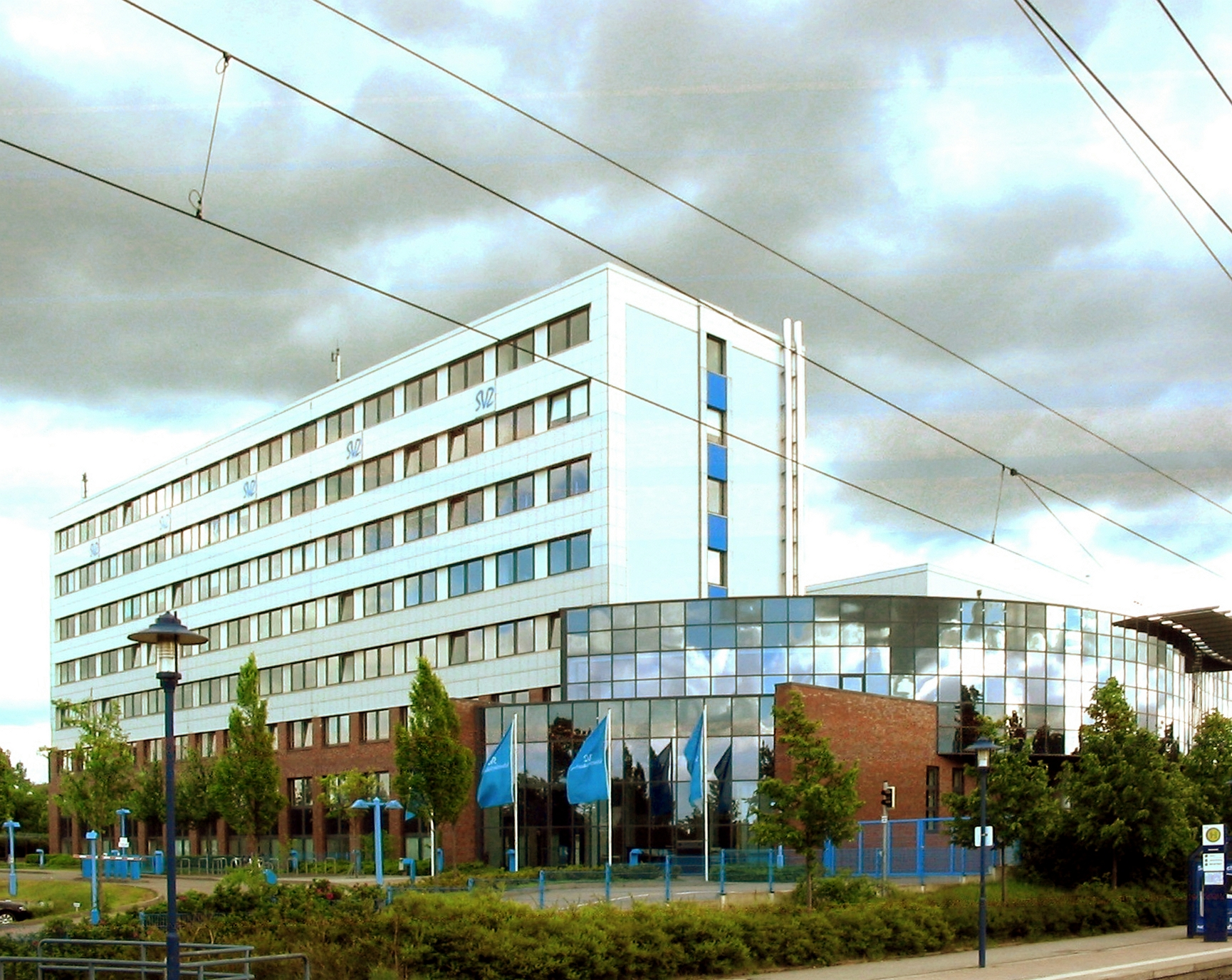
Verlagshaus der Schweriner Volkszeitung

In Schwerin erscheint täglich von Montag bis Samstag die Schweriner Volkszeitung, die hier ihren Hauptsitz hat. Außerdem werden wöchentlich Anzeigenzeitungen mit regionaler Berichterstattung, wie der Schweriner Kurier, der Blitz und der Schweriner Express (halbwöchentlich) herausgegeben.
Das Landesfunkhaus des Norddeutschen Rundfunks (NDR) befindet sich in der Schloßgartenallee und produziert neben überregionalen Beiträgen das Nordmagazin, das Regionalprogramm des NDR Fernsehens für Mecklenburg-Vorpommern, und das Programm des Radiosenders NDR 1 Radio MV. Der private Lokalsender TV Schwerin und der öffentlich-rechtlich finanzierte offene Kanal namens FiSCH-TV verbreiten ihr Programm im Schweriner Kabelnetz. Zudem ist seit 2012 der privat betriebene, landesweite Fernsehsender MV1 empfangbar. Sendeeinrichtungen für Rundfunk und Fernsehen befinden sich im Stadtteil Neu Zippendorf in Form des 136 Meter hohen Schweriner Fernsehturms für Richtfunk und eines 273 Meter hohen Sendemastes für UKW, DAB und DVB-T.
Aus Plate, wenige Kilometer südöstlich von Schwerin, sendete von 1993 bis 2016 der private Radiosender Antenne MV, seit 2016 aus Rostock. Aus Rostock ist zudem das zweite große Privatradio des Landes -Ostseewelle- zu empfangen.
Online ergänzen fünf reichweitenstarke Nachrichtenmagazine das Medienangebot: StadtLandOnline, Schwerin Lokal, Die Schweriner, SN Aktuell und Schwerin News.

#### Schwerin als Drehort
Schwerin diente bereits für mehrere Spielfilme als Drehort:
- 1953: Die Störenfriede (DEFA-Kinderfilm, Regie: Wolfgang Schleif)
- 1974: Liebe mit 16 (DEFA-Spielfilm, Regie: Herrmann Zschoche)
- 1974: Aus meiner Kindheit (DEFA-Kinderfilm, Regie: Bernhard Stephan)
- 1977: Eine vollkommen erlogene Geschichte (Fernsehen der DDR, Regie: Gunter Friedrich)
- 1979: Seitensprung (DEFA-Spielfilm, Regie: Evelyn Schmidt)
- 1982: Taubenjule (DEFA-Kinderfilm, Regie: Hans Kratzert)
- 1986: Alfons Zitterbacke (sechsteilige DFF-Fernsehserie, Regie: Andreas Schreiber)
- 1993–2009: Polizeiruf 110 (Kriminalfilmreihe u. a. mit Uwe Steimle, Felix Eitner, Henry Hübchen und Jürgen Schmidt)
- 2003–2007: Solo für Schwarz (ZDF-Fernsehserie mit Barbara Rudnik, Regie: Martin Eigler)
- 2015: Anderst schön (deutscher Fernsehfilm, Regie: Bartosz Werner)
- 2017: Kingsman: The Golden Circle (britisch-US-amerikanische Agentenkomödie, Regie: Matthew Vaughn)
- 2021: Die Toten von Marnow (ARD: Krimi-Miniserie, Regie: Andreas Herzog)
- 2023: Hotel Mondial (ZDF: Hotel-Serie, zwölfteilig), Produktionsfirma Neue Deutsche Filmgesellschaft

#### Filme über Schwerin
- 1976: WML – Steiger oder Maler (DEFA-Dokumentarfilm, Regie: Karlheinz Mund)[92]
- 1983: Holländer in Schwerin (DEFA-Dokumentarfilm, Regie: Werner Kohlert)[93]
- 1987: Unterwegs im Bezirk Schwerin (DEFA-Dokumentarfilm, Regie: Klaus Schulze)[94]

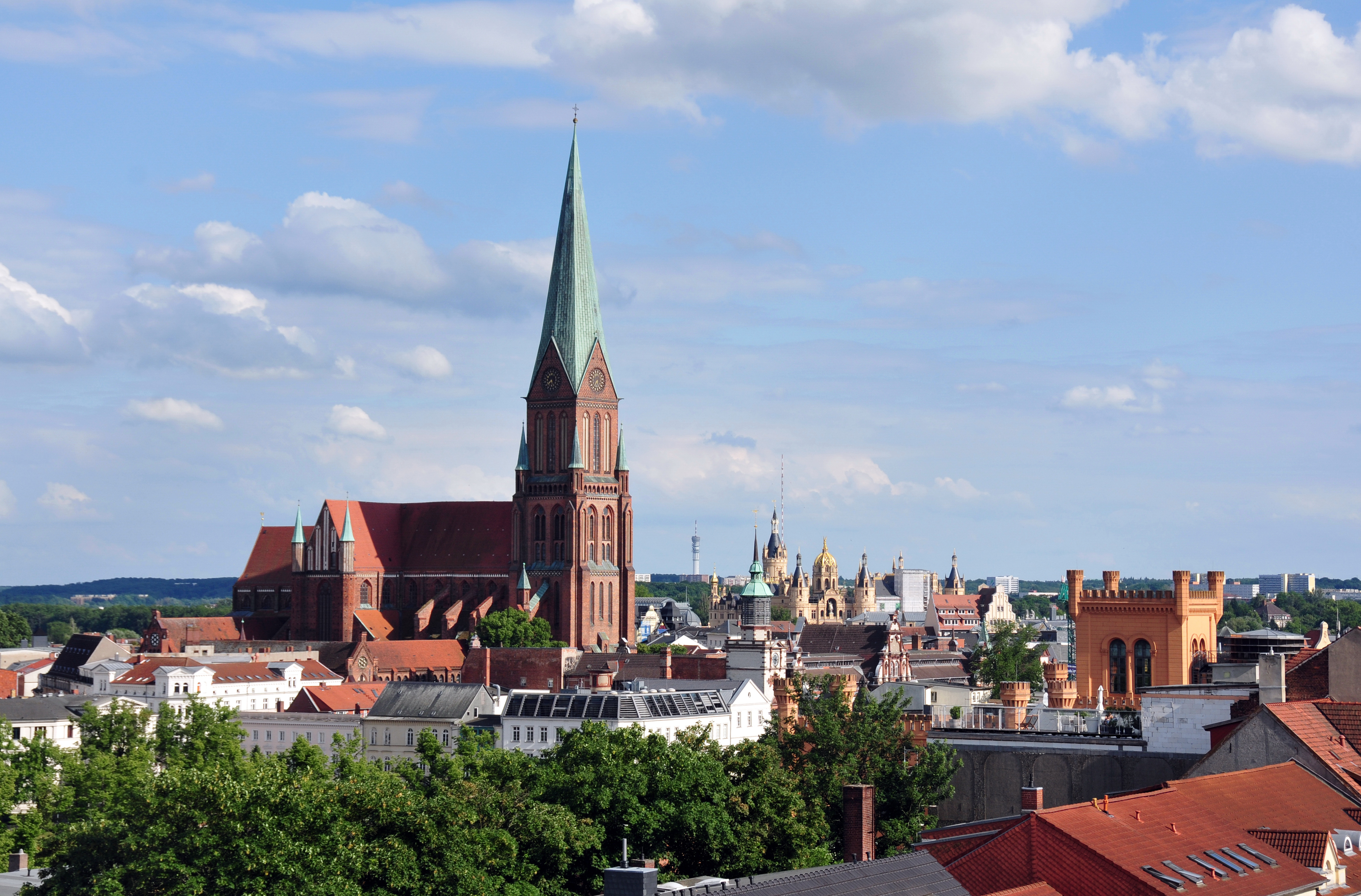
Blick über die Innenstadt

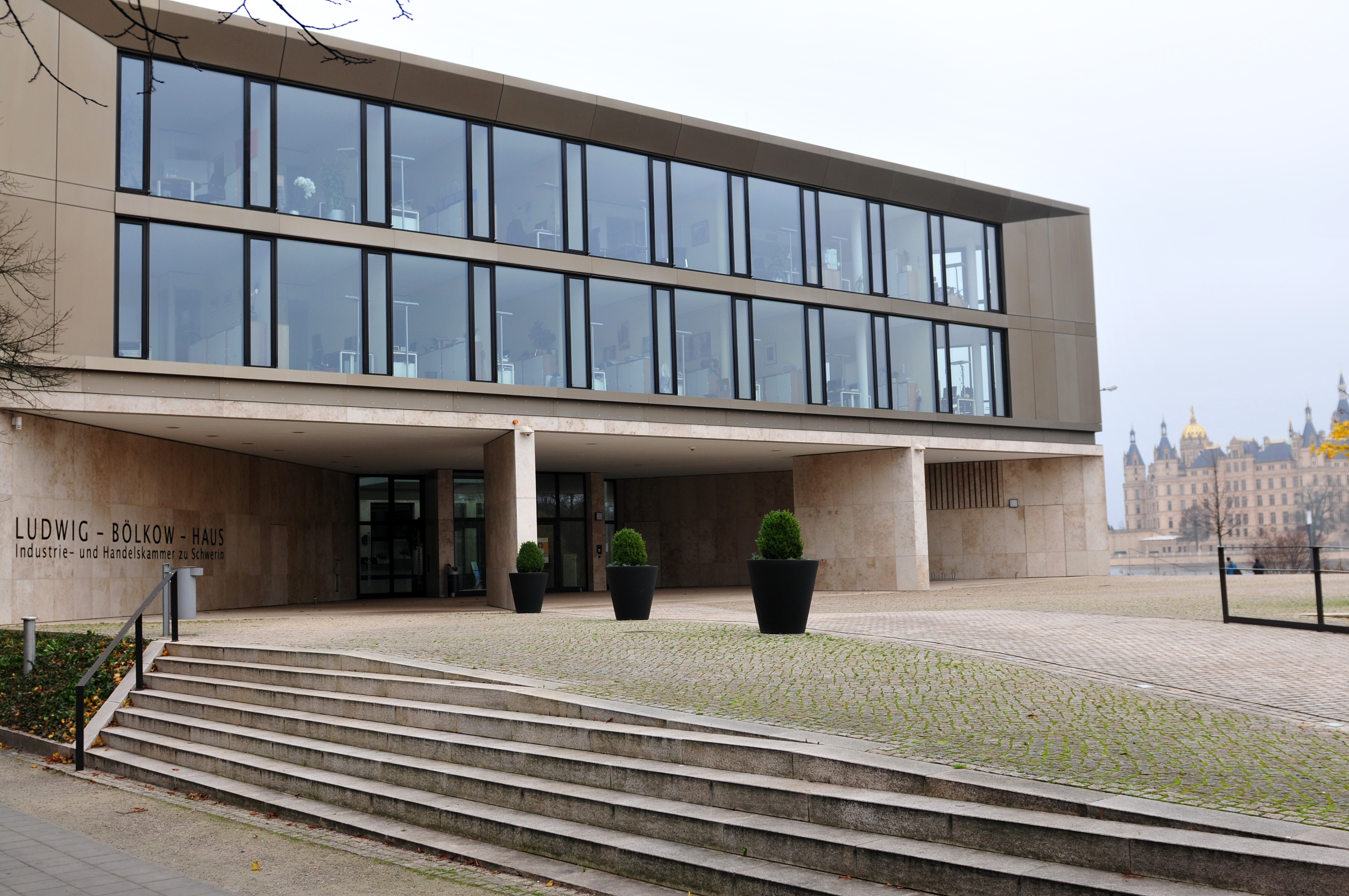
IHK Schwerin

### Öffentliche Einrichtungen
An Institutionen und Einrichtungen beziehungsweise Körperschaften des öffentlichen Rechts haben die Handwerkskammer Schwerin, die Industrie- und Handelskammer (IHK) zu Schwerin und die Evangelisch-Lutherische Landeskirche Mecklenburgs ihren Sitz in Schwerin. Zudem befinden sich in Schwerin Außenstellen des Bundesamtes für Güterverkehr, des Eisenbahn-Bundesamtes, eine Nebenstelle der Bundesanstalt für Immobilienaufgaben, einige Landesministerien sowie kommunale Ämter und Behörden.

#### Gerichte
In Schwerin befinden sich folgende Untere Landesgerichte:
- Ordentliche Gerichtsbarkeit: Landgericht Schwerin
- Verwaltungsgerichtsbarkeit: Verwaltungsgericht Schwerin
- Arbeitsgerichtsbarkeit: Arbeitsgericht Schwerin
- Sozialgerichtsbarkeit: Sozialgericht Schwerin

Die Oberen Landesgerichte Mecklenburg-Vorpommerns befinden sich in Greifswald, Rostock und Neustrelitz.

### Bildung

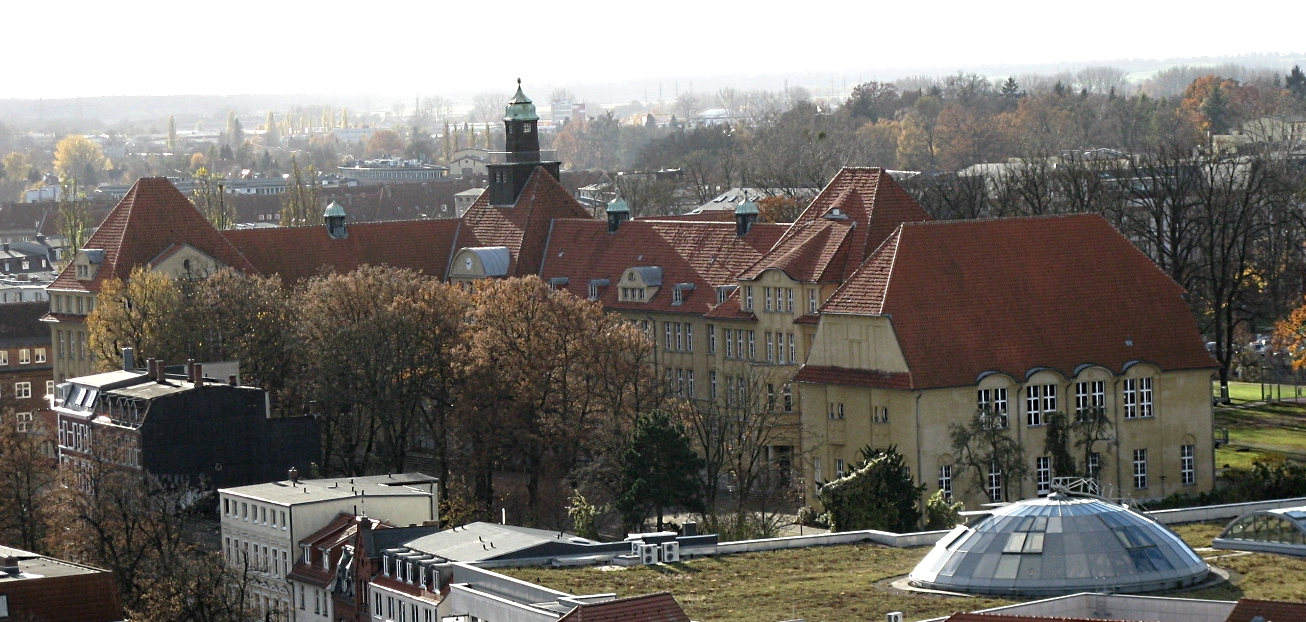
Fridericianum Schwerin (Gymnasium)

Vier Gymnasien (je ein Abend-, Sport-, Musik- und Sprachgymnasium), eine Gesamtschule, drei Regionale Schulen, diverse Grundschulen und Förderschulen mit unterschiedlichen Förderzielen, Berufliche Schulen der verschiedenen Berufszweige und die Volkshochschule Ehm Welk.
Das 1553 gegründete altsprachliche Gymnasium Fridericianum Schwerin kann auf eine jahrhundertelange Tradition zurückblicken. Sie ist die einzige Schule des Landes, an der das Graecum durch Schulunterricht erworben werden kann. Das Goethe-Gymnasium hat den Status eines Musikgymnasiums und eines Sportgymnasiums.
Es gibt mehrere Schulen in freier Trägerschaft, darunter die 1735 eröffnete Niels-Stensen-Schule in Trägerschaft der Bernostiftung.

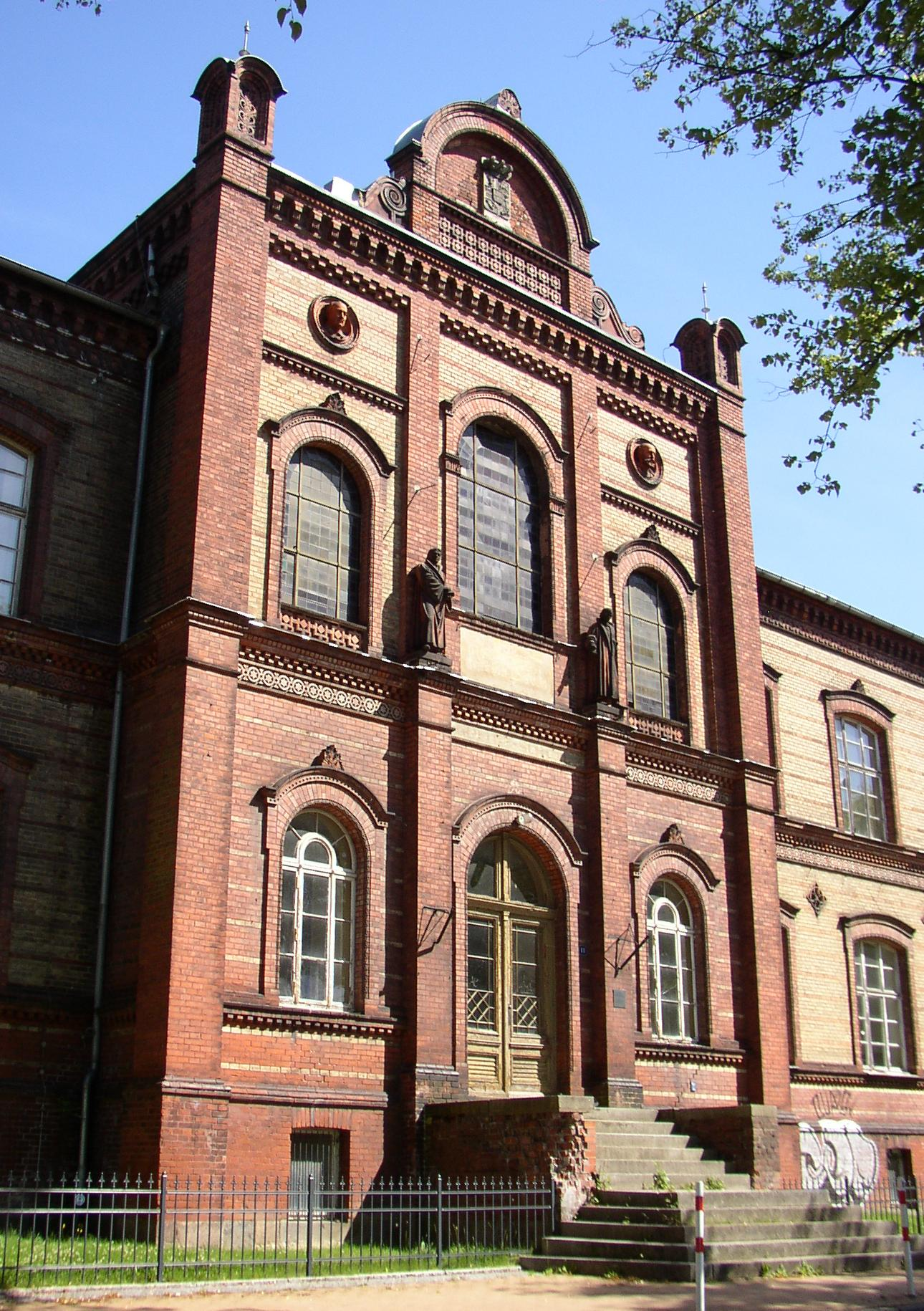
Private Fachhochschule des Mittelstands (FHM), im alten Rektorenhaus des Fridericianums am Pfaffenteich

Schwerin ist im 21. Jahrhundert auch Hochschulstadt. Insgesamt waren im Jahr 2014 rund 600 Studenten an den Hochschulen der Stadt eingeschrieben. Das 2001 gegründete Baltic College war die erste staatlich anerkannte private Hochschule in Schwerin. Im Februar 2013 wurde es in die Fachhochschule des Mittelstands (FHM) eingegliedert, die in Rostock einen weiteren Campus hat. Im Jahr 2014 wurden am Schweriner Standort die Bachelor-Studiengänge in den Fächern Hotel- und Tourismusmanagement, internationales Unternehmensmanagement, Gesundheitswirtschaft, Wirtschaftsingenieurwesen sowie die Master-Studiengänge Werbe-Management im Tourismus und internationales Management angeboten. Zudem befand sich mit dem Deutsch-Asiatischen Mittelstands-Institut (DAMI) an der FHM Schwerin eine Ausbildungseinrichtung für hochqualifizierte, deutschsprachige Führungsnachwuchskräfte aus China, die bei Unternehmen in China und Deutschland zum Einsatz kommen. Der Standort Schwerin der FHM wurde 2024 geschlossen.
Seit September 2006 hat die Hochschule der Bundesagentur für Arbeit mit Hauptsitz in Mannheim einen Standort in Schwerin-Groß Medewege.
Die private höhere Berufsfachschule DesignSchule Schwerin bietet Ausbildungen und Bachelor-Studiengänge in den Bereichen Game-, Grafik- und Modedesign an.
Es gibt Bestrebungen, weitere private Hochschulen in Schwerin anzusiedeln. Zu diesem Zweck wurde u. a. 2003 der gemeinnützige Förderverein Förderer von Hochschulen in Schwerin gegründet. Weitere Hochschulstandorte oder sogar eine Privatuniversität seien in Schwerin denkbar, so die Einschätzung des Ministeriums für Bildung, Wissenschaft und Kultur.
2002 wurde das Hydrogen Institute of Applied Technologies (HIAT) als gemeinnützige Forschungseinrichtung gegründet. Ein Hauptaugenmerk des Institutes liegt dabei auf der Forschung und Entwicklung von Brennstoffzellen. Sitz der Einrichtung ist das Wasserstoff-Zentrum Schwerin im Technologie- und Gewerbezentrum (TGZ) der Landeshauptstadt.
Im 1962 als Schulsternwarte gegründeten Planetarium Schwerin werden populärwissenschaftliche Vorträge sowie Führungen, Konzerte, Jugendprojekte und Astronomieunterricht angeboten.

## Verkehr

### Autobahnen und Bundesstraßen

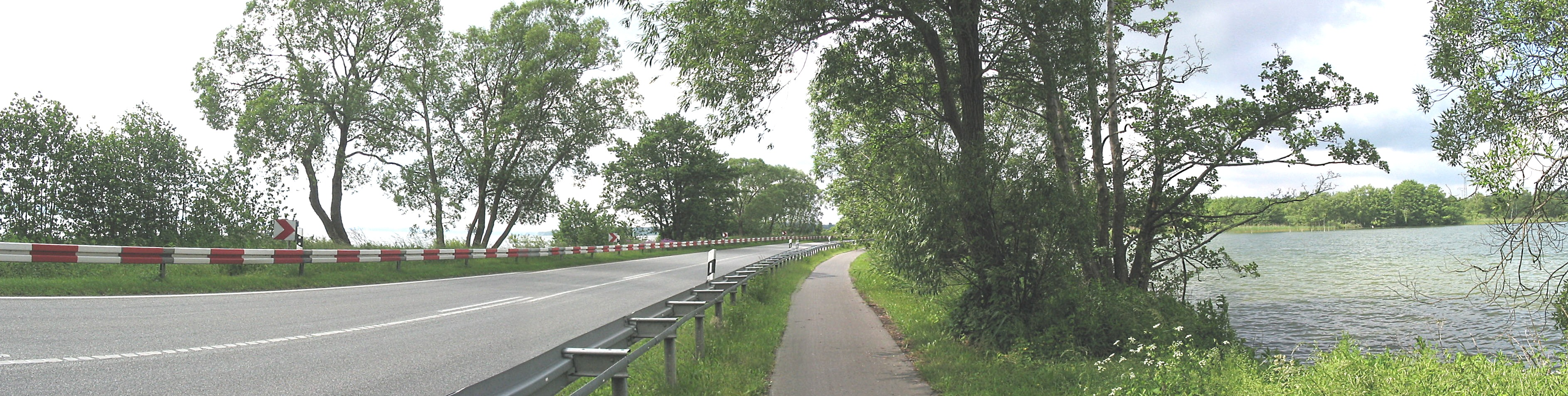
Paulsdamm mit Bundesstraße 104, zu beiden Seiten Seeufer

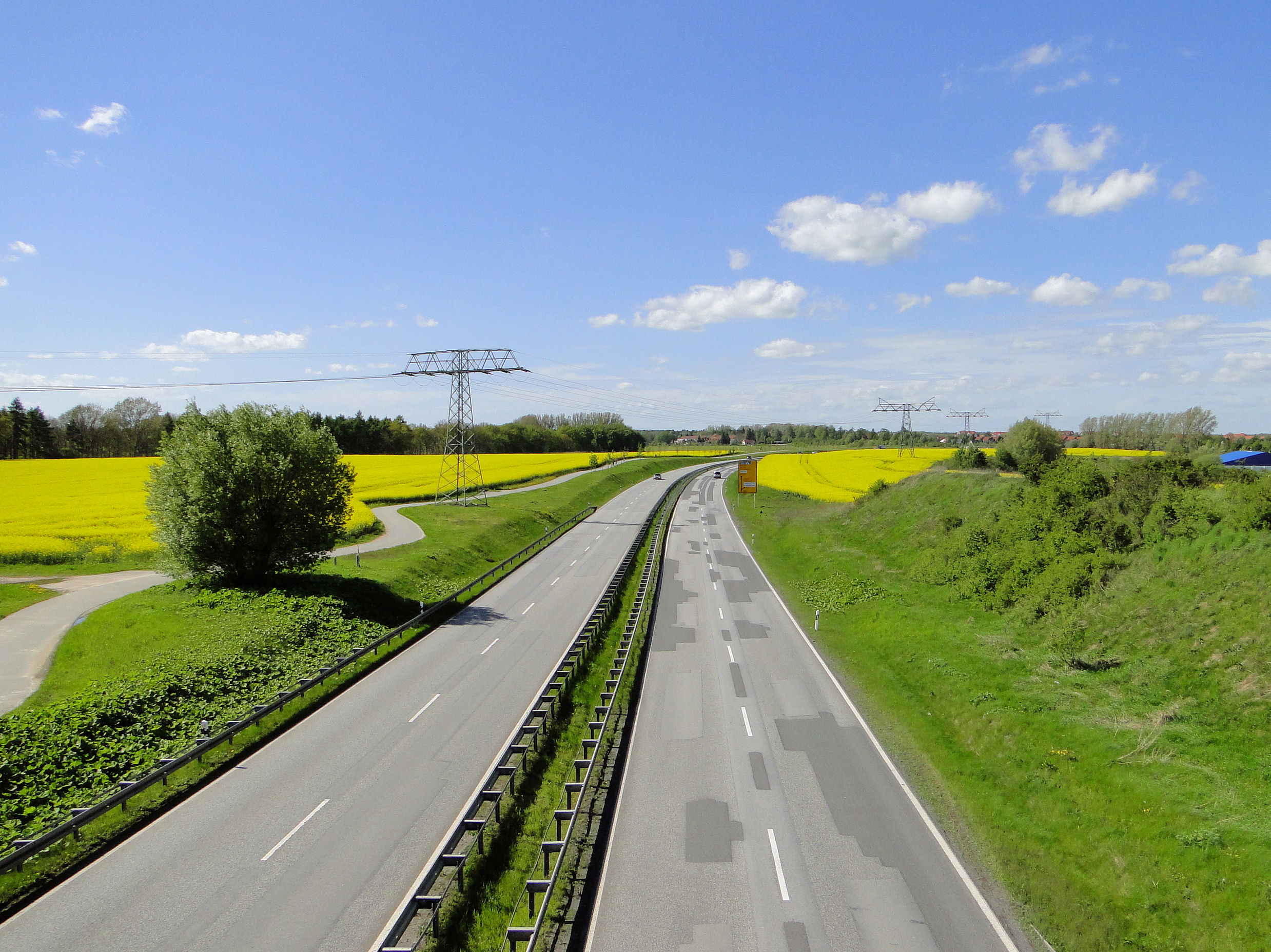
Umgehungsstraße B 106 in Schwerin

Südlich von Schwerin verläuft die Bundesautobahn 24 von Hamburg nach Berlin. Von ihr zweigt am Autobahnkreuz Schwerin das nördliche Teilstück der A 14 nach Norden in Richtung Wismar ab. Der Ausbau bis zum bereits fertiggestellten Teilstück bei Wismar, in dem die A 20 gekreuzt wird, wurde nach jahrelangen Verzögerungen Ende 2009 abgeschlossen und der Abschnitt am 21. Dezember 2009 dem Verkehr übergeben. Neben den bestehenden Anschlüssen Schwerin-Ost und Schwerin-Nord gibt es Planungen über die Einrichtung einer Anschlussstelle Schwerin-Süd. Ferner ist ein Ausbau der A 14 bis Magdeburg, wo das südliche Teilstück der Autobahn in Richtung Dresden beginnt, geplant.
Durch das Stadtgebiet führen die Bundesstraße 104 in Ost-West-Richtung, die B 106 in Nord-Süd-Richtung und die B 321 in Südwest-Südost-Richtung. Die beiden letzteren sind im Stadtgebiet größtenteils vierspurig ausgebaut. Mit dem Bau einer Umgehungsstraße im Westen Schwerins, die nach der Wende zur Entlastung der Innenstadt und zur Bewältigung des gestiegenen Verkehrsaufkommens beiträgt, wurde der Verlauf der B 106 geändert. Ein weiterer Bauabschnitt der Umgehungsstraße von Schwerin-Lankow in Richtung Kirch Stück wurde am 26. September 2007 dem Verkehr übergeben. Neben der B 106 verläuft auch die B 104 seitdem über diesen Abschnitt. Geplant ist eine Weiterführung der Umgehung im Norden Schwerins von Kirch Stück bis zum Paulsdamm. Seit Januar 2016 endet die B 106 in Schwerin, weil das südliche Teilstück aufgrund der parallelen Bundesautobahn herabgestuft wurde.
Die Stadt liegt an der deutsch-niederländischen Ferienstraße Oranier-Route.

### Eisenbahnverkehr

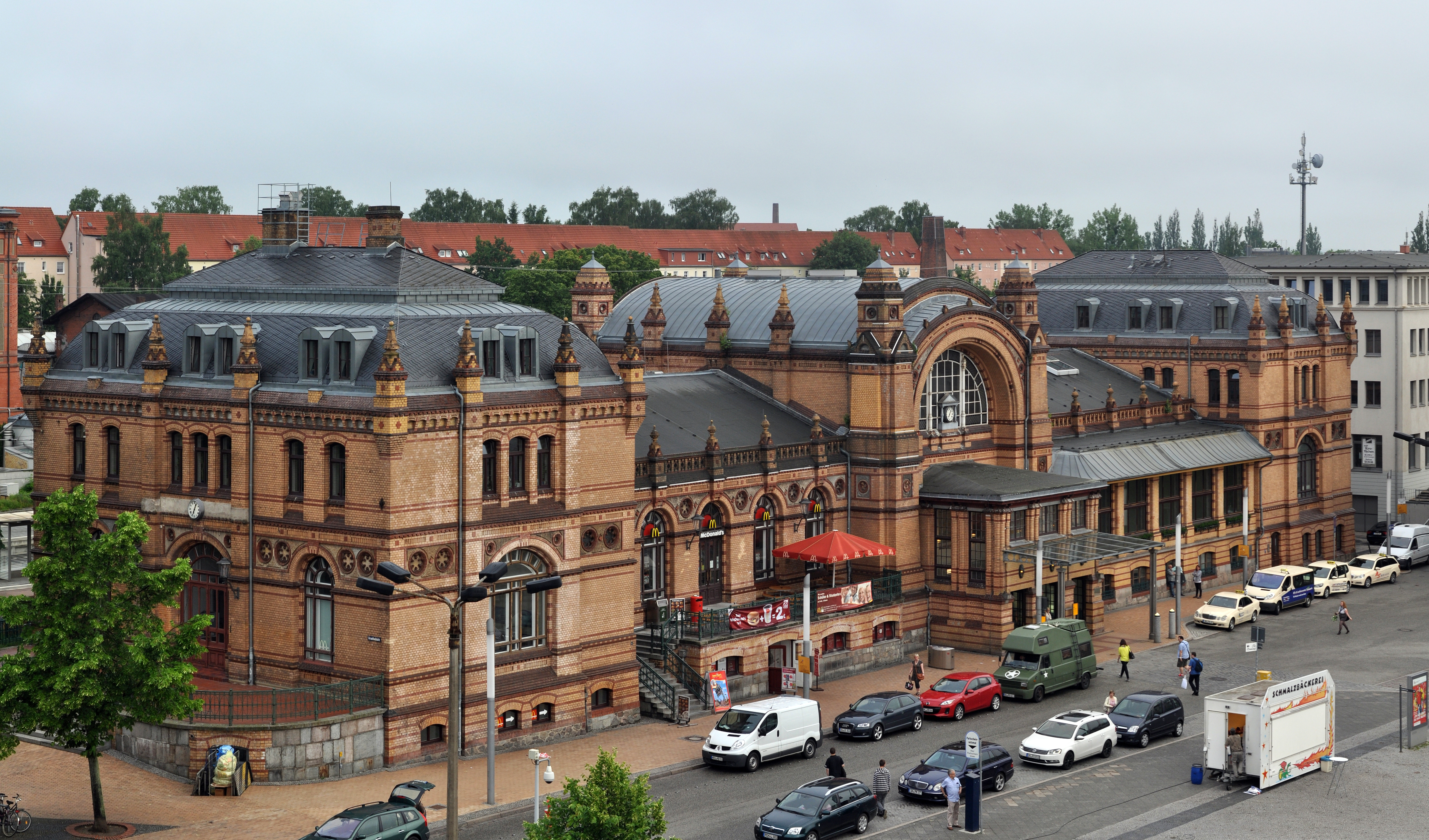
Schwerin Hauptbahnhof, Empfangsgebäude

Mit der 1847 eröffneten und damit ältesten eigenen Eisenbahnstrecke Mecklenburgs, der Bahnstrecke Hagenow Land–Schwerin, erhielt Schwerin eine Verbindung zur Strecke nach Berlin und Hamburg. Heute führen von Schwerin aus Eisenbahnstrecken in alle Richtungen. Zu den wichtigsten Verbindungen gehören Hamburg–Rostock–Stralsund und Wismar–Ludwigslust–Berlin. Fernverkehrszüge mit Halt in Schwerin Hauptbahnhof sind die ICE und IC der DB Fernverkehr auf der Strecke Stralsund–Rostock–Schwerin–Hamburg–Ruhrgebiet. Von 1918 bis 1994 wurde der Eisenbahnverkehr aus dem Haus der Reichsbahndirektion Schwerin, das Rote Haus genannt, geleitet und organisiert.

### Öffentlicher Personennahverkehr

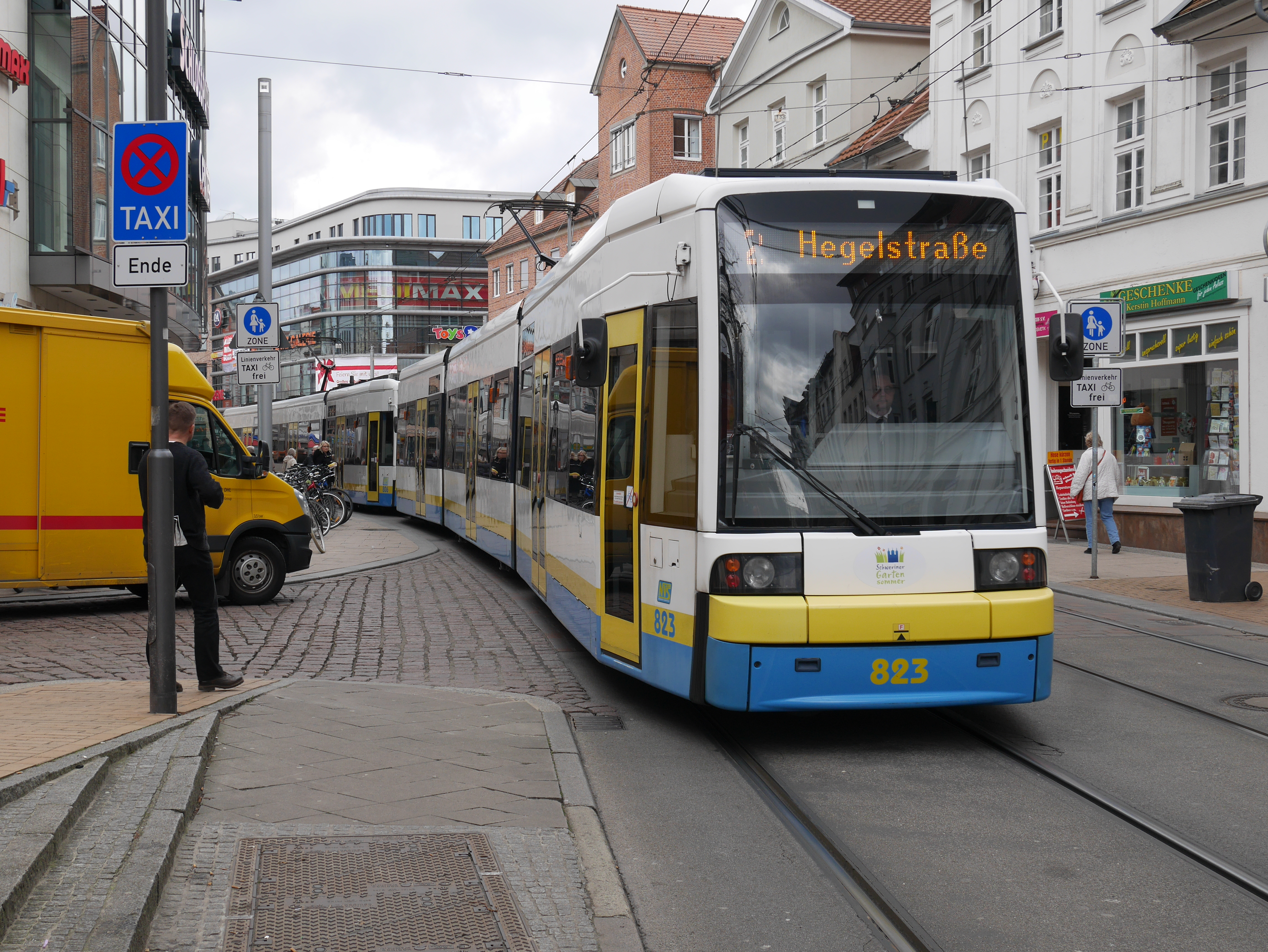
Die Schweriner Straßenbahn

Rückgrat des von Nahverkehr Schwerin betriebenen öffentlichen Personennahverkehrs in der Stadt ist die seit 1908 in Betrieb befindliche elektrische Straßenbahn mit vier Linien sowie 14 Buslinien und die Pfaffenteichfähre, die man im Volksmund Pfaffenteichkreuzer nennt.

### Fahrradverkehr
Schwerin ist an einige regionale und überregionale Radwanderwege angeschlossen, u. a. an den Radfernweg Hamburg–Rügen, der mit einer Länge von rund 520 Kilometern von der Hansestadt Hamburg zur größten Insel Deutschlands, nach Rügen führt.

### Straßen
- Die wichtigsten Plätze und Einkaufsstraßen im Zentrum sind: Marienplatz, Marktplatz, Arsenalstraße, Goethestraße, Mecklenburgstraße, Münzstraße, Puschkinstraße, Schlachterstraße, Schmiedestraße, Schloßstraße (Schwerin), Schusterstraße, Friedrichstraße, Buschstraße, Wismarsche Straße.
- Bedeutsame Zufahrtsstraße sind: An der Crivitzer Chaussee, Gadebuscher Straße, Graf-Schack-Allee, Grevesmühlener Straße, Güstrower Straße, Hagenower Straße, Lübecker Straße, Ludwigsluster Chaussee, Neumühler Straße, Obotritenring, Rogahner Straße, Vor dem Wittenburger Tor, Werderstraße, Wismarsche Straße, Wittenburger Straße.
- Um den Kern der Stadt (Altstadt, Feldstadt, Paulsstadt, Schelfstadt) führen der nörd- und westliche Obotritenring, die südliche Straße Ostorfer Ufer, die südwestliche Graf-Schack-Allee, die westliche Werderstraße und nördlich die Knaudtstraße (B 104).

### Flugverkehr und Wasserstraßen

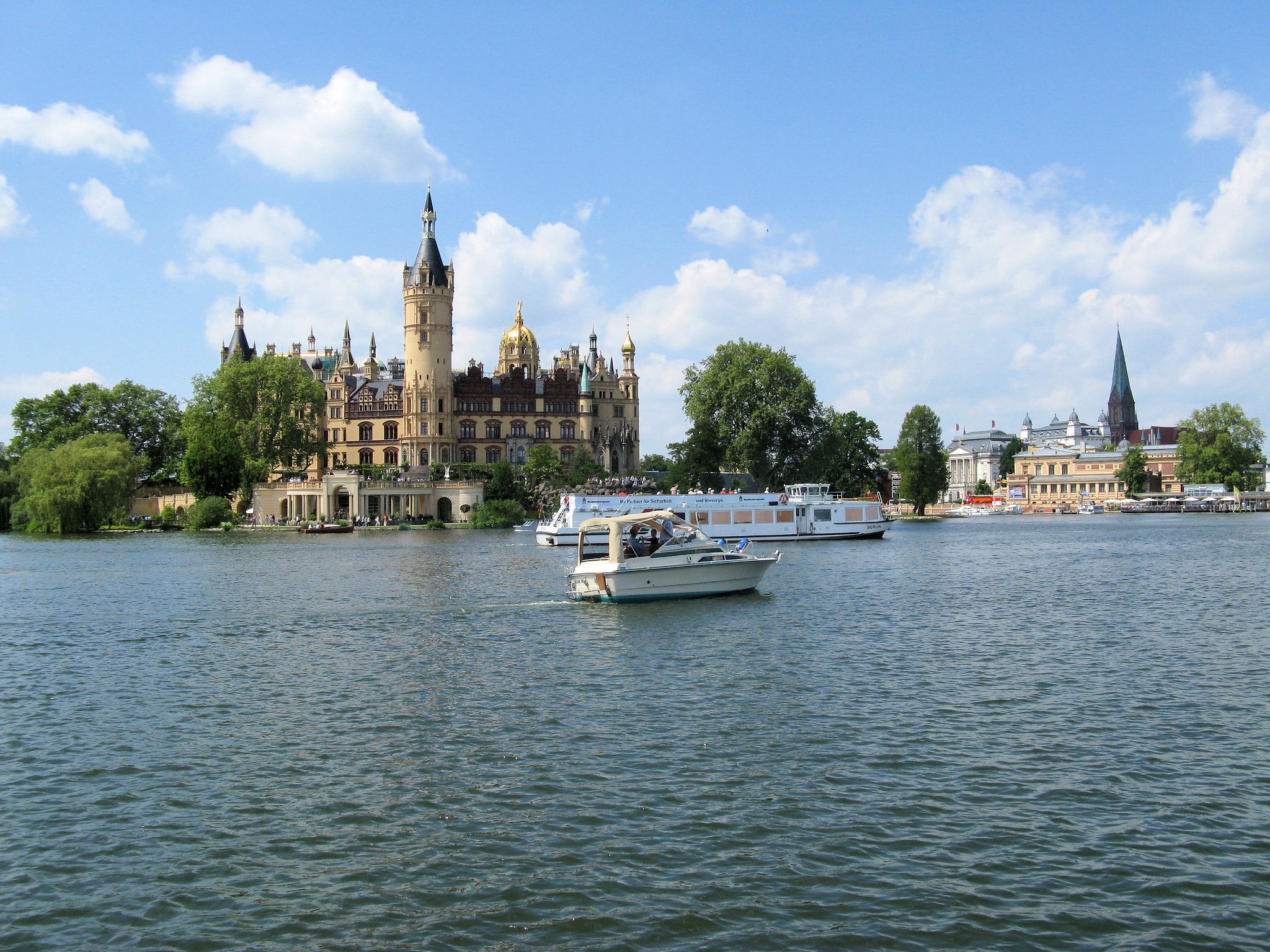
Schweriner See als Teil der Stör-Wasserstraße

- Etwa 37 Kilometer südöstlich befindet sich der Flughafen Schwerin-Parchim, der am 1. Februar 2023 offiziell geschlossen wurde. Der zehn Kilometer östlich gelegene Flugplatz Pinnow wird hauptsächlich von der Sportluftfahrt genutzt.
- Von 1913 bis 1945 gab es den Flugplatz Schwerin-Görries. Er war: Von 1913 bis 1927 Landesflugplatz unter Verwaltung der „Mecklenburgischen Flugplatz-Gesellschaft Görries-Schwerin mbH“, ab 1932 Flughafen II. Ordnung und von 1935 bis 1945 ein Fliegerhorst der Luftwaffe der Wehrmacht. Auf dem Flugplatz wurden Piloten in Flugzeugführer- und Blindflugschulen ausgebildet.
- Der Schweriner See und der Ziegelsee zählen zu den Binnenwasserstraßen des Bundes. Von diesen bestehen schiffbare Verbindungen über die Stör, den Störkanal und die Elde in die Richtungen Müritz, Elbe und Nordsee.

## Schweriner Symbole auf Münzen, Briefmarken u. a.

Schloss Schwerin, Zwei-Euro-Münze 2007

## Persönlichkeiten

### Ehrenbürger (Auswahl)
- 1853: Friedrich Carl Wex, Direktor des Fridericianums
- 1876: Lewis Marcus, Advokat und Wortführer des liberalen Reformjudentums
- 1896: Heinrich von Stephan, Gründer des Weltpostvereins
- 1926: Otto Weltzien, Bürgermeister[108][109]
- 1958: Clemens Meyer, Musiker, Musikwissenschaftler, Bratschist
- 1989: Carl Hinrichs, Maler
- 2000: Ludwig Bölkow, Industrieller
- 2002: Bertha Klingberg, Blumenfrau
- 2014: William Wolff, Landesrabbiner
- 2017: Brigitte Feldtmann, Mäzenin und Gründung der gemeinnützigen GmbH „Feldtmann Kulturell“
- 2025: Andreas Dresen